# Historia Iranu
Historia Iranu – historia Iranu od podboju arabskiego do dziś.

## Iran pod panowaniem arabskim

### Podbój arabski

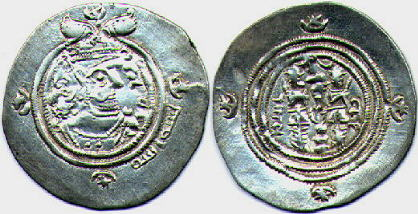
Pierwsze muzułmańskie monety wybite za kalifatu Usmana. Są to monety sasanidzkie, z podobizną Jezdegerda III, dodano na nich jedynie formułę basmali

Arabowie i Persowie pozostawali ze sobą w kontakcie co najmniej od VI wieku p.n.e. Sasanidzi utrzymywali wasalne państwo arabskich Lachmidów, którzy stanowili zaporę przed inwazją bizantyńską i najazdami beduinów, jednak zlikwidował je Husraw II (590-628). Kiedy zatem w roku 633 wódz zjednoczonych w ramach islamu Arabów Chalid Ibn al-Walid uderzył na Mezopotamię, armia Sasanidów była bezradna wobec ruchliwych najeźdźców współpracujących z miejscowymi arabskimi plemionami. W roku 634 inwazja została chwilowo powstrzymana w wygranej przez Persów Bitwie Mostu, jednak rok 637 przyniósł decydującą klęskę pod Al-Kadisijją, a 642 kolejną pod Nehawandem. Od tej pory główny opór stawiała nie sasanidzka armia, ale ludność poszczególnych regionów i miast. Większość miast i miejscowych notabli zawierała jednak z Arabami stosunkowo korzystne (jak na warunki wojny) traktaty przewidujące poddanie się i zapłatę kontrybucji w zamian za pozostawienie w spokoju ich życia i mienia. Arabski podbój Iranu trudno jednak określić jako bezkrwawy. Przez długi jeszcze czas na jego terytorium wybuchały powstania. I tak np. w roku 649 powstali mieszkańcy wcześniej podbitego przez armię kalifatu Isfahanu, wybijając garnizon najeźdźców. W odwecie Arabowie po odbiciu miasta wymordowali 40 tysięcy ludzi. Po śmierci Jazdgirda III (632-651) w roku 651 było już w zasadzie jasne, że monarchia Sasanidów się nie utrzyma, jednak perski opór trwał nadal. W czasie walk o kalifat pomiędzy Alim (656-661) a Mu’awiją (661-680) w latach 656–661 spora część Iranu wyzwoliła się spod obcego panowania i po pokonaniu rywala Mu’awija musiał dokonać ponownego podboju. W roku 674 Arabowie podjęli inwazję na rządzony przez miejscową dynastię Dabujidów Tabarestan, jednak ich armia w górzystym terenie na południowych wybrzeżach Morza Kaspijskiego uległa całkowitemu zniszczeniu. Mimo kilku kolejnych prób podboju Dabujidzi utrzymali niezależność aż do roku 761. W latach 673, 676 i 680 Arabowie przedsięwzięli trzy wyprawy w głąb Azji Środkowej, docierając m.in. do Buchary i Samarkandy, z których ściągnęli trybut, jednak właściwy podbój tych terenów podjęli dopiero w roku 705, po zakończeniu kolejnych walk wewnętrznych wstrząsających państwem Umajjadów. W latach 705–715 arabski namiestnik Chorasanu Kutajba Ibn Muslim przedsiębrał rokroczne wyprawy na rozdrobniony Iran Wschodni, podczas których w roku 709 zdobył Bucharę, a w roku 712 Samarkandę. Kutajba masowo rekrutował żołnierzy także spośród miejscowej nie-arabskiej, a nawet nie-muzułmańskiej ludności, i między innymi te posiłki pozwoliły mu w roku 713 stłumić wspierany przez tureckich sojuszników bunt Samarkandy. W tym samym roku zajął on Ferganę, jednak dwa lata później zginął w wyniku buntu swoich wojsk. W roku 720 w Sogdzie wybuchło powstanie wspierane przez nowo powstałe państwo tureckich Türgeszów. Zostało ono w ciągu dwóch lat stłumione, lecz już w roku 724 Arabowie ponieśli katastrofalną klęskę z rąk władcy Türgeszów. Aż do załamania się państwa Türgeszów po śmierci ich chana w roku 738 będą oni próbowali, okresowo wspierani przez miejscowe powstania, ze zmiennym szczęściem wyprzeć Arabów z Azji Środkowej. Dopiero w roku 741 wojska kalifatu znowu opanowują ten region aż do Fergany włącznie, a te zdobycze zabezpiecza zwycięstwo nad Chińczykami w bitwie nad rzeką Tałas w roku 751.

### Umajjadzi

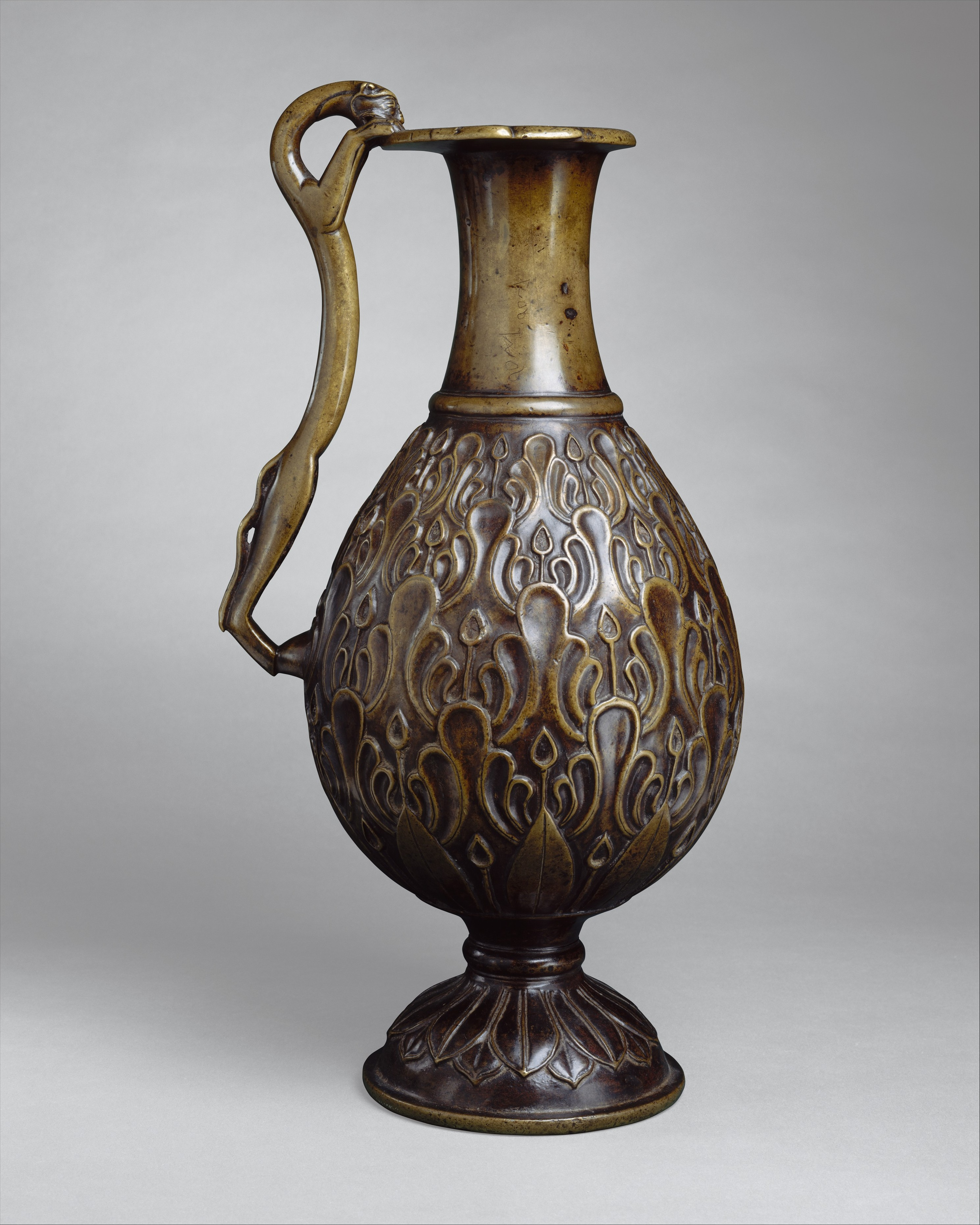
Dzban z brązu z uchwytem w kształcie kota, pochodzący z VII-wiecznego Iranu, pozostający nadal całkowicie w ramach tradycji sztuki sasanidzkiej. Metropolitan Museum of Art

Po podboju Iranu przed Arabami stanęło wyzwanie zarządzania olbrzymim krajem, dodatkowo zrujnowanym w wyniku kilkudziesięcioletnich wojen, w czym nie mieli żadnego doświadczenia. Z konieczności więc początkowo zachowali oni perską administrację, a nawet nadal bili perskie monety, z podobiznami szachów i dopiskiem na marginesie „W imię Boga”. Arabizacja administracji i mennictwa dokonała się dopiero pod koniec VII wieku, za panowania kalifa Abd al-Malika (685-705) (jednak ostatnie monety arabsko-sasanidzkie wybito w Bucharze około roku 809). Politykę gospodarczą dynastii Umajjadów wobec Iranu charakteryzował prymitywny fiskalizm. Nie zważając na potrzeby wyniszczonego kraju starali się oni po prostu wycisnąć z niego jak najwięcej pieniędzy, nie wahając się przed stosowaniem takich praktyk jak sprzedawanie urzędów. Ludność obowiązywały trzy główne rodzaje podatków: niemuzułmanów podatek dochodowy – tzw. charadż, i pogłówny – to jest dżizja; natomiast muzułmanów lżejszy podatek dochodowy – uszr. Teoretycznie dżizja była jedynie opłatą ludności niemuzułmańskiej, zwolnionej od służby wojskowej, za ochronę. W praktyce jej wymierzanie było dla poborców okazją do upokorzenia niewiernego i zademonstrowania swojej wyższości. Ponadto płacenie podatku dochodowego od ziemi w postaci charadżu było odbierano przez perską „szlachtę”, dehkanów, jako poniżające, ponieważ wcześniej płacili go tylko chłopi. Ponieważ zwiększenie się liczby muzułmanów powodowało spadek dochodów skarbu, wkrótce powiązano płacenie charadżu i dżizji nie z aktualnym wyznaniem danej osoby, ale odpowiednio własnością ziemi w momencie podboju i wywodzeniem się z pierwotnych, arabskich wyznawców islamu. System ten był uważany za niesprawiedliwy nie tylko przez Irańczyków, ale także większość arabskich autorytetów religijnych, które uznawały go za sprzeczny z zasadami islamu. Dodatkowo po nawróceniu się nowy muzułmanin nie stawał się pełnoprawnym członkiem muzułmańskiej ummy, lecz maula (l. mn. mawali), klientem plemienia za pośrednictwem którego przyjmowano go do nowej religijnej wspólnoty.
Irańczycy byli więc w różny sposób dyskryminowani, a ich sytuacji nie polepszało zbytnio nawet przejście na islam, nic więc dziwnego, że byli bardzo negatywnie nastawieni do rządów Umajjadów. Masowo zasilali oni szeregi różnych ruchów opozycyjnych wobec nich, w szczególności zaś szyitów, którzy twierdzili, że Umajjadzi na czele muzułmańskiej wspólnoty są uzurpatorami, zajmującymi miejsce należne potomkom jedynego prawowitego dziedzica Mahometa, Alego. Ta koncepcja była łatwa do przyjęcia dla Irańczyków, od dawien dawna wierzących, że królewska władza ma swoje źródło w boskiej łasce (farr). W związku z powyższym kiedy swoich emisariuszy na terytorium Iranu wyprawili Abbasydzi (ród wywodzący się od Al-Abbbasa, wuja Proroka), działający na rzecz przywrócenia władzy klanu Mahometa, Haszymitów, spotkali się oni z przychylnym przyjęciem. Decydującym momentem w ich działalności było zaangażowanie się po ich stronie Irańczyka Abu Muslima, charyzmatycznego przywódcy i wodza, który w roku 745 lub 746 przybył do Chorasanu i wkrótce zjednoczył wokół siebie wszystkie odłamy dotychczas podzielonej opozycji. Dzięki temu 17 grudnia 747 roku udało mu się zająć Merw, a w roku 748 opanować cały Chorasan. Zajęci walkami z charydżytami Umajjadzi nie byli w stanie stawiać skutecznego oporu i w roku 749 utracili na rzecz Abu Muslima właściwie cały Iran i część Iraku. W styczniu 750 roku armia kalifa Marwana II (744-750) została ostatecznie rozbita przez wojska Abbasydów w bitwie nad Wielkim Zabem w pobliżu Mosulu, a Marwan wkrótce potem zginął, kończąc tym samym panowanie Umajjadów w Iranie.

### Abbasydzi

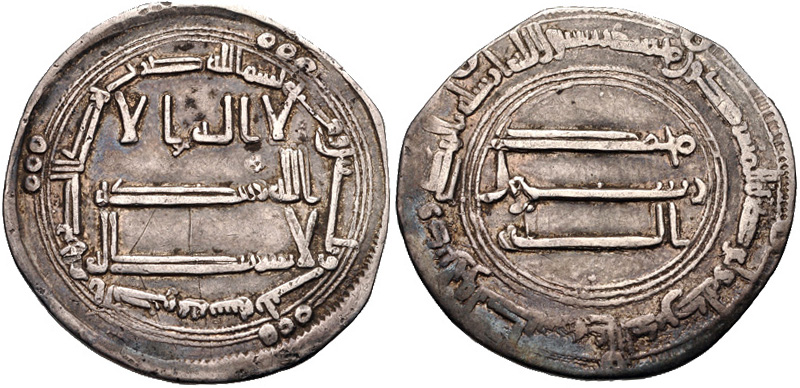
Dirham Al-Mamuna wybity w Isfahanie w roku 820/821

Abbasydzi doszli do władzy w dużej mierze dzięki poparciu Irańczyków i w okresie ich panowania kalifat uległ w znacznym stopniu iranizacji. Irańczycy odgrywali znaczącą rolę jako urzędnicy, a wezyrowie z perskiego rodu Barmakidów w latach 786–803 wręcz przejęli rządy w państwie. Także w chorasańskiej armii, na której opierała się militarna potęga Abbasydów, było mnóstwo Irańczyków. To w dużej mierze dzięki tym oddziałom kalif Al-Mamun (813-833) mógł pokonać swojego opierającego się głównie na Arabach brata. Do muzułmańskiego kalendarza włączono tradycyjne perskie święto Nowego Roku, Nouruz, przypadające w dzień równonocy wiosennej. Abbasydzki dwór i administracja przyjęły szereg obyczajów i reguł wywodzących się z czasów sasanidzkich.
Ta iranizacja miała jednak charakter ograniczony, a mimo zniesienia dyskryminacji mawali Iran nie był wcale spokojny. Językiem oficjalnej kultury i administracji był wyłącznie arabski, Barmakidzi ostatecznie skończyli tragicznie, zaś znaczenie Chorasańczyków spadło kiedy w latach 30. VIII wieku Abbasydzi zaczęli rekrutować Turków. Pierwszym źródłem opozycji wobec kalifatu byli szyici, którzy walczyli ramię w ramię z Abbasydami w imię wspólnej sprawy Haszymitów, teraz zaś poczuli się oszukani, kiedy okazało się, że Abbasydzi nie kwapią się do oddania władzy alidzkiej gałęzi rodu. Ich siła w takich irańskich ośrodkach jak Rej, Kazwin, Kom i Niszapur była źródłem ciągłych napięć. W roku 864 wykorzystali oni rewoltę w nadkaspijskim Tabarestanie i założyli tam państwo, które rozpropagowało szyizm w całym regionie. Innym źródłem napięć była działalność charydżytów, którzy znaleźli oparcie we wschodnim Iranie. W roku 795 lub 796 ich przywódca Hamza wzniecił powstanie, które tliło się, przede wszystkim w Sistanie, aż do jego śmierci w roku 828. Także później Abbasydzi nie byli w stanie ściągnąć podatków z tego regionu.

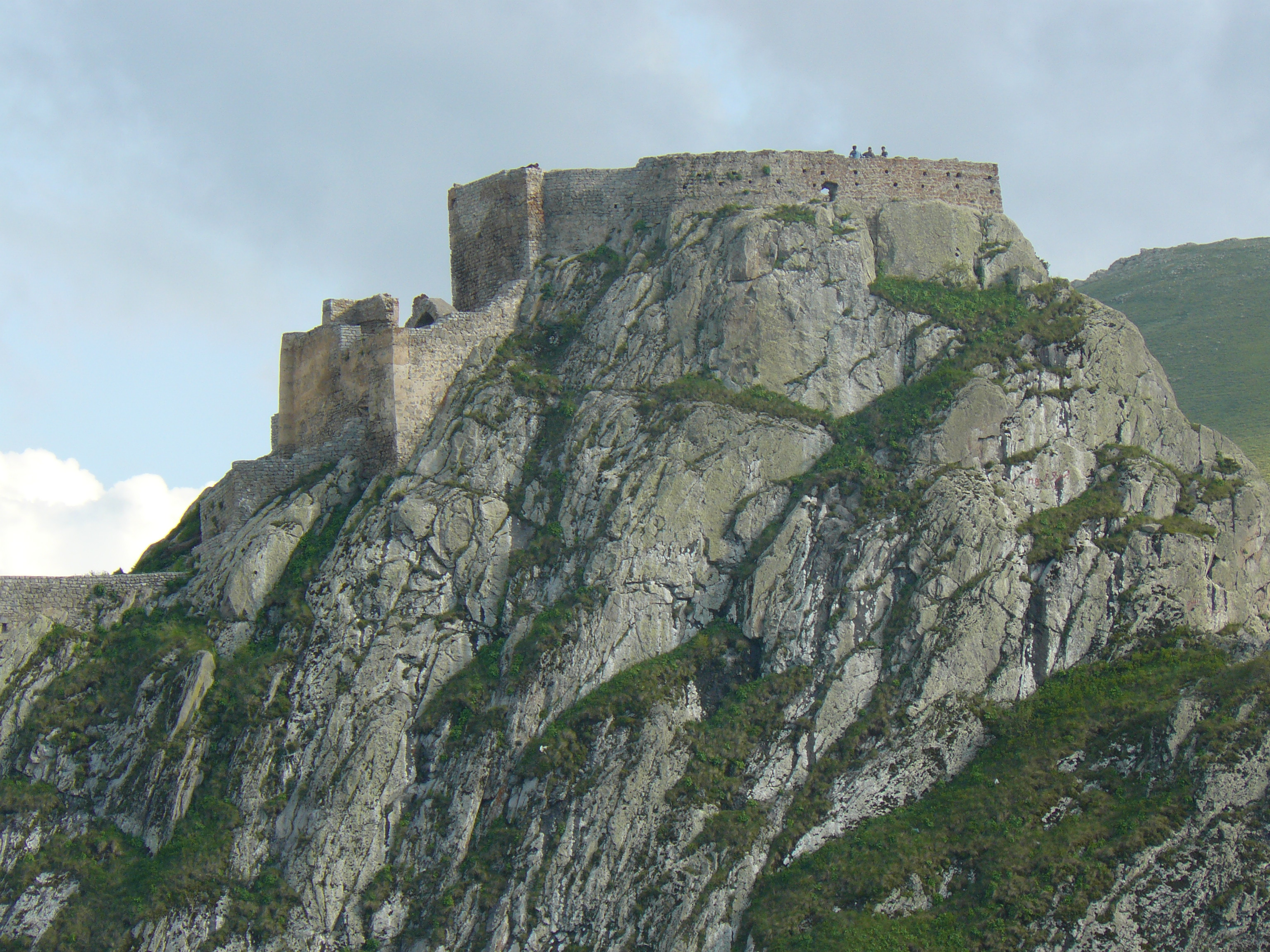
Ruiny dawnej fortecy Babaka położone ok. 3 km na południowy zachód od Kalejbar, na wysokości ok. 2300 – 2600 m

W roku 755 kalif Al-Mansur (754-775) zabił Abu Muslima, którego wpływów obawiał się. W rezultacie jednak Iran, gdzie Abu Muslim był bardzo popularny, znalazł się w stanie wrzenia. Kult Abu Muslima zaczął przybierać formy religijne, z zanegowaniem jego śmierci i ogłoszeniem boskości włącznie. Jeszcze w tym samym roku w Chorasanie i regionie Reju wybuchło powstanie zaratusztrianina Sunbada, który przyciągnął do siebie wielu byłych zwolenników Abu Muslima. Zostało ono wkrótce stłumione, jednak już jakieś dziesięć lat później rozpoczęła się w regionie Mawarannahru i Chorasanu kolejna rebelia, na której czele stał prorok Mukanna, głoszący hasła społecznej równości, silnie przemawiające do biedoty. Jego ruch został stłumiony dopiero w roku 778 lub 779. Najpoważniejszym z tych buntów było jednak powstanie Babaka, które ogarnęło Azerbejdżan i regiony zachodniego Iranu graniczące z Irakiem. Stanąwszy na czele rozwijającej się już wcześniej grupy religijnej tzw. chorramitów, Babak podobnie jak Mukanna głosił hasła egalitarne, a jego ruch miał charakter wybitnie plebejski. Walczył z kalifatem przez ponad dwadzieścia lat, od 816 do 837 roku, dopóki nie został pobity i stracony. Jego zwolennicy, spodziewający się jego powrotu, przetrwali w Iranie aż do XI wieku.
Przygnieceni taką falą problemów Abbasydzi wyrzekli się bezpośredniej kontroli nad Iranem, powierzając w roku 821 zarządzanie wszystkich ziem na zachód od Iraku irańskiej rodzinie Tahirydów. Ród ten był silnie zarabizowany i generalnie przez cały czas swojego panowania w Iranie pozostał lojalny wobec kalifatu, uiszczając trybut z zarządzanych terytoriów. Prawdziwym początkiem końca rządów Abbasydów w Iranie było wyłonienie się w latach 60. VIII wieku państwa Saffarydów. W roku 873 ich przywódca Jaghub-e Lajs (867-879) wyparł Tahirydów z Chorasanu, właściwie kończąc bezpośrednie rządy Abbasydów w Iranie. Takie dynastie jak Samanidzi czy Ghaznawidzi podtrzymywały fikcję posłuszeństwa wobec kalifa, w praktyce jednak były niezależne. W dodatku w roku 945 kalif znalazł się pod protektoratem szyickich Bujidów, których w roku 1055 zastąpili Seldżucy. Wprawdzie w roku 1152 Abbasydzi odzyskali faktyczną suwerenność, jednak ich rządy ograniczały się tylko do Iraku. A zatem od końca IX wieku ich wpływy w Iranie wiązały się jedynie z ich religijnym prestiżem związanym z przywództwem nad muzułmańską ummą, dopóki nie pojawili się pogańscy Mongołowie i w roku 1258 nie zniszczyli Bagdadu, doprowadzając do zagłady kalifatu.

### Islamizacja

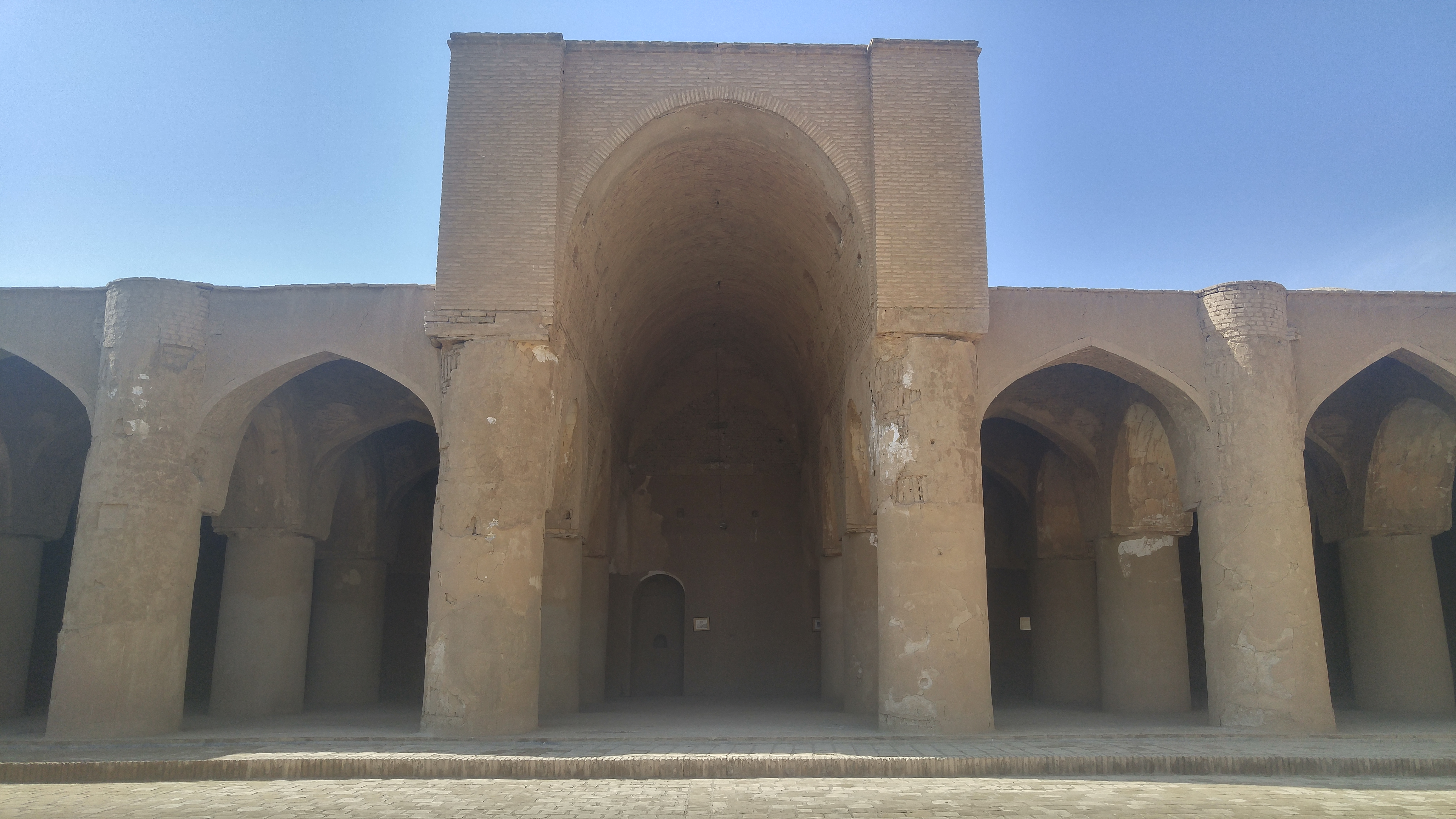
Meczet Tarichane w Damghanie. Zbudowany w VIII wieku przy pomocy tradycyjnych sasanidzkich metod obok meczetu w Fahradżu jest najstarszym zachowanym do dzisiaj meczetem w Iranie

Bez wątpienia najważniejszą konsekwencją najazdu arabskiego było nawrócenie Irańczyków na islam. Zgodnie z badaniami historyka Richarda Bullieta aż do upadku Umajjadów konwersje na nową religię były stosunkowo nieliczne. Dopiero po zwycięskiej rewolcie Abbasydów zaczęła się gwałtowna ekspansja islamu, która sprawiła, że w połowie X wieku około 80% Irańczyków było już muzułmanami. Zgodnie z zasadami islamu Arabowie nie stosowali przemocy w celu zmuszenia ludzi do nawrócenia. Niemniej jednak bardzo częste były wypadki niszczenia świątyń, palenia ksiąg i zabijania zaratusztriańskich kapłanów, nie w celu wymuszenia konwersji, ale osłabienia wpływu zaratusztrianizmu. W powstałą w ten sposób duchową pustkę nowej religii było wejść o wiele łatwiej. O ile rola przemocy w nawróceniu Irańczyków na islam była ograniczona, o tyle bez wątpienia ważną rolę odegrały czynniki społeczno-ekonomiczne. Ludzie Księgi, mimo że tolerowani, byli w społeczeństwie muzułmańskim obywatelami drugiej kategorii. Należy jednak zauważyć, że rzeczywiste polepszenie swojej pozycji poprzez przejście na islam mogło się dokonać dopiero po zdobyciu władzy przez Abbasydów, kiedy podział na muzułmanów arabskich i mawali przestał mieć znaczenie.
Bardzo długo Arabowie nie podejmowali żadnych zorganizowanych działań mających na celu rozprzestrzenienie islamu wśród Irańczyków. Dopiero Kutajba Ibn Muslim podjął takie kroki jak niszczenie lokalnych świątyń, budowa meczetów, czytanie Koranu po persku czy nawet płacenie dwóch dirhamów za przybycie na piątkowe modlitwy. Prawdopodobnie traktował on islam jako środek pomagający w pacyfikacji podbitych terenów. Sukces tej polityki był ograniczony, ponieważ po wycofaniu się arabskiej armii konwertyci często natychmiast porzucali nową wiarę. Spośród Umajjadów jedynie pobożny kalif Umar II przedsięwziął poważne działania mające na celu wspieranie nawracania na islam, zrównując w kwestiach podatkowych Arabów i mawali. Abu Muslim przyciągając do siebie ludzi do walki z Umajjadami jednocześnie często nawracał ich na islam. Ważną rolę odegrali też szyiccy uchodźcy, którzy osiedlili się w zachodnim Iranie. W Komie miejscowa kolonia wojskowa szyitów doprowadziła do przekształcenia miasta w jeden z najważniejszych ośrodków tego odłamu islamu. Zajdyci, którzy w 864 roku założyli swoje państwo w Mazandaranie, doprowadzili do nawrócenia ludności sąsiednich regionów na tę odmianę szyizmu.
William W. Malandra zwraca uwagę na złożoność przyczyn powodujących odejście Irańczyków od zaratusztrianizmu. Jego głównym problemem była późnosasanidzka teologia jedności tronu i kościoła, która sprawiła, że wraz z eliminacją zaratusztriańskiego państwa kościół został nie tylko pozbawiony jego polityczno-ekonomicznego wsparcia, ale także jego miejsca w eschatologicznym planie historii. Muzułmańska obietnica powszechnej równości z pewnością musiała być pociągająca dla ludności, która okazała się tak wrażliwa na egalitarystyczne idee Mazdaka, Mukanny czy Babaka. Wreszcie zaratusztrianizm był w pewnej mierze archaiczną religią, z systemem skomplikowanych rytuałów, które mogły być sprawowane tylko przez kapłana, i dualistyczną teologią obciążoną bagażem starożytnych mitów i bóstw. Islam zaś prezentował prosty monoteizm, w którym nie było potrzeby pośrednika pomiędzy Bogiem a człowiekiem. Co więcej, podzielał on z zaratusztrianizmem takie kluczowe idee jak Sąd Ostateczny oraz życie wieczne dla słusznie postępujących. W IX i X wieku obserwujemy wzrost religijnej aktywności zaratusztrian, który zaowocował m.in. powstaniem ogromnej literatury, stanowiącej dzisiaj główne źródło naszej wiedzy o tej religii. Być może był on spowodowany poczuciem nadchodzącego upadku, lub nadzieją odrodzenia, w każdym razie nie zahamował wzrostu islamu. Współcześnie przynajmniej nominalni muzułmanie stanowią 98% ludności Iranu.

## Irańskie intermezzo

### Szu’ubijja

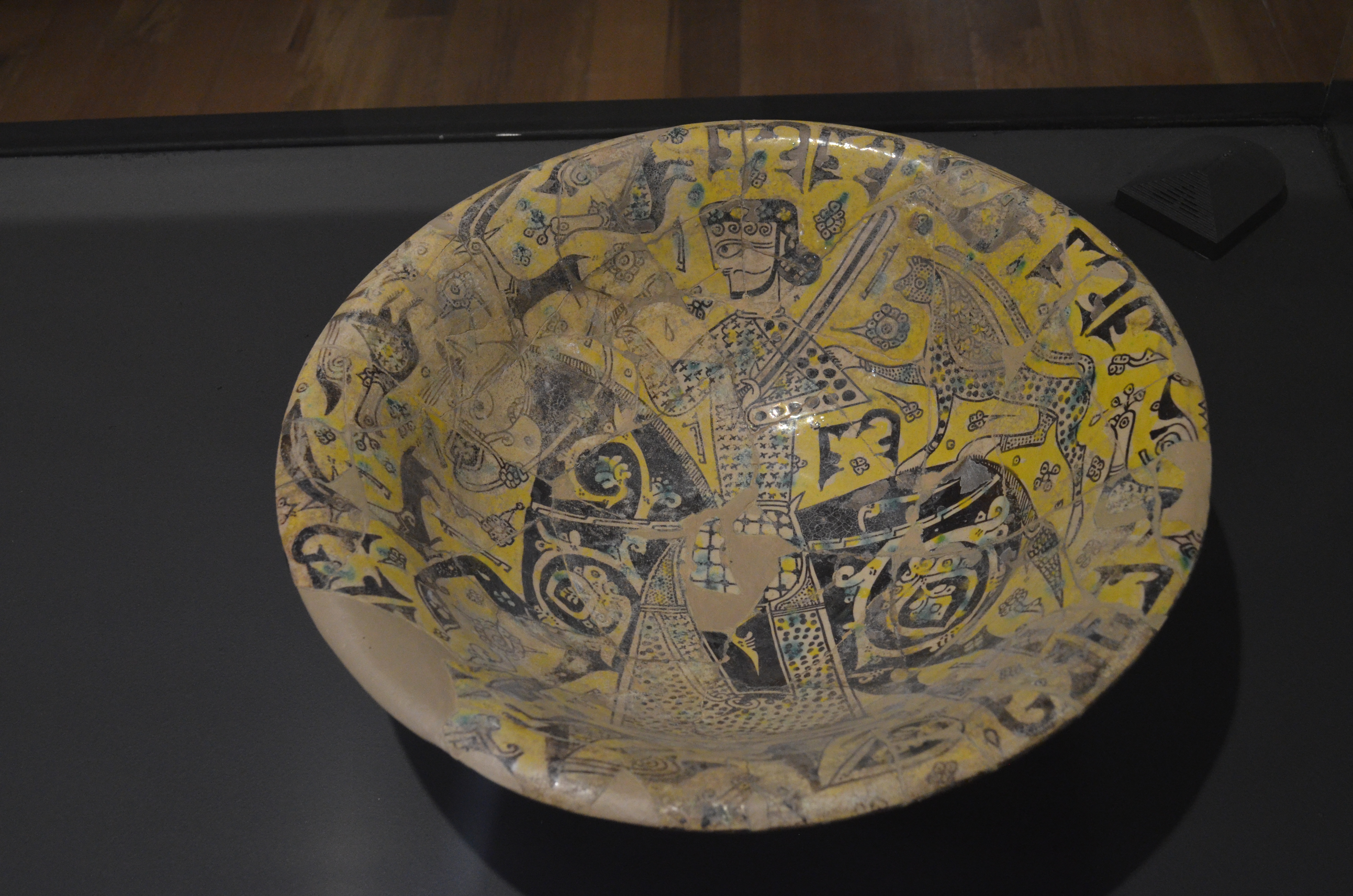
Misa z wizerunkiem jeźdźca powstała w Niszapurze w X-XI w. (obecnie w Muzeum Narodowym Iranu). Ówczesna ceramika z Niszapuru często inspiruje się sasanidzkim motywem konnego wojownika ze szlachetnego rodu „w realizacji szczegółów nie wykazuje jednak ani śladu owej wyrazistości tematu królewskiego, jaka cechowała oryginalne przedmioty sasanidzkie”

Określenie „Irańskie intermezzo” zostało użyte po raz pierwszy przez słynnego iranistę Władimira Minorsky’ego na określenie okresu pomiędzy IX a XI wiekiem, w którym Iran był rządzony przez dynastie pochodzenia miejscowego, przedzielającego okres rządów arabskich i kolejnych dynastii pochodzenia tureckiego i mongolskiego. Podstawową różnicą pomiędzy arabskim podbojem Iranu, a podbojem Syrii, Iraku, czy Egiptu był fakt, że w przypadku tych ostatnich islamizacja pociągnęła za sobą jednocześnie arabizację, natomiast Irańczycy, mimo że przyjęli religię zdobywców, to nie przyjęli ich języka i nie stracili swojej narodowej odrębności. Próbuje się podawać różne przyczyny tego faktu. Zwraca się uwagę na to, że mieszkańcy Syrii czy Iraku mówili językami semickimi, które łatwo dały się sprowadzić do dominującego arabskiego, natomiast Irańczycy mówili całkowicie odmiennym językiem indoeuropejskim. Należy jednak tutaj zauważyć, że używany w Egipcie język koptyjski także nie był językiem semickim, a mimo to został wyparty przez arabski. Twierdzi się czasem, że Irańczycy zachowali swoją tożsamość ponieważ reprezentowali wyższą od Arabów kulturę, której ci nie byli w stanie zdominować. Jednak ludzie w Egipcie, Syrii czy Iraku w momencie podboju także posiadali kulturę bardziej rozwinięta od arabskich zdobywców, mimo to zostali przez nich wchłonięci. Istniała tylko jedna zasadnicza różnica pomiędzy Persami i innymi ofiarami arabskich podbojów. W VII wieku mieszkańcy Syrii czy Egiptu byli już od około tysiąclecia rządzeni przez najpierw perskich, a potem greckich i rzymskich zdobywców. Nadejście Arabów oznaczało zatem tylko zamianę jednego obcego władcy na innego. Natomiast Persowie mieli świeżo w pamięci czasy sasanidzkiej chwały, kiedy stanowili samodzielne imperium, współdecydujące o losach świata. W przeciwieństwie zatem do innych podbitych przez Arabów krajów stworzyli oni epicką poezję, w której przechowało się zmitologizowane wspomnienie dawnej potęgi, a ich poczucie narodowej dumy wyrażało nadawanie dzieciom obok imion muzułmańskich także imion starych perskich bohaterów, takich jak Husraw, Szapur czy Rostam.
Innym ze sposobów w którym wyraziła się narodowa duma Persów była szu'ubijja. Nazwa ta pochodzi od arabskiego słowa szu’ub – „ludzie, lud”, pojęcia przeciwstawnego w stosunku do plemienia, jako jego część. Ruch powstał w wyniku sprzeciwu wobec arabskiej dominacji, a jego członkowie, opierając się m.in. na Koranie, wyrażali pogląd, że wszyscy ludzie są równi. Szu’ubici doprowadzili do odróżnienia od siebie „plemienia” i „ludu”, co pozwalało na konkluzję, że każdy człowiek powinien być oceniany ze względu na jego indywidualną wartość, a nie np. arabskie pochodzenie. Zwolennikami tego ruchu byli w większości Persowie. Przeszedł on znamienną ewolucję – od głoszenia równości wszystkich ludzi, do przekonania o wyższości Persów nad Arabami, którzy mieli być prymitywnymi i niewykształconymi potomkami Beduinów. Wyśmiewano się z języka Arabów, a nawet z ich gestykulacji, którą porównywano z elegancją Persów. Tak radykalne odmawianie wszelkiej wartości arabskiej kulturze nie miało przed sobą wielkiej przyszłości i ostatecznie szu’ubijja upadła, zaś do dzisiejszych czasów nie zachowały się po niej żadne teksty. Stanowi ona jednak świadectwo próby zatrzymania procesu zatracania własnej tożsamości przez perską elitę intelektualną.

### Tahirydzi

Posiadłości Tahirydów za panowania Abd Allaha Ibn Tahira (828-844)

Tahirydzi byli rodem pochodzenia perskiego, który był związany z Abbasydami już w momencie ich rewolty przeciwko Umajjadom. Jeden z jego członków, Tahir Ibn al-Husajn (zm. 822), był wodzem armii kalifa Al-Mamuna (813-833), i walnie przyczynił się do zwycięstwa tego ostatniego w wojnie z jego bratem Al-Aminem. W roku 821 Al-Mamun mianował Tahira zarządca wszystkich ziem kalifatu na wschód od gór Zagros. Ten wprawdzie zmarł już w roku 822, ale na opuszczone przez niego miejsce kalif mianował jego syna, Talhę (822-828). Ośrodkiem władzy Tahirydów był Chorasan, ze stolicą w Niszapurze. Ich władza nad pozostałymi irańskimi terenami miała zmienny zasięg. Nigdy nie udało im się w pełni opanować Sistanu, gdzie ciągle działali charydżyci i miejscowe bandy tzw. ajjarów. W Mawarannahrze bezpośrednie rządy sprawowali popierani przez nich Samanidzi, stopniowo coraz bardziej samodzielni. Były jednak okresy, że Tahirydzi z ramienia kalifa zarządzali nawet południowym Irakiem i Farsem. Przez długi czas sprawowali też urząd gubernatora Bagdadu. Właściwym twórcą ich potęgi w Iranie był brat Talhy, Abd Allah Ibn Tahir (828-844), który według słów Al-Jakubiego „rządził Chorasanem jak nikt przed nim, tak [rządził], że wszystkie kraje mu podlegały, a jego rozkazy były przez wszystkich wypełniane”. Przeprowadził on m.in. mającą ukrócić nadużycia i nadmierne uprzywilejowanie bogatych kosztem biednych reformę podatkową. Oprócz Chorasanu podlegał mu Rej, Tabarestan, Kerman, oraz południowy Irak. Piastował on także stanowisko dowódcy wojsk i policji w Bagdadzie. Poczucie siły doprowadziło Tahirydów do otwartej rywalizacji o stanowiska pomiędzy sobą. Tymczasem już za czasów następcy Abd Allaha, jego syna Tahira II (844-862), w Chorasanie notujemy serię powstań i rozruchów. Od roku 864 Tahirydom z zachodu zagrażają Zajdyci z Tabarestanu, zaś w tym samym okresie w Sistanie rośnie w potęgę nowa dynastia Saffarydów założona przez Jaghuba-e Lajsa (867-879). W roku 867 zajmuje on Herat, jednak Muhammad Ibn Tahir (862-873) nie reaguje na te prowokacyjne posunięcia i przekazuje Jaghubowi zarządzanie w swoim imieniu Sistanem, Kermanem, Kabulem i Farsem. Te pojednawcze kroki nie zdały się jednak na nic, bo ciągle wzrastający w potęgę Jaghub w roku 873 atakuje Chorasan, pokonuje Muhammada i bierze go do niewoli. Był to koniec rządów Tahirydów w Iranie. Tahirydzi mimo swojego perskiego pochodzenia byli całkowicie zarabizowani i pozostawali zawsze lojalni w stosunku do Abbasydów, przesyłając regularnie do Bagdadu trybut. Byli jednak pierwszą lokalną dynastią na terenie Iranu, która cieszyła się dużą niezależnością od kalifatu, stąd ich rządy uznaje się za początek „irańskiego intermezza”.

### Saffarydzi

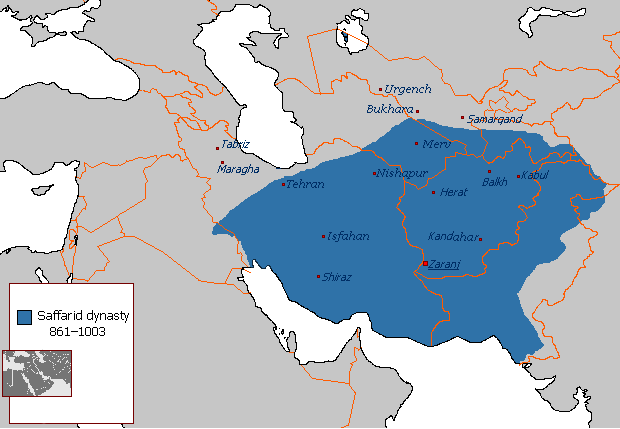
Państwo Saffarydów w momencie największego terytorialnego zasięgu pod koniec IX wieku

Początki dynastii Saffarydów związane są z anarchią w jakiej znalazł się Sistan po śmierci Abd Allaha Ibn Tahira. Tahirydzi utracili tę prowincję, która pogrążyła się w walkach pomiędzy charydżytami a miejscowymi ajjarami. Jeden z nich, Salih Ibn an-Nasr, w roku 852 zaczął w Sistanie ściągać podatki, kładąc tym samym podwaliny pod własne państwo. Wkrótce zastąpił go inny watażka, Dirham Ibn an-Nazr, na którego służbie pozostawał m.in. Jaghub-e Lajs (867-879), niegdyś rzemieślnik zatrudniony przy wyrobie przedmiotów z miedzi (stąd jego przydomek saffar – po arabsku kotlarz), a także poganiacz mułów i pomocnik murarza, który potem zajął się rozbójnictwem. W roku 861 Jaghub zajął miejsce Dirhama, a panowanie nad Sistanem zapewniło mu zwycięstwo nad przywódcą charydżytów Ammarem Ibn Jasirem w roku 865. Jeszcze w tym samym roku Jaghub uderzył na tereny dzisiejszego Afganistanu, wówczas pogańskie lub buddyjskie, a w roku 867 dokonał wspomnianego powyżej zajęcia Heratu, które przyniosło mu oficjalne uznanie przez Tahirydów. Po dalszym poszerzeniu w roku 870 swoich terytoriów na terenie dzisiejszego Afganistanu Jaghub w roku 873 zajął Chorasan, co doprowadziło go do otwartego konfliktu z Abbasydami. Po zajęciu Farsu w roku 875 Jaghub, wykorzystując sprzyjające okoliczności w postaci powstania niewolnych Zandżów przeciwko Abbasydom, dokonał inwazji na Irak, jednak 8 kwietnia 876 roku został pokonany w bitwie pod Dair al-Akul. Jaghub zmarł w roku 879, a jego brat i następca, Amr-e Lajs (879-900), przyjął bardziej pojednawczą postawę w stosunku do kalifatu, usiłując uzyskać legitymizację swojej władzy nad Chorasanem, co ostatecznie udało mu się w roku 892. Sześć lat później Amr uzyskał od kalifa nominację na namiestnika Mawarannahru, rządzonego do tej pory przez Samanidę Esma’ila (892-907). Konflikt z Esma’ilem, który nie podporządkował się woli kalifa, skończył się dla Saffarydów tragicznie. W latach 899–900 Samanida pobił w dwóch bitwach oddziały Saffarydów, przy czym w drugiej z nich, stoczonej w pobliżu Balchu, Amr dostał się do niewoli. Wysłany przez Esma’ila do Bagdadu, po rocznym uwięzieniu został stracony przez nie ukrywających radości ze zwycięstwa Samanidów Abbasydów. Przez krótki czas Saffarydzi rządzili jeszcze w Farsie i Kermanie, ostatecznie jednak utrzymali się tylko w Sistanie, którym władali do momentu jego zajęcia przez Mahmuda z Ghazny w roku 1003. Rządzący później Sistanem od ok. 1029 aż do 1542/1543 roku tzw. Malikowie Nimruzu także są często określani jako Saffarydzi, jednak nie istnieją żadne dowody na to, że rzeczywiście się od nich wywodzą.

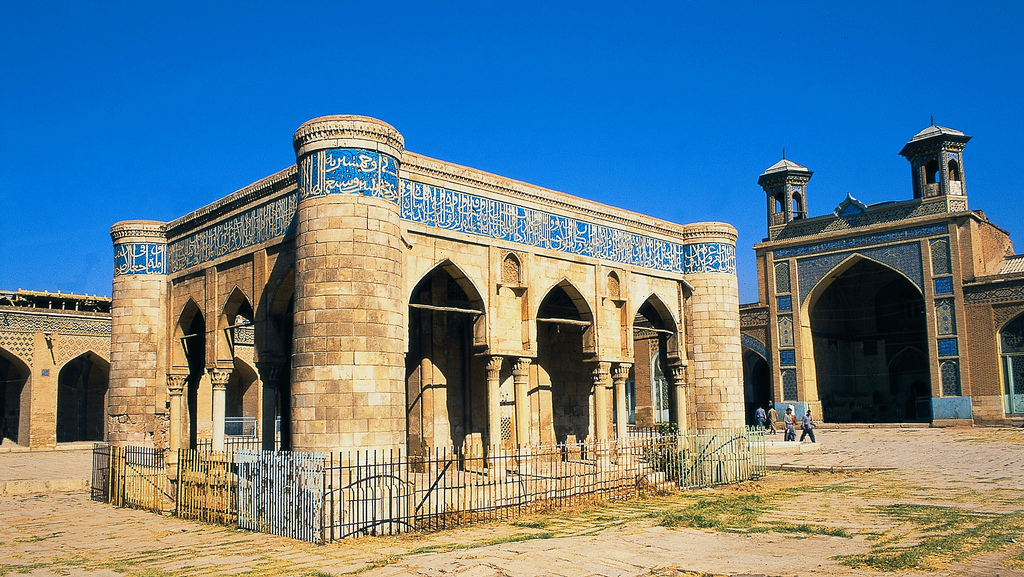
Meczet Atigh zbudowany przez Amr-e Lajsa (879-900) po zdobyciu Szirazu, później wielokrotnie restaurowany i przebudowywany

Pochodzący ze społecznych nizin Saffarydzi nie mieli nic wspólnego ze zarabizowaną kulturą wykształconej elity ówczesnego Iranu. Zgodnie z tradycją kiedy po zwycięstwie pod Heratem ułożono na cześć Jaghuba kasydę w języku arabskim ten zaprotestował przeciwko mówieniu w języku, którego nie rozumie. W rezultacie miało dojść do ułożenia pierwszej kasydy w języku perskim. Podobno kancelaria Saffarydów także była prowadzona w tym języku. Przy tym wszystkim ich cywilna administracja była dosyć prymitywna, jak zauważa Bogdan Składanek: „można odnieść wrażenie, że cały ich rząd mieścił się na kilku furgonach idących za wojskiem”. Do zmiany tej sytuacji doszło dopiero za Amra, po jego przeniesieniu się do Niszapuru, stolicy Chorasanu Polityka Saffarydów, w przeciwieństwie do Tahirydów, była otwarcie antyarabska i antykalifacka, w szczególności Jaghub nie wykazywał żadnego poważania dla rzekomej „świętości” władzy kalifa. Powstanie dynastii było początkiem odzyskiwania praktycznie suwerennej władzy przez Persów po ich klęsce w walce z Arabami w VII wieku.

### Samanidzi

Państwo Samanidów w chwili śmierci Nasra II (943)

Eponimiczny protoplasta Samanidów, Samanchoda (pierwsza połowa VIII wieku), był perskim dehkanem, który nawrócił się na islam na dworze umajjadzkiego namiestnika Chorasanu. W zamian za poparcie udzielone kalifowi Al-Mamunowi jego czterej wnukowie w roku 819 otrzymali namiestnictwa Samarkandy, Fergany, Czaczu (dzis. Taszkent) i Heratu. Spośród nich Ahmad (zm. 864) przeżył pozostałych braci i przekazał władzę swoim synom, z najstarszym Nasrem (864-892) jako seniorem. Wraz z upadkiem rządów Tahirydów w Chorasanie Nasr stał się faktycznie niezależnym władcą Mawarannahru ze stolicą w Samarkandzie. Obalił go jednak jego brat, Esma’il (892-907), i to „jego uznajemy za właściwego twórcę emiratu samanidzkiego”. Od roku 875 Samanidzi byli oficjalnie uznawani przez Abbasydów za ich namiestników Mawarannahru, jednak w roku 898 kalif przekazał prawa do tej prowincji Amr-e Lajsowi, chcąc sprowokować konflikt pomiędzy nim a Esma’ilem. Jak to opisano powyżej, wojna z Esma’ilem była dla Saffarydów prawdziwą katastrofą. Po swoim zwycięstwie Esma’il otrzymał od kalifa nadanie Chorasanu, środkowego Iranu z Rejem i Isfahanem oraz Tabarestanu (ten ostatni trzeba jednak było dopiero zdobyć na miejscowych Alidach). Panowanie Esma’ila oraz jego następców Ahmada (907-914) i Nasra (914-943) uważane jest za złoty wiek emiratu Samanidów. Podatki były niskie, Samanidzi bowiem czerpali dochody z kontroli nad szlakami karawanowymi Azji Środkowej, w tym nad głównym szlakiem „handlu niewolnikami, którymi zasilano siły zbrojne niemal wszystkich ówczesnych państw muzułmańskiego świata”. Rolnicza ludność Azji Środkowej była skutecznie chroniona przed najazdami koczowników. W roku 893 Isma’il pokonał kagana Karłuków i zdobył Taraz. Pensje urzędników i żołnierzy były wypłacane regularnie, a dworski mecenat przyciągał uczonych i pisarzy.

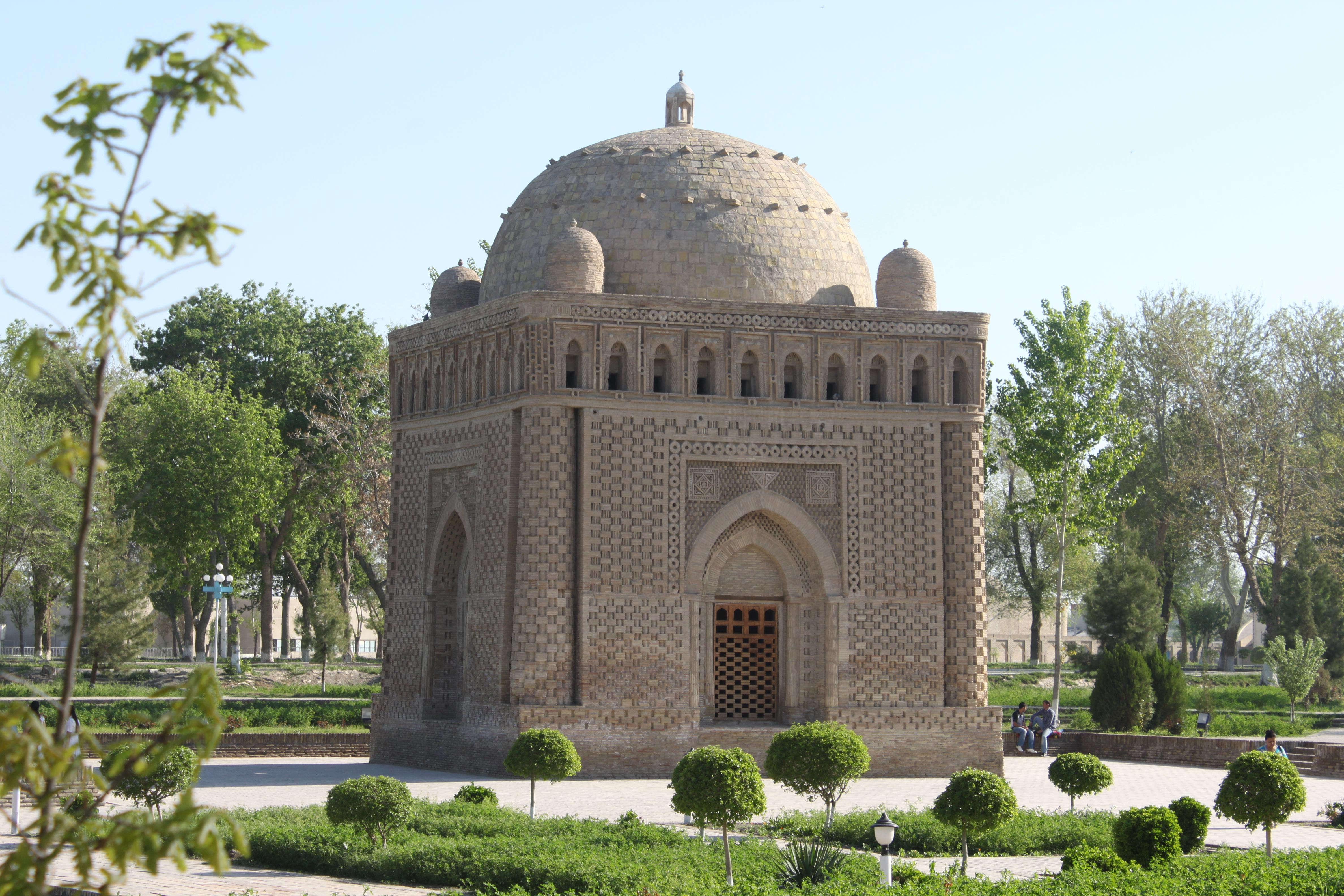
Mauzoleum Samanidów w Bucharze

Okres ten zakończył się jednak brutalnie, kiedy po nawróceniu na isma’ilizm Nasr został zdjęty z tronu przez spisek sunnickich duchownych oraz konserwatywnych dowódców wojskowych. Późniejsze kłopoty Samanidów z regularnym wypłacaniem pensji niewolnym żołnierzom (gholamom), na których opierała się ich armia, prowadziły do ciągłego zagrożenia buntem. Jednocześnie postępował proces feudalizacji emiratu. Wiązał się on z rozszerzaniem systemu nadań typu „eghta”, polegających na przekazywaniu przez państwo jego dochodów z określonego źródła danej osobie. W praktyce prowadziło to często do tworzenia się dziedzicznych posiadłości na ziemiach państwowych. Tureccy dowódcy i wielcy feudałowie rywalizowali przede wszystkim o namiestnictwo kluczowego Chorasanu. Za panowania małoletniego Abd al-Maleka (954-961) namiestnictwo tej prowincji i rzeczywistą władzę w państwie przejął dowódca gholamów Alptigin (zm. 963). Po śmierci Abd al-Maleka musiał on jednak uciekać przed swoimi politycznymi przeciwnikami i na skraju emiratu założył państwo z ośrodkiem w Ghaznie, zalążek przyszłego sułtanatu Ghaznawidów. Od tej pory Chorasanem rządziła rodzina Simdżurydów, która dążyła do jego oderwania. Jednocześnie Samanidom zaczęli zagrażać Turcy zjednoczeni pod przywództwem nawróconych na islam Karachanidów. Namiestnik Chorasanu Abu Ali Simdżuri zaproponował Karachanidzie Hasan Bughra-chanowi (zm. 992) podział ziem Samanidów – on miał zagarnąć Chorasan, zaś chan Mawarannahr. W rezultacie kiedy ten ostatni w roku 992 zaatakował, zajął Bucharę niemal bez oporu, ponieważ także dowódca gholamów Faʾik współdziałał z Simdżurim i przeszedł na stronę Karachanidów. Niespodziewana śmierć Bughra-chana sprawiła, że Turcy wycofali się, jednak emir Nuh (976-997) mógł pokonać Simdżuriego i Faʾika tylko dzięki pomocy swojego nominalnego wasala, Ghaznawidy Sebüktigina (977-997), za którą musiał zapłacić oddaniem namiestnictwa Chorasanu jego synowi, Mahmudowi. Następca Nuha, Mansur (997-999), został oślepiony i zdjęty z tronu przez ponownie służącego Samanidom Faʾika i innego Turka, Begtuzuna. Władzę przejął teraz brat Mansura, Abd al-Malek (999), jednak nie był on w stanie stawić czoła najazdowi Ileka Nasra (998-1012/1013), który 23 października zajął Bucharę i pojmał emira. Był to właściwie koniec państwa Samanidów, chociaż o jego odbudowę walczył jeszcze brat Abd al-Maleka Esma’il (999-1005), który mimo przejściowych sukcesów ostatecznie zginął w roku 1005.
Samanidzi ograniczali się do protokolarnych form podległości wobec kalifów, a „regularne wpływy do budżetu kalifatu zaczęli zastępować doraźnymi wpłatami lub po prostu okolicznościowymi prezentami”. Szczególne znaczenie ma fakt że to właśnie na dworze Samanidów i za ich zachętą doszło do odrodzenia języka perskiego jako medium poezji, nauki i historii. Rudaki (zm. 941), który przebywał na dworze w Bucharze, uważany jest za pierwszego wielkiego poetę języka nowoperskiego. To pod patronatem Samanidów Ferdousi napisał Szahname, najważniejszy pomnik perskiego języka i literatury. Za zachętą emira Mansura (961-976) wezyr Abu Ali Mohammad Balami sporządził perską wersję kroniki At-Tabariego i to za Samanidów przełożono na perski jego wielki komentarz do Koranu. To także pod ich patronatem rozpoczęli swoją działalność Biruni i Awicenna. Podsumowując, „Samanidzi zapisali się nie tylko jako ostatnia irańska dynastia Azji Środkowej, lecz jako dynastia, która potrafiła zjednoczyć to terytorium pod jedną władzą i która ocaliła od zapomnienia spuściznę dawnego Iranu”, pokazując, że „starożytna kultura irańska może być przystosowana do islamu. Na tym właśnie polegał wielki wkład Samanidów w świat islamu i oczywiście w cywilizacyjne dziedzictwo Iranu”.

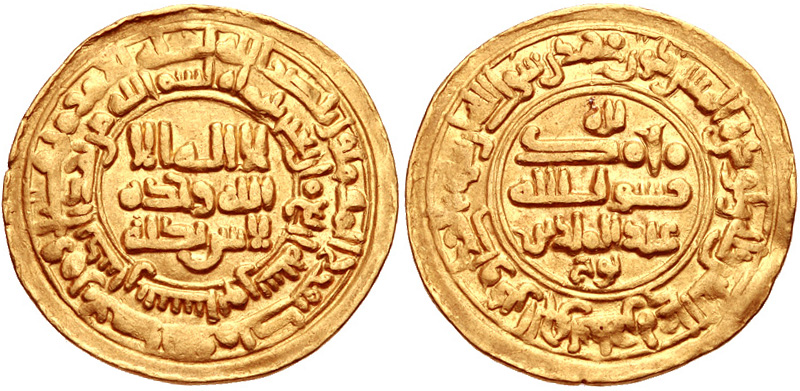
Dinar Abd al-Maleka (954-961)
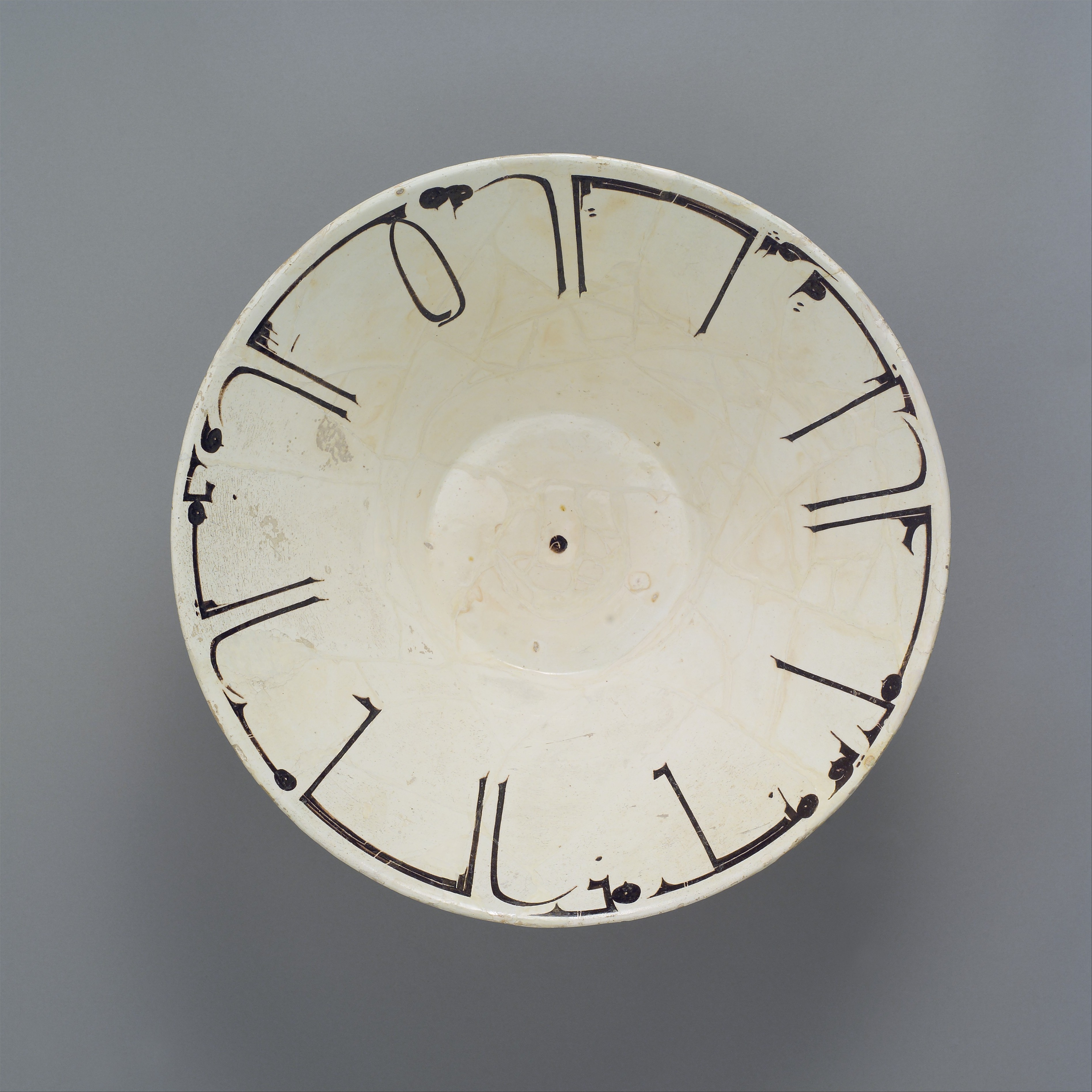
Półmisek z namalowana podszkliwnie kaligraficzną inskrypcją. Niszapur, X wiek. Metropolitan Museum of Art
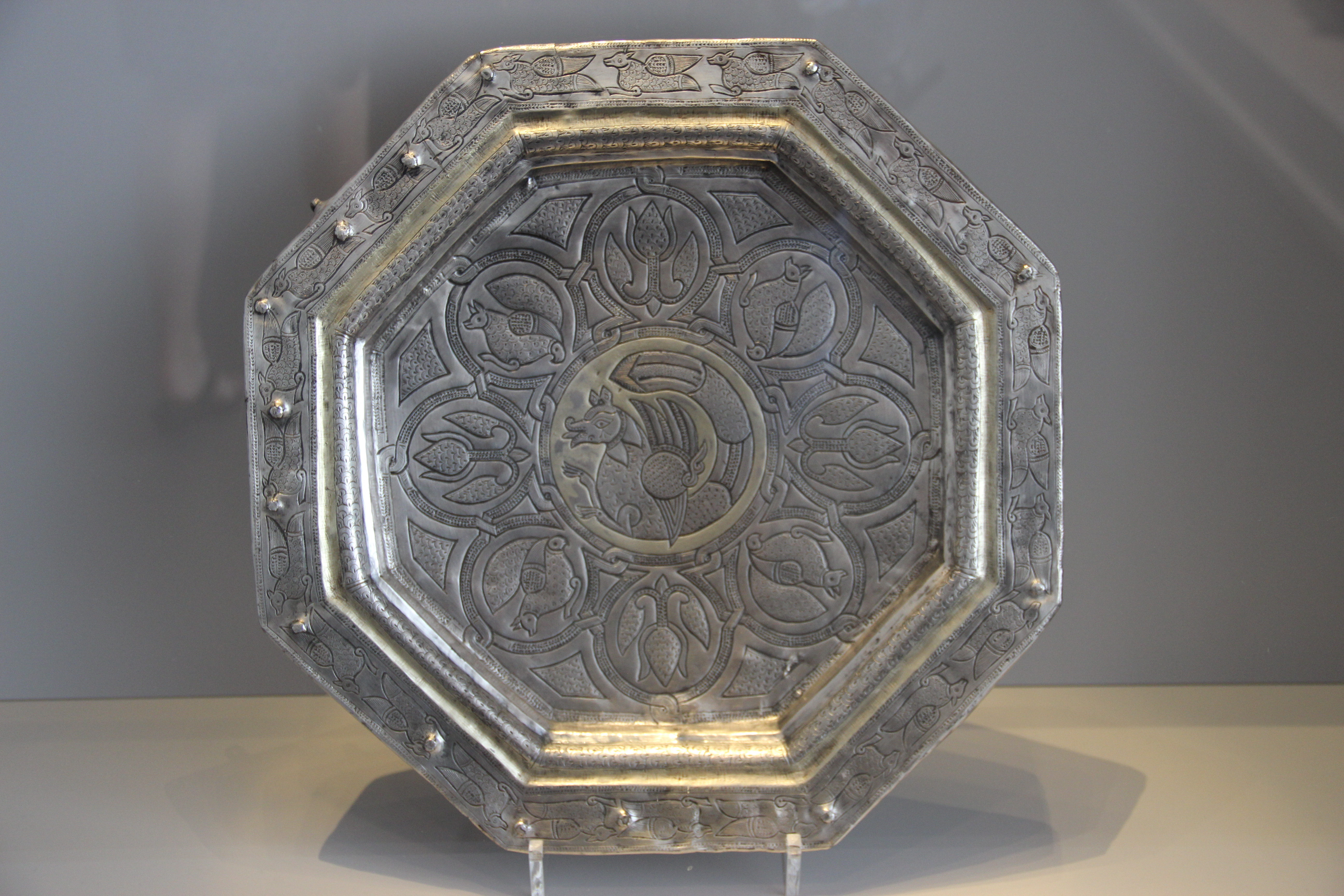
Ośmioboczna pozłacana srebrna taca z motywem Simurgha. Wschodni Iran, X wiek. Muzeum Pergamońskie
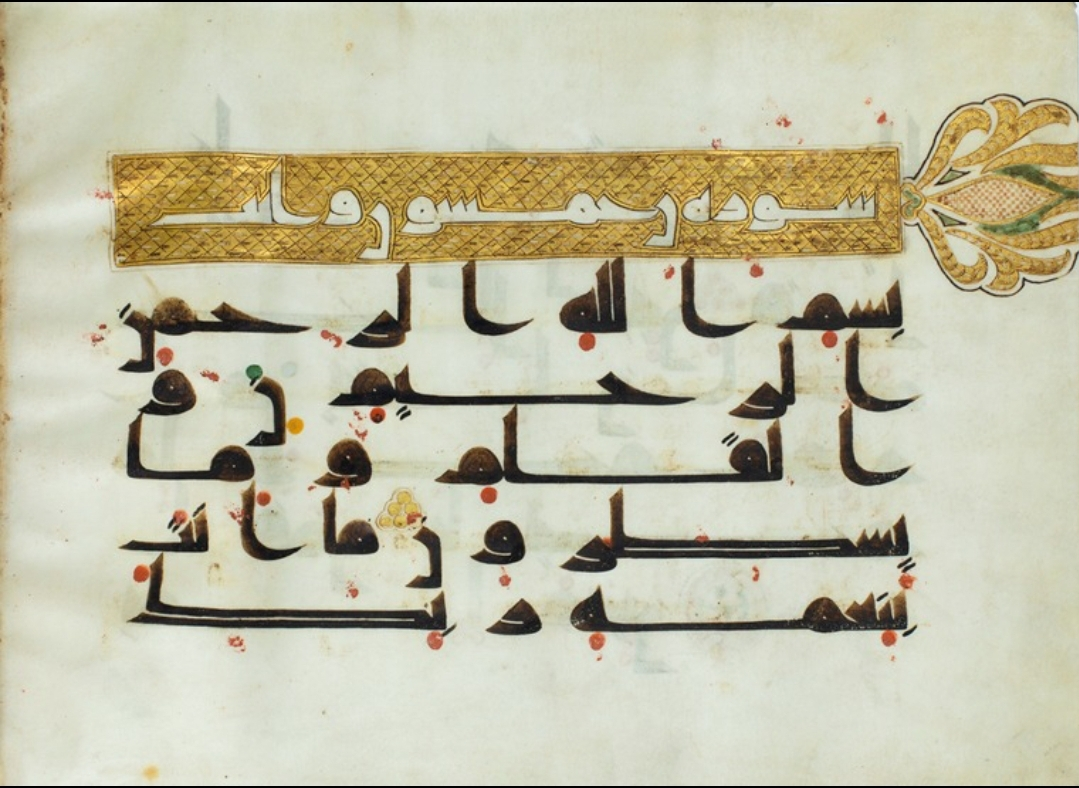
Strona z rękopisu Koranu przepisanego w piśmie kufickim. Wschodni Iran, X wiek. Muzeum Narodowe Iranu

### Ghaznawidzi

Najdalszy zasięg państwa Ghaznawidów pod koniec panowania Mahmuda (998 – 1030)

Jak już pisaliśmy, początkiem państwa Ghaznawidów było zajęcie przez dowódcę Samanidów Alptigina Ghazny. Czwartym spośród kolejno wybieranych spośród jego gholamów następcą Alptigina był Sebüktigin (977-997), właściwy założyciel dynastii. Udało mu się rozszerzyć swoją władzę na terytorium dzisiejszego Afganistanu oraz za opisaną wyżej pomoc dla emira Samanidów Nuha-e Mansura uzyskać dla swojego syna Mahmuda (998-1030) namiestnictwo Chorasanu. Wykorzystując upadek Samanidów Mahmud przestał uznawać ich zwierzchność i ostatecznie podzielił się ich terytoriami z Karachanidami, ustanawiając granicę pomiędzy obu państwami na Amu-Darii. W trakcie siedemnastu wypraw na Indie w latach 1002–1026 Mahmud przyłączył do Ghazny Pendżab i zdobył gigantyczne łupy wdzierając się w głąb doliny Gangesu i plądrując takie miasta jak stolica Pratiharów Kanaudź, oraz wielkie ośrodki hinduizmu Mathura i Somnath. Dzięki tym działaniom Mahmud zdobył sobie w całym świecie islamu opinię wielkiego wojownika dżihadu przeciwko niewiernym, lecz jego cele miały raczej charakter świecki i sprowadzały się do zagarnięcia jak największej zdobyczy, a nie nawrócenia Hindusów na islam czy poszerzenia jego terytorium. Wyprawy na Indie nie przeszkodziły Mahmudowi w zwycięskich wojnach z Karachanidami oraz zagarnięciu Sistanu w roku 1003, Chorezmu w roku 1017 i pod pretekstem antyszyickiej krucjaty należącego do Bujidów Reju w roku 1029. Mahmud przedstawiał się bowiem jako żarliwy sunnita, składający kalifowi sprawozdania i dary po każdej wyprawie, w zamian za co otrzymał od tego ostatniego szereg honorów, w szczególności zaś tytuł sułtana. Dzięki bezustannym kampaniom udało mu się stworzyć „najpotężniejsze i najrozleglejsze imperium znane światu muzułmańskiemu od szczytowego okresu kalifatu Abbasydów”.

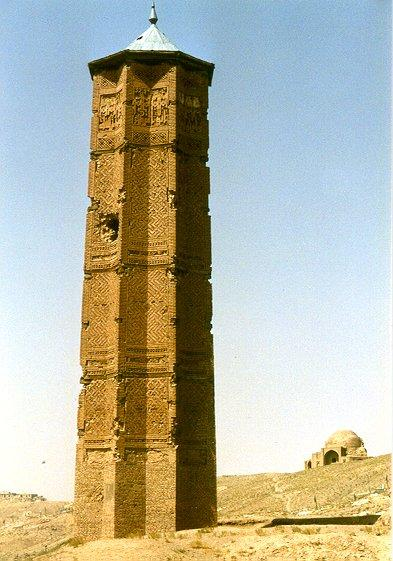
Minaret Masuda III (1099–1115) w Ghazni

Jego syn Masud (1030-1041) musiał jednak stawić czoła inwazji koczowniczych Oguzów, działających pod przywództwem rodu Seldżukidów. Ich bezustanne rajdy rujnowały rolnictwo i handel Chorasanu, a bezowocne oczekiwanie na skuteczną ochronę armii Ghaznawidów doprowadziło takie miasta jak Merw, Rej czy Niszapur do poddania się Seldżukom w latach 1036–1037. W roku 1040 Masud poniósł katastrofalną klęskę w walce z Seldżukami w bitwie pod Dandanghanem, która rozstrzygnęła nie tylko o ostatecznej utracie Chorasanu, ale wydawała się wręcz zagrażać istnieniu Ghaznawidzkiego państwa. Sytuację udało się nieco ustabilizować synowi Masuda Maududowi (1041-1050). Wraz z utratą na rzecz Seldżuków Balchu w roku 1059 Ghaznawidzi zostali ostatecznie odcięci od Azji Środkowej co „odsuwało państwo Ghaznawidów na wschodnie peryferie świata irańskiego i wprowadzało je w strefę cywilizacji indyjskiej”, chociaż aż do zniszczenia dynastii przez Ghurydów w roku 1186 jej dwór był żywym ośrodkiem perskiej kultury.
Etos Ghaznawidzkiego państwa był ortodoksyjnie sunnicki, z sułtanami hołdującymi hanafickiej szkole prawa. Mimo tureckiego pochodzenia „w rezultacie pierwotnego zaangażowania Sebüktigina i Mahmuda w sprawy Samanidów i Samanidzkie środowisko kulturalne dynastia całkowicie się spersjanizowała, tak że w praktyce nie można uznawać jej panowania za obce”. Za panowania Ghaznawidów kwitła perska liryka dworska, z takimi wybitnymi przedstawicielami jak Onsuri, Farrochi i Manuczehri. Rozwijała się także historiografia, zarówno pisana w języku arabskim (Utbi), jak i perskim (Gardizi i Bajhaghi). Nie ceniono natomiast filozofii. Na dworze Mahmuda przebywał słynny uczony Biruni, lecz sułtan poważał go jedynie jako astrologa.

### Bujidzi

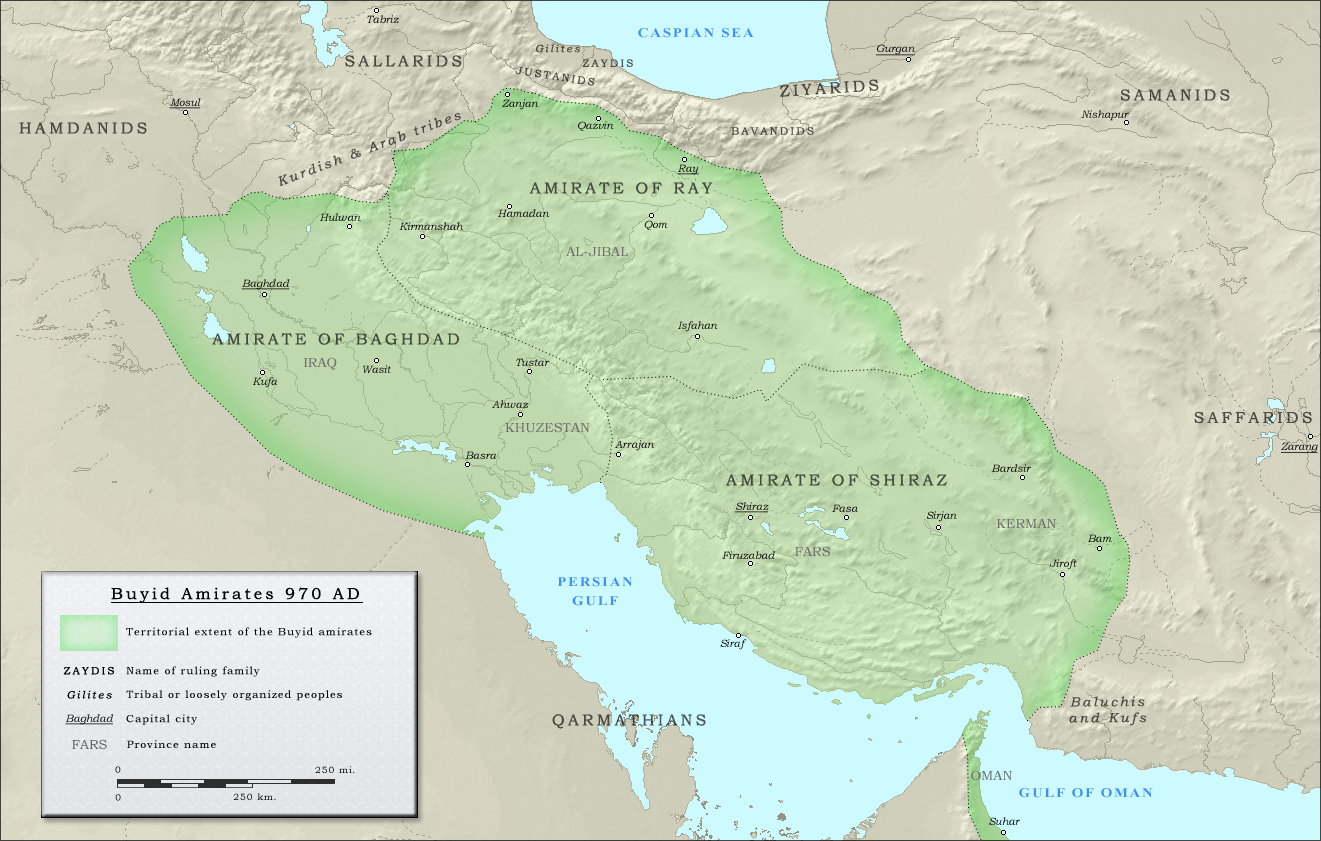
Emiraty Bujidów ok. 970 roku

Dopiero pod koniec IX wieku Arabom udało się podbić niedostępne górskie regiony nad Morzem Kaspijskim, a i wtedy zwierzchność kalifa była raczej formalna. Na terenach tych zamieszkiwali m.in. Dajlamici, którzy dopiero w X wieku porzucili zaratusztrianizm i przeszli na islam przyniesiony w te rejony przez Alidów będących zwolennikami zajdyckiej odmiany szyizmu. Jeden z dajlamickich przywódców, Mardawidż-e Zijar (zm. 935), wyzyskując bitność swoich górali opanował większość północnego Iranu i założył stolicę w Reju. W roku 935 został jednak zabity przez tureckiego gholama i jego państwo rozpadło się. Jego potomkowie, Zijarydzi, rządzili do roku 1090 w Gorganie i Tabarestanie. Jednak większą część państwa Mardawidża na południe od nadkaspijskich gór opanowali jego dajlamidzcy dowódcy, bracia z rodziny Bujidów. Ali (zm. 949) (znany szerzej pod później otrzymanym tytułem Imad ad-Daula) stał się panem Farsu, Hasan (zm. 976) (Rukn ad-Daula) zajął niemal cały Dżibal, a Ahmad (zm. 967) (Mu’izz ad-Daula) opanował Chuzestan i Kerman. W roku 945 Hasan zajął Bagdad i tym samym Bujidzi objęli protektorat nad kalifatem. Mimo że byli szyitami, nie ustanowili oni jednak kalifa z rodu Alidów, to bowiem mogłoby oznaczać utratę przez nich władzy. Z tych samych powodów wspierali oni Abbasydów w walce z ich najgroźniejszymi przeciwnikami, isma’ilickimi Fatymidami.

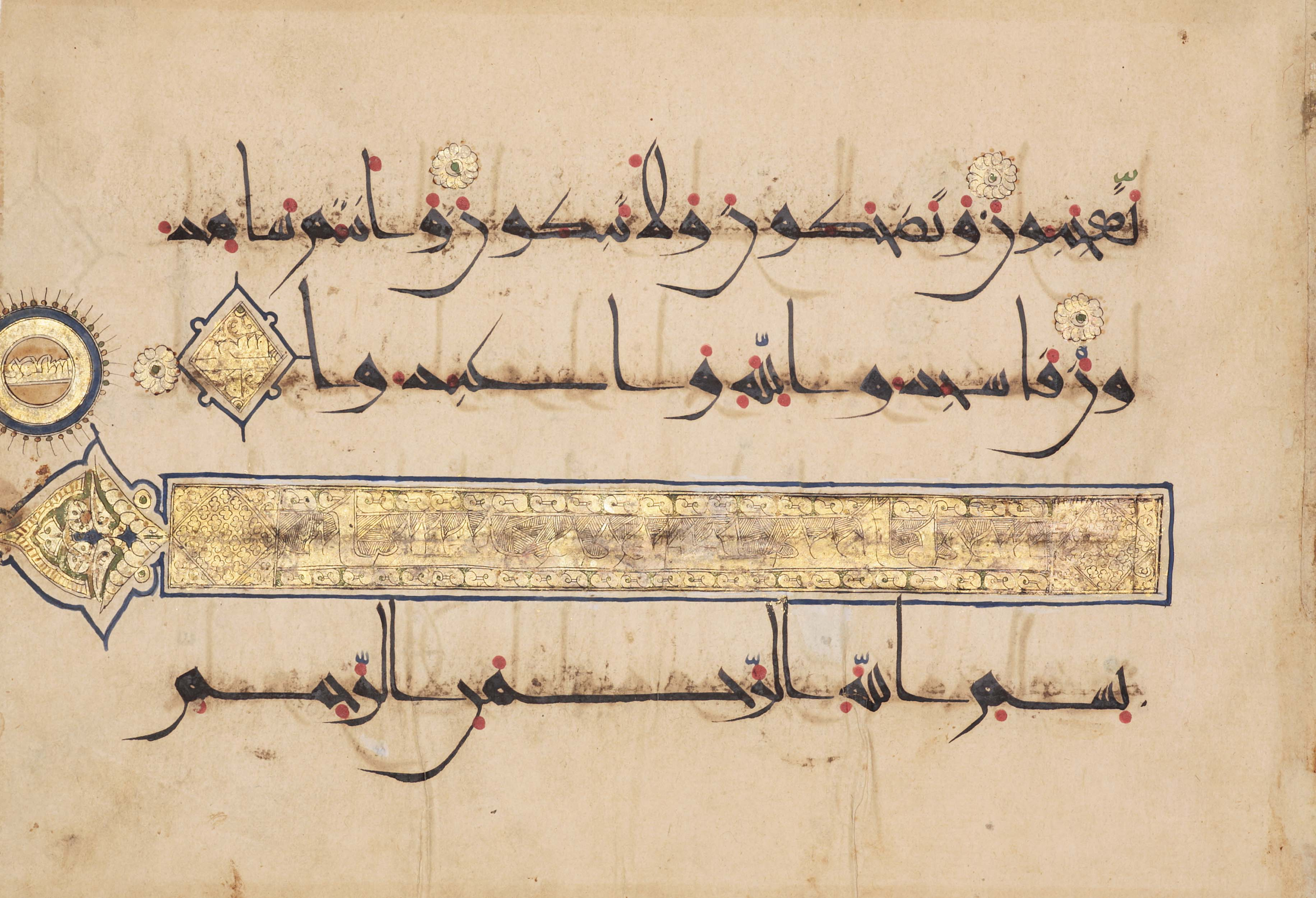
Rękopis Koranu w dukcie tzw. "nowego stylu", przepisany na papierze w Isfahanie w roku 993. Kolekcje Khaliliego

Sprawujący zwierzchnią władzę nad pozostałymi braćmi Ali zmarł bezdzietnie w roku 949 i przekazał Fars synowi Hasana, Adud ad-Dauli (949-983). Ten po śmierci swojego ojca w roku 976 pokonał rządzącego w Iraku następcę Ahmada, Izz ad-Daulę (967-978), i zmusił swoich braci rządzących w Reju i Isfahanie do podporządkowania się, tym samym jednocząc terytoria Bujidów. Był to szczyt ich potęgi, jednak po śmierci Aduda ad-Dauli w roku 983 państwo Bujidów zostało podzielone pomiędzy jego sukcesorów, którzy pogrążyli się w bezustannych walkach pomiędzy sobą. Rej przeżywał okres względnej pomyślności pod rządem odrębnej linii, dopóki w roku 1029 nie zajął go i splądrował Mahmud z Ghazny. W tym samym czasie linia panująca w Isfahanie i Hamadanie musiała walczyć z miejscowymi Kurdami i niegdyś służącym jej dajlamickim rodem Kakujidów, który w latach 20. XI wieku ostatecznie opanował jej terytoria. Jednemu z synów Adud ad-Dauli, Baha ad-Dauli (989-1012), udało się w roku 998 zjednoczyć pozostałe terytoria Bujidów, jednak jego władza w Iraku była podkopywana przez miejscowych władców arabskich, a kłopoty sprawiali także Kurdowie. Jego następcy tradycyjnie walczyli pomiędzy sobą, co bardzo osłabiło ich władzę, szczególnie w Iraku. Tymczasem w latach 40. XI wieku w zachodnim Iranie pojawili się Turcy Seldżuccy, którzy po podboju Kakujidów zaczęli zagrażać Bujidom. Wnuk Baha ad-Dauli, Abu Kalidżar (1024-1048), któremu w roku 1044 udało się na krótko zjednoczyć terytoria Bujidów zawarł pokój z Tughril Begiem (1038-1063). Jednak po jego śmierci sułtan Seldżuków w roku 1055 zajął Bagdad, zaś w roku 1062 syn Abu Kalidżara utracił władzę w Farsie na rzecz władcy kurdyjskiego związku plemiennego Szabankara, Fazluji (zm. 1071), i tym samym rządy dynastii Bujidów zakończyły się.
Bujidzi ożywili wiele dawnych, czysto irańskich tradycji, przywracając pewne święta, używając często irańskich imion i posługując się tytułem szachinszacha, co było świadectwem ich przywiązania do dziedzictwa Sasanidów, od których wyprowadzali swój fikcyjny rodowód. Nie jest do końca jasne na ile była to kontynuacja nieprzerwanej wśród Dajlamitów tradycji, a na ile świadoma polityka. Ich zasługi w promocji irańskiego piśmiennictwa nie mogą się równać z Samanidami, a wręcz znani są oni bardziej z mecenatu nad literaturą arabską. W dziedzinie kultury główną zasługą Bujidów był mecenat nad imamickimi uczonymi, którzy w ramach tzw. Szkoły Bagdadzkiej stworzyli doktrynalne podstawy tego odłamu szyizmu. „Wiek Bujidów jest erą «Ojców Kościoła» imamizmu”.

## Okres seldżucki

### Seldżucy

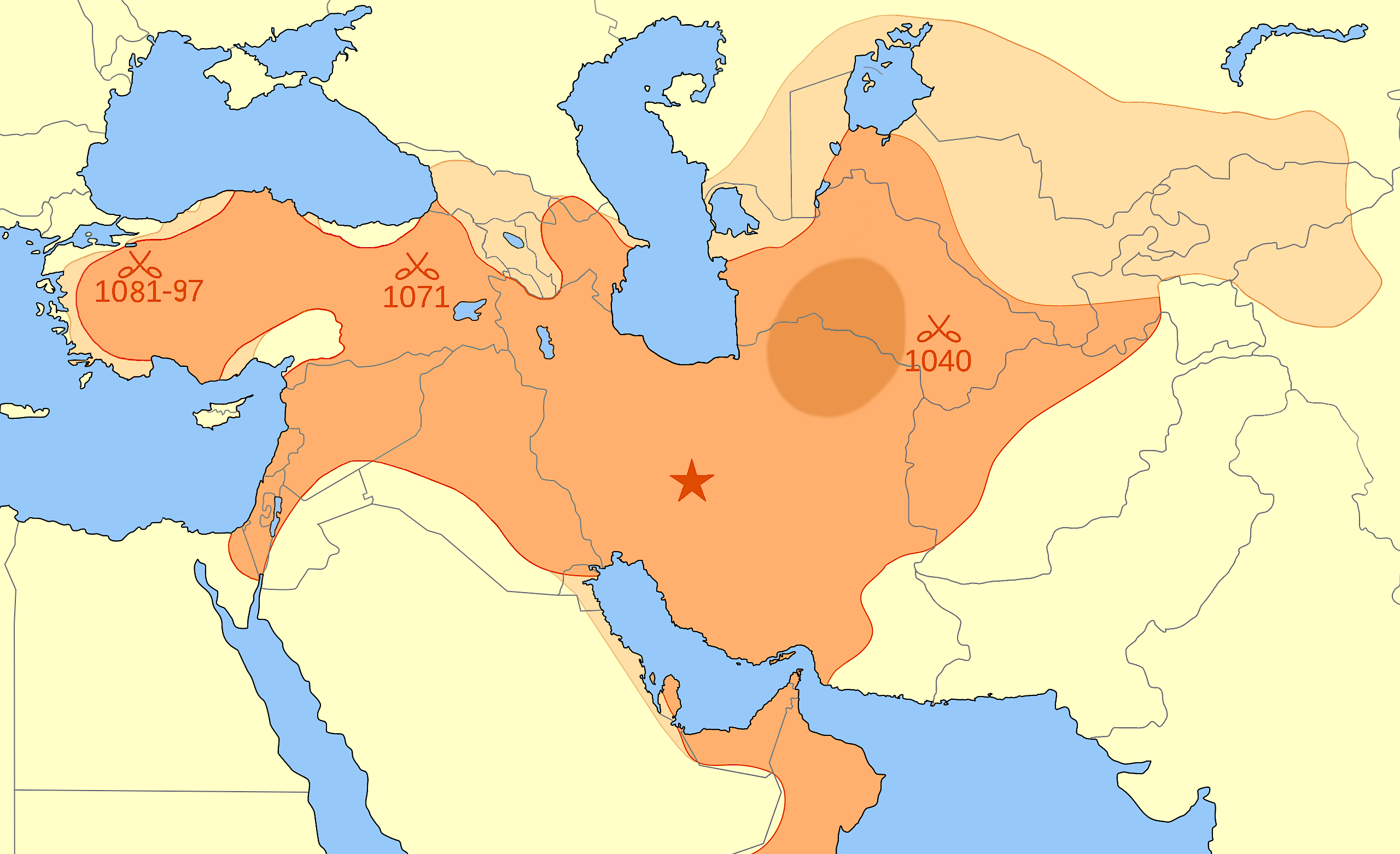
Państwo Seldżukidów w chwili śmierci Malekszaha (1092)

Od czasów starożytnych osiadła ludność Iranu i Azji Środkowej musiała odpierać najazdy koczowników zamieszkujących pas stepów rozciągający się od dzisiejszej Ukrainy aż do Mandżurii. Zmagania te nabrały nowego wymiaru wraz z pojawieniem się w VI w. n.e. na miejsce koczowniczych ludów irańskich ludów tureckich. Do przeciwieństwa sposobu życia i związanej z tym kultury doszło teraz także przeciwieństwo etniczne. Zastąpienie Samanidów i rządzących w Chorezmie Mamunidów przez niemające silnego miejscowego oparcia dynastie Ghaznawidów i Karachanidów znacznie ułatwiło penetracje ziem irańskich przez koczowników. Tę sytuację wykorzystali Oguzowie (stopniowo coraz częściej nazywani Turkmenami), od końca VIII wieku koczujący w regionie rozciągającym się od Jeziora Aralskiego do delty Wołgi i dzisiejszej południowej Rosji. Pod koniec panowania Mahmuda z Ghazny zaczęli oni najeżdżać jego wschodnie terytoria. Ich przywódcami byli wodzowie z rodu Seldżukidów. W roku 1035 Turcy Seldżuccy wkroczyli do Chorasanu i ich polegająca na łucznictwie lekka kawaleria okazała się nadspodziewanie skuteczna w walce z ghaznawidzkimi armiami. W roku 1040 zadali oni synowi Mahmuda, Masudowi, wspomnianą już powyżej klęskę w bitwie pod Dandanghanem, i na stałe zajęli wschodnie prowincje ghaznawidzkiego państwa. W dalszej kolejności wódz Seldżuków Tughril Beg (1038-1063), który w roku 1038 ogłosił się sułtanem, rozpoczął systematyczny podbój zachodnich prowincji Iranu, ten zaś doprowadził go do opisanej powyżej konfrontacji z Bujidami. W roku 1055 wkroczył on do Bagdadu, objął protektorat nad kalifem i uzyskał od niego potwierdzenie swojego tytułu. Był on już wtedy „panem niemal wszystkich ziem sasanidzkiego Iranu” i „od czasu narodzin państwa Saffarydów w 861 był to pierwszy moment kiedy cała Persja i jej przyległości znalazła się pod jedną i silną władzą, która nie uległa rozproszeniu i rozpadowi po upływie jednego pokolenia”.

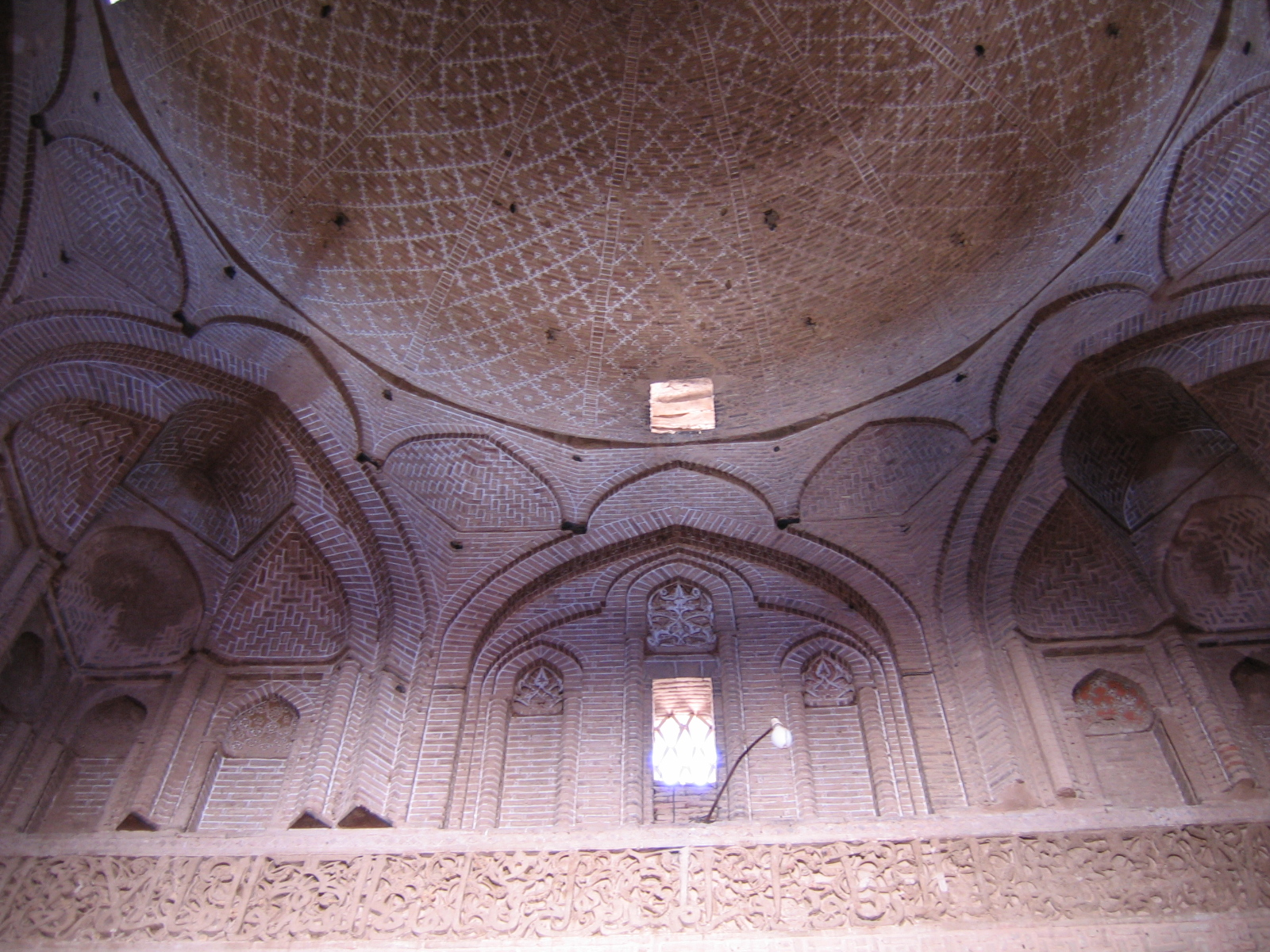
Kopuła meczetu w Ardestanie, XI i XII w.

Następca Tughrila, Alp Arslan (1063-1072), doprowadził do tego że panowanie Seldżuków rozciągało się od Syr-darii na wschodzie do Morza Czarnego na zachodzie. Ukoronowaniem jego zwycięstw była klęska zadana Bizantyńczykom w bitwie pod Manzikertem, w wyniku której cesarz Roman IV Diogenes (1067-1071) dostał się do tureckiej niewoli. Ta wiktoria rozsławiła imię sułtana w całym muzułmańskim świecie i zakończyła epokę bizantyńskich wpływów w Azerbejdżanie i Kaukazie, w dalszej kolejności doprowadzając do zajęcia przez Seldżuków Anatolii. Po przedwczesnej śmierci Alp Arslana ciągłość władzy pomimo małoletniości sułtana Malekszaha (1072-1092) zapewniły mądre rządy wezyra Nezama-al-Molka. Dwudziestoletnie panowanie Malekszaha, podczas którego podporządkował on Seldżukom Karachanidów i rozciągnął ich panowanie na Syrię, Palestynę, a nawet Jemen, było apogeum ich potęgi. Jego rządy przyniosły pokój i dobrobyt krajowi targanemu od ponad dwóch stuleci przez niszczące wojny różnorakich pretendentów do władzy. Kiedy jednak w roku 1092 zginęli najpierw Nezam-al-Molk, a potem Malekszah, w państwie nastał chaos. Panowanie Barkijarogha (1092-1104) było naznaczone ciągłymi walkami z innymi pretendentami do władzy, w szczególności zaś jego przyrodnim bratem, Mohammadem Taparem (1105-1118), który objął rządy po jego śmierci. Mohammad powściągnął anarchię panującą w centralnych dzielnicach rządzonych przez główną linię Seldżukidów (tzw. Wielkich Seldżuków), nie udało mu się jednak odbić terytoriów zajętych w międzyczasie przez krzyżowców i nizarytów oraz uniezależnionych Seldżukidów Anatolijskich i Syryjskich. Następca Mohammada, Ahmad Sandżar (1118-1157), bezpośrednie rządy sprawował jedynie w Chorasanie. Mimo to udało mu się rozciągnąć zwierzchność Seldżuków na państwo Ghaznawidów, oraz utrzymać w stanie zależności Karachanidów i Chorezm. W roku 1141 poniósł on jednak katastrofalną klęskę z rąk pogańskich Kara Kitajów w bitwie na równinie Katwańskiej i jego państwo ogarnął proces dezintegracji. W roku 1153 wybuchł w nim bunt nadal koczujących Oguzów, którzy pobili armię sułtana i wzięli go do niewoli. Po trzech latach Sandżar z niej uciekł, jednak w 1157 roku zmarł, „i równocześnie rozwiały się wszystkie zewnętrzne pozory istnienia scentralizowanego państwa Seldżukidów”.

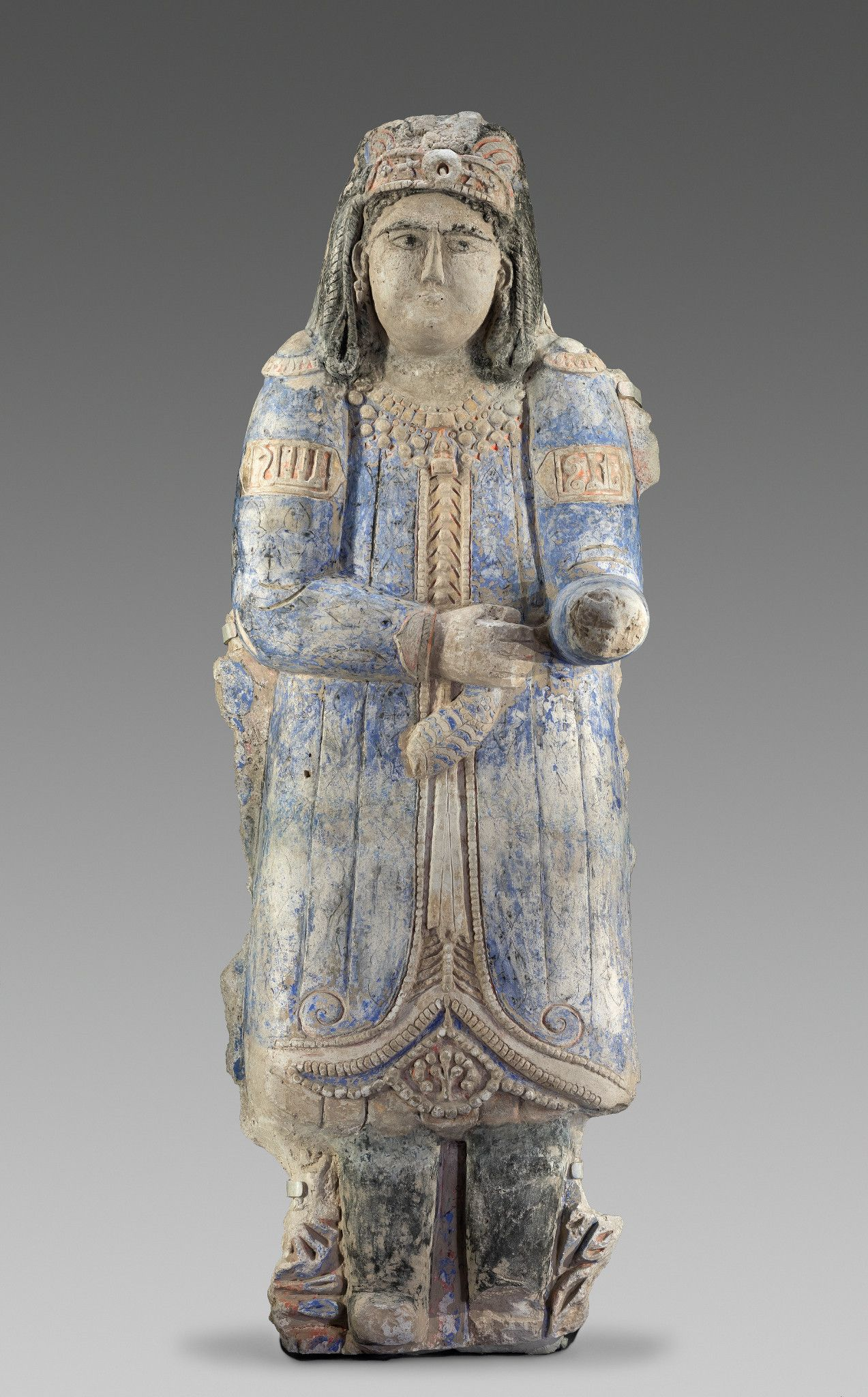
Figura dworzanina z pałacowego fryzu. Ma on na sobie sasanidzką koronę, ale jego buty i kaftan zdradzają koczownicze pochodzenie. Iran, ok. 1150 – 1250. Detroit Institute of Arts

Odrębna linia Seldżukidów nadal rządziła w Kermanie, dopóki w roku 1186 nie została stamtąd wyparta przez Oguzów. Z kolei w Iraku Perskim i Arabskim po roku 1118 rządzili potomkowie Mohammada Tapara. Żaden z nich nie zdołał jednak całkowicie pokonać innych pretendentów do władzy i stłumić ciągłych buntów emirów. Stopniowo ich bezpośrednia władza ograniczyła się jedynie do Iraku Perskiego. Po śmierci Masuda-e Mohammada (1135-1152) kalif uniezależnił się od Seldżukidów, wyrzucając z Bagdadu ich namiestnika. Od roku 1161 sułtani byli pod kontrolą atabegów z rodu Ildegizydów. Ostatniemu z Seldżukidów, Tughrilowi III (1176-1194), udało się wyrwać spod tej kurateli, zginął on jednak w roku 1194 w walce z siłami chorezmszaha Tekesza (1172-1200).
Nadejście Seldżuków oznaczało koniec „irańskiego intermezza” i początek okresu, w którym Iranem rządziły koczownicze dynastie pochodzenia tureckiego lub mongolskiego, zakończonego dopiero wraz z upadkiem Kadżarów w roku 1925. Początkowo Seldżucy zgodnie z tureckimi tradycjami uważali państwo za patrymonium całego rodu. To że po Alp Arslanie władzę przejmowali kolejno synowie poprzednich sułtanów, a nie jak nakazywał stepowy zwyczaj najstarsi członkowie rodu, świadczy jednak o tym, że stopniowo Turkmeni przyjmowali perską ideę autokratycznego władcy, stojącego ponad wszystkimi swoimi poddanymi, w tym krewnymi. Seldżucy szybko zaadaptowali perską kulturę oraz dworskie zwyczaje i procedury, pozostawiając cywilną administrację w rękach perskich urzędników, na których czele stali tak utalentowani wezyrowie jak Kondori i Nezam-al-Molk. Jednocześnie wojskiem nadal dowodzili Turcy. Ten podział utrzymał się przez stulecia panowania kolejnych koczowniczych dynastii. Obok sił plemiennych szybko bardzo dużą rolę zaczęli odgrywać gholamowie i najemnicy, tworzący stałą armię podlegająca bezpośrednio sułtanowi. Czasy Seldżuków to dalszy rozwój systemu nadań typu „eghta”. W ich przypadku nadawano czasami całe prowincje, co było refleksem stepowych tradycji nakazujących podzielenie państwa pomiędzy członków rodu. Do śmierci Malekszaha silny sułtan był w stanie powstrzymywać tendencje odśrodkowe, później państwo seldżuckie zaczęło coraz bardziej przypominać konfederację na wpół niezależnych prowincji.

### Chorezmszahowie

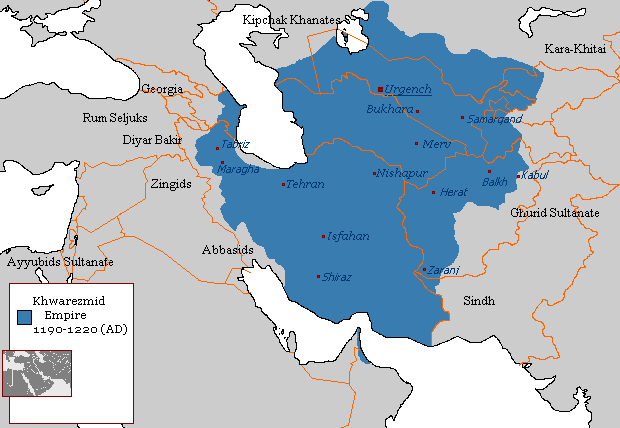
Państwo Chorzemszahów na przełomie XII i XIII w.

Tytułu Chorezmszaha używali już panujący w Chorezmie od IV wieku Afrygidzi. W roku 995 chorezmszahami zostali Mamunidzi, których w roku 1017 pozbawił władztwa Mahmud z Ghazny. Tytuł był jednak nadal używany przez namiestników ghaznawidzkich, a potem także seldżuckich. Około roku 1077 Malekszah I mianował chorezmszahem swojego gholama Anusztigina Gharcza’i, zaś po krótkich rządach innego gholama w roku 1097 jego następcą został syn Anusztigina, Mohammad (1097-1127), właściwy założyciel nowej dynastii Chorezmszahów. Przez całe swoje panowanie był on wiernym wasalem Ahmada Sandżara. Jednak jego syn, Alaoddin Atsyz (1127-1156), trzykrotnie (w latach 1138, 1141-1142, 1147-1148) buntował się przeciwko Sandżarowi, za każdym razem ostatecznie ponosząc klęskę. Od roku 1141 musiał on także płacić trybut Kara Kitajom. Niemniej pod koniec jego panowania zwierzchnictwo seldżuckie stało się czysto nominalne, a zorganizowana przez niego silna najemna armia oraz podbój Mangyszłaku i dolnego biegu Syr-darii zapewniły solidną bazę jego następcom.

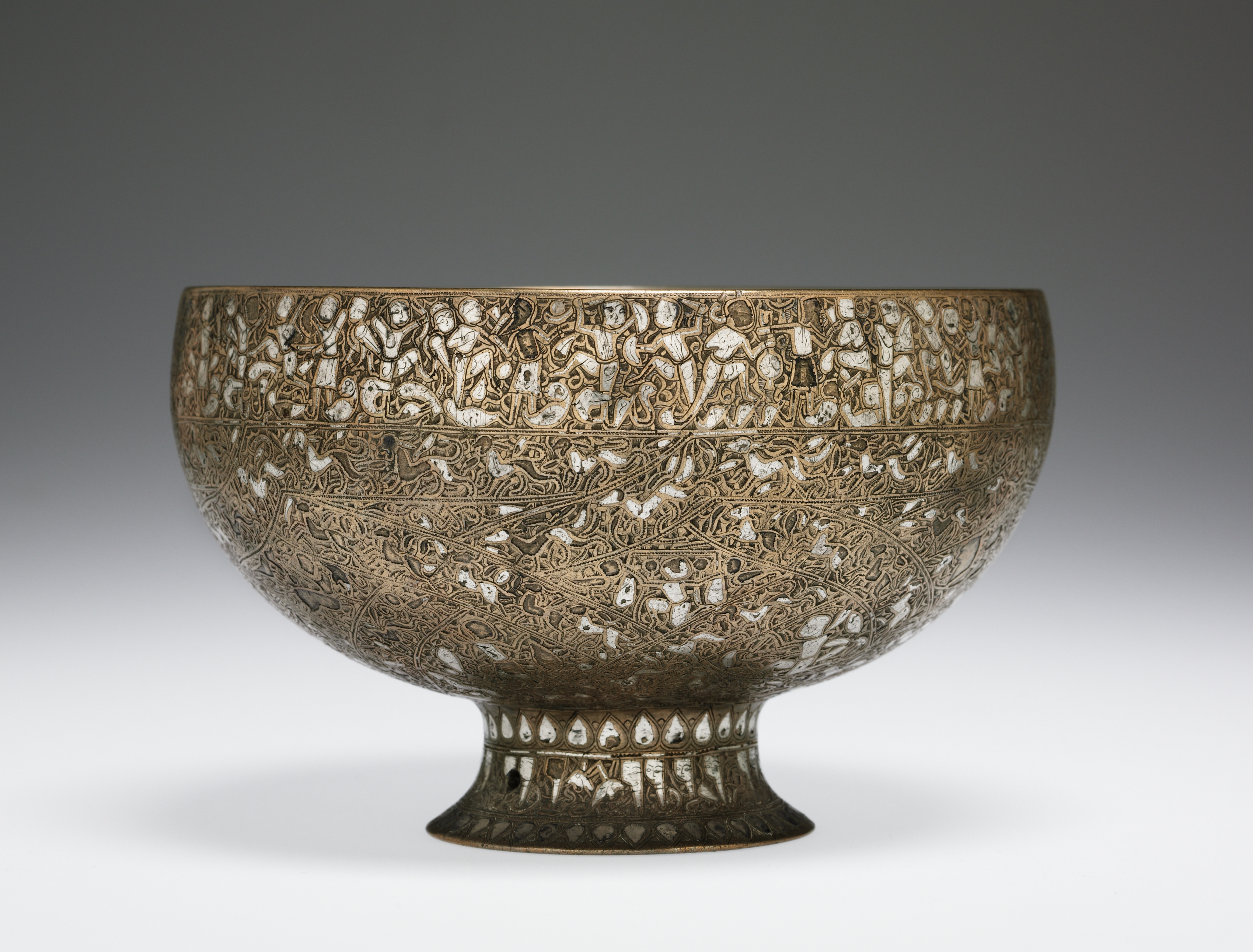
Czara z mosiądzu inkrustowana srebrem z początku XIII w., z inskrypcją w tzw. „piśmie ożywionym” z liter złożonych z figur ludzkich i zwierzęcych. Cleveland Museum of Art

Il Arslanowi (1156-1172) poprzez interwencję w sprawy Karachanidów w roku 1158 udało się wzmocnić wpływy Chorezmszahów w Mawarannahrze, zaś w roku 1165 rozpoczął on inwazję Chorasanu, musiał jednak się wycofać. W roku 1171/1172 odparł on inwazję podjętą przez Kara Kitajów pod pretekstem nieterminowego płacenia trybutu niszcząc zaporę wodną na Syr-darii. Młodszy syn Il Arslana, Tekesz (1172-1200), wyzuł z dziedzictwa swojego starszego brata Soltanszaha (1172-1193) dzięki poparciu Kara Kitajów, jednak niemal natychmiast po zdobyciu władzy przestał się wobec nich wywiązywać z obowiązków wasala. W tej sytuacji Kara Kitajowie poparli Soltanszaha, któremu udało się jednak zająć jedynie część Chorasanu. Po jego śmierci w roku 1193 Tekesz przejął jego terytoria, zaś w roku następnym pokonał i zabił ostatniego seldżuckiego sułtana, Tughrila III, co pozwoliło mu zająć Irak Perski. Kalif chciał go zmusić do wycofania się z tego terytorium, co doprowadziło do otwartego konfliktu pomiędzy nim a chorezmszahem. Jednocześnie wybuchła także wieloletnia walka z Ghurydami o południowy i wschodni Chorasan. Oba te konflikty odziedziczył po Tekeszu jego syn, Alaoddin Mohammad (1200-1220). W latach 1203–1207 udało mu się z pomocą Kara Kitajów pokonać Ghurydów i zająć znajdującą się w ich posiadaniu cześć Chorasanu oraz dzisiejszy wschodni Afganistan. Dzięki przymierzu z wodzem Najmanów Küczlükiem (1213-1218) doprowadził on do rozbicia państwa Kara Kitajów i zajęcia Mawarannahru w roku 1210. Walcząc z kalifem Mohammad nie wahał się przeciwstawić mu kandydata z rodu Alidów, jednak jego kampania przeciwko Bagdadowi została zatrzymana przez gwałtowną zimę roku 1217/1218. Był on w tym momencie władcą ogromnego państwa, obejmującego całość wschodnich ziem dawnego sułtanatu Wielkich Seldżuków. Mimo to nie był w stanie przeciwstawić się sprowokowanej przez siebie inwazji Mongołów. Po jego śmierci w roku 1220 opór próbował stawiać jego syn, Dżalaloddin (1220-1231), panujący w zachodniej części państwa, ale ostatecznie jego brawura nie zdała się na nic. Wraz z jego śmiercią w trakcie ucieczki przed mongolskim pościgiem w roku 1231 państwo Chorezmszahów definitywnie przestało istnieć.
Administracja i dwór Chorezmszahów kontynuowały wzory seldżuckie. Chorezmszahowie utrzymywali bliskie stosunki z koczowniczymi Oguzami i Kipczakami zajmującymi tereny na północ od Chorezmu i Jeziora Aralskiego, z których rekrutowała się znaczna część ich armii. Okrucieństwa tych często pogańskich jeszcze żołnierzy były jedną z przyczyn niepopularności rządów Chorezmszahów wśród ludności podbitych terytoriów, a problemy z niesubordynacją ich arystokracji podrywały stabilność państwa. Z kolei konflikt z kalifem zniechęcał do Chorezmszahów sunnitów. W sumie „imperium Chorezm-szahów było kolosem na glinianych nogach, ogromnym, ludnym i zamożnym, ale drążonym tyloma sprzecznościami wewnętrznymi, że jego konfrontacja z Mongołami nie mogła skończyć się inaczej”.

### Isma’ilici

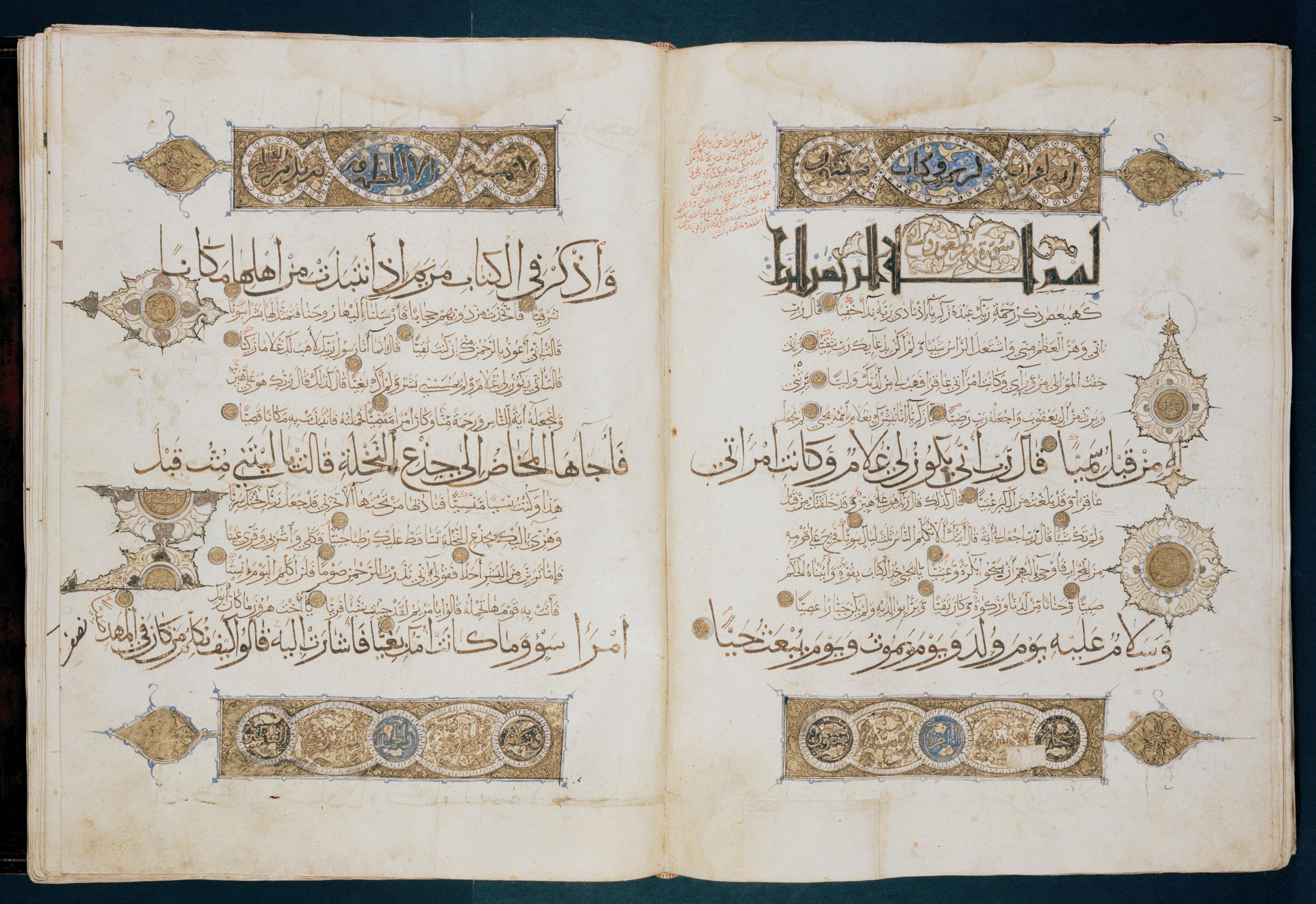
Dwie strony z rękopisu Koranu datowanego na 3 sierpnia 1186, przepisanego przez Abd-ar-Rahmana-e Abi Bakra, nazywanego „Złotym Piórem”. Chester Beatty Library

Właściwym założycielem isma’ilizmu był Abd Allah al-Akbar, który w pierwszej połowie IX wieku rozpoczął swoją działalność w Chuzestanie. Początki tego odłamu szyizmu wiążą się zatem z Iranem, jednak bardzo szybko główny obszar jego misji przesunął się na zachód. Dopiero w latach 60/70 IX wieku isma’ilici pojawili się w Dżibalu, a na przełomie IX i X wieku także w Chorasanie. Ukoronowaniem ich działalności było wspomniane powyżej nawrócenie emira Samanidów Nasra przez Nasafiego, które jednak w wyniku sunnickiej opozycji zakończyło się w roku 943 skazaniem na śmierć zarówno władcy, jak i misjonarza. Pomimo prześladowań isma’ilici przetrwali jednak w Chorasanie i Mawarannahrze, przede wszystkim dzięki działalności przywódców takich jak Sedżestani. Oryginalnym wkładem Nasafiego, Sedżestaniego, a także później żyjącego Kermaniego do skarbnicy isma’ilizmu były ich teologiczne rozważania o zabarwieniu neoplatońskim. W X wieku centrum ruchu przeniosło się do Afryki Północnej, gdzie swoje państwo założyli Fatymidzi. Około roku 1070 na czele ruchu w Iranie stanął Abd al-Malek-e Attasz, któremu jako pierwszemu udało się zjednoczyć większość istniejących w nim wspólnot. Nowy rozdział w historii irańskich isma’ilitów wiąże się z działalnością Hasana-e Sabbaha (zm. 1124), któremu na początku lat 90. XI wieku udało się zbudować niewielkie isma’ilickie państwo z ośrodkiem w twierdzy Alamut. Jednocześnie kiedy w roku 1094 zmarł Fatymida Al-Mustansir (1036-1094) Sabbah nie uznał jego następcą Al-Musta’liego (1094-1101), lecz opowiedział się za jego starszym bratem Nizarem (zm. 1095), tym samym zrywając z Fatymidami i usamodzielniając irańską misję.
Odtąd nizaryci byli rządzeni przez władców Alamutu, którzy początkowo używali tytułu „hodżdża”, to jest „dowód, wskazówka” – w domyśle na istnienie ukrytego imama, który powróci jako mahdi. Pierwsze kilkadziesiąt lat historii nizarytów to głównie walka z sunnickimi Wielkimi Seldżukami. Nizaryci zajęli szereg fortec i miast w Rudbarze, Ghohestanie, południowym Chorasanie, Ghumesie i górach Zagros, a także położoną w pobliżu stolicy Seldżuków, Isfahanu, twierdzę Szahdez. Jednak od momentu objęcia władzy przez Mohammada Tapara Seldżucy przeszli do kontrofensywy, odbijając Szahdez i niektóre inne twierdze. Śmierć sułtana w roku 1118 uratowała od upadku oblegany od ośmiu lat Alamut i Seldżucy nigdy więcej nie zagrozili już istnieniu nizarytów. Konieczność prowadzenia nierównej walki z przeważającym przeciwnikiem spowodowała, że nizaryci zaczęli uciekać się do stosowania skrytobójstwa. Z ich rąk zginął m.in. wezyr Nezam-al-Molk i kalif Al-Mustarszid (1118-1135). Do zmiany koncepcji legitymacji władzy wśród nizarytów doszło za Hasana II (1162-1166), który zaczął przyznawać sobie status już nie hodżdży, ale samego imama. Jego syn i następca, Mohammad (1166-1210), ogłosił, że on i jego ojciec w rzeczywistości wywodzą się od cudownie ocalonych potomków Nizara. Następca Mohammada, Hasan III (1210-1221), zaczął przestrzegać szariatu w formie sunnickiej, publicznie spalił dzieła swoich poprzedników i uzyskał uznanie swojej władzy przez kalifa. To zbliżenie ze światem sunnickim zakończyło się już za panowania jego syna, Alaoddina Mohammada (1221-1255), który uznał działania ojca za przykład takijji. Za jego życia nizaryci zetknęli się z Mongołami, którzy rozpoczęli podbój ich terytoriów. Kolejny imam, Chorszah (1255-1257), po niezdecydowanych próbach oporu poddał się Mongołom, wydając im większość nizaryckich twierdz. Alamut poddał się w 1256 roku, zaś ostatnia twierdza nizarytów, Gerdkuh, w roku 1270. Tym samym państwo nizarytów w Iranie przestało istnieć.

### Religia i kultura okresu seldżuckiego

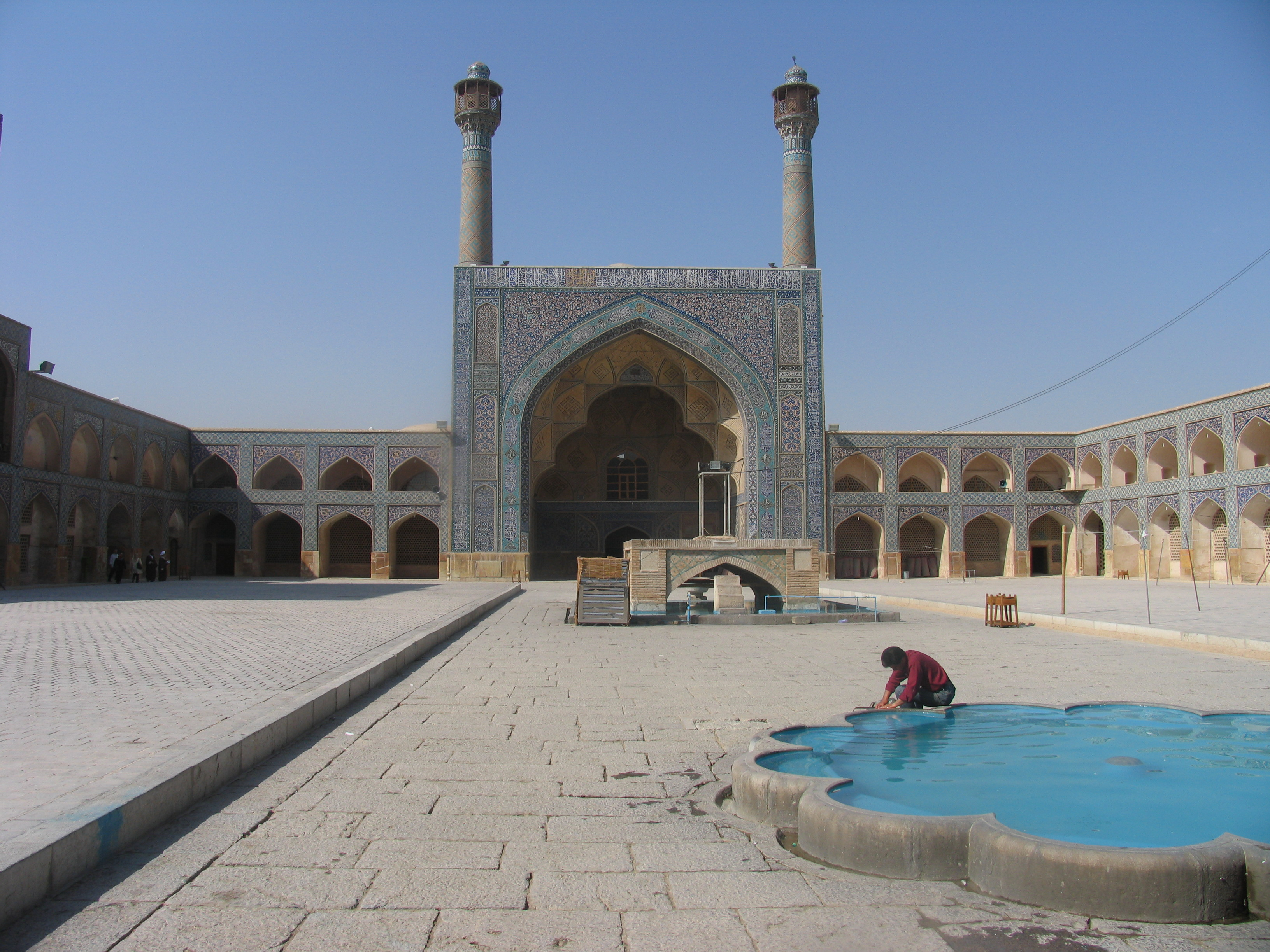
Dziedziniec Wielkiego Meczetu Isfahanu, przebudowanego w okresie seldżuckim, z widokiem na południowy ejwan

„W religijnej historii Iranu okres seldżucki jest szczególnie interesujący ponieważ jest to okres Isma’ilitów”, którym powyżej poświęcono odrębną sekcję. Pokonując szyickich Bujidów i osłabiając Fatymidów Seldżucy przyczynili się do odrodzenia sunnizmu i wzrostu znaczenia kalifatu. Ważną rolę odegrał tutaj także rozpoczęty przez Nezama-al-Molka program budowy madras, które miały dostarczyć ludzi gotowych przeciwstawić się intelektualnym wpływom szyizmu. Irański sunnizm tego okresu był przede wszystkim hanaficki i szafi’icki. To także wtedy wpływy teologicznej szkoły mutazylitów zostały zastąpione przez nauczanie aszarytów, którzy mieli tak wybitnych przedstawicieli jak Dżowajni, Ghazali i Razi. Czasy Seldżuków to także wzrost wpływów sufizmu, który wydał takie indywidualności jak Abi-al-Chajr i Hodżwiri, który w swym dziele „Objawienie utajonego” „«odsłonił» całą wcześniejszą doktrynalną tradycję sufizmu”. Dzieło wspomnianego wcześniej Ghazalego zapewniło sufizmowi „pełne obywatelstwo” w ortodoksyjnym sunnizmie, a w XII wieku sufi zaczęli tworzyć pierwsze zorganizowane tarikaty. Najważniejsze wówczas powstałe bractwa mistyczne to: jasawijja, kobrawijja, kadirijja, sohrawardijja i czesztijja. Jednym z najoryginalniejszych myślicieli zarazem religijnych i filozoficznych epoki był Sohrawardi, który dał początek nowej filozofii „eszraghi” z jej ezoteryczną teologią.
Podobnie jak ich poprzednicy Seldżucy utrzymywali dworskich poetów, takich jak służący czterem sułtanom Mo'ezzi i Anwari. Na dworze Malekszaha przebywał także jeden z najwybitniejszych matematyków i astronomów irańskiego średniowiecza, Omar Chajjam. Liryka dworska była wspierana także w państwie Chorezmszahów. Chorezm za ich czasów został dotknięty procesem turkizacji, który w przyszłości miał doprowadzić do wygaśnięcia miejscowego języka irańskiego, chorezmijskiego. Nie wiązało się to jednak z jakimkolwiek obniżeniem poziomu kulturalnego. Szczególne znaczenie w tym okresie uzyskała mająca ośrodek na prowincji tzw. szkoła azerbejdżańska, spośród której dwóch poetów, Chaghani i Nezami, „wywarło trwały wpływ na cały rozwój odpowiednio dwóch gatunków: Chaghani będąc największym eksponentem kasydy, a Nezami najbłyskotliwszym pisarzem epiki romantycznej”. Największy wpływ na przyszłość perskiej poezji miał jednak sufizm. Poczet wielkich perskich twórców mistycznych otwierają Ansari i Sana'i, zaś „okres przedmongolski zamyka twórczość wielkiego poety sufickiego, Farid ad-Dina Muhammada Attara”, który „definitywnie skodyfikował mistyczny język liryki”. Ważnymi pomnikami prozy tego okresu były księgi rad dla władców, takie jak „Ghabusname” Kaj Kausa-e Eskandara i „Sijasetname” Nezama-al-Molka. W dziedzinie sztuk plastycznych okres seldżucki jest uznawany za epokę, w którym muzułmańska sztuka Iranu osiągnęła dojrzałość, to jest zostały w niej wypracowane techniki i rozwiązania formalne, z których korzystano potem przez stulecia. W tym samym czasie rozprzestrzeniły się one „na sąsiednie regiony, tak że okres seldżucki może być uważany za jedną z najbardziej wpływowych faz sztuki perskiej, która wniosła wiele do rozwoju sztuki islamu jako całości”. „Centralnym fenomenem architektury Iranu tego okresu jest powstanie czegoś, co może być nazwane klasycznym irańskim meczetem”. Był to prostokątny meczet na planie „czterokrużgankowym”, z czterema ejwanami w każdej fasadzie, z których trzy są otwarte na zewnątrz. Kształt ten „stał się wiążący na kilka stuleci”.

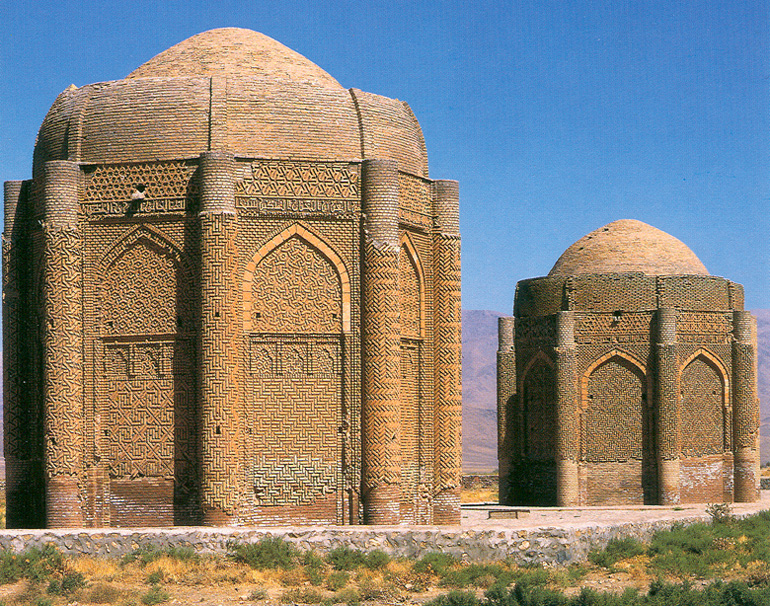
Grobowce z Charrakanu, datowane na lata 1067–68 i 1093
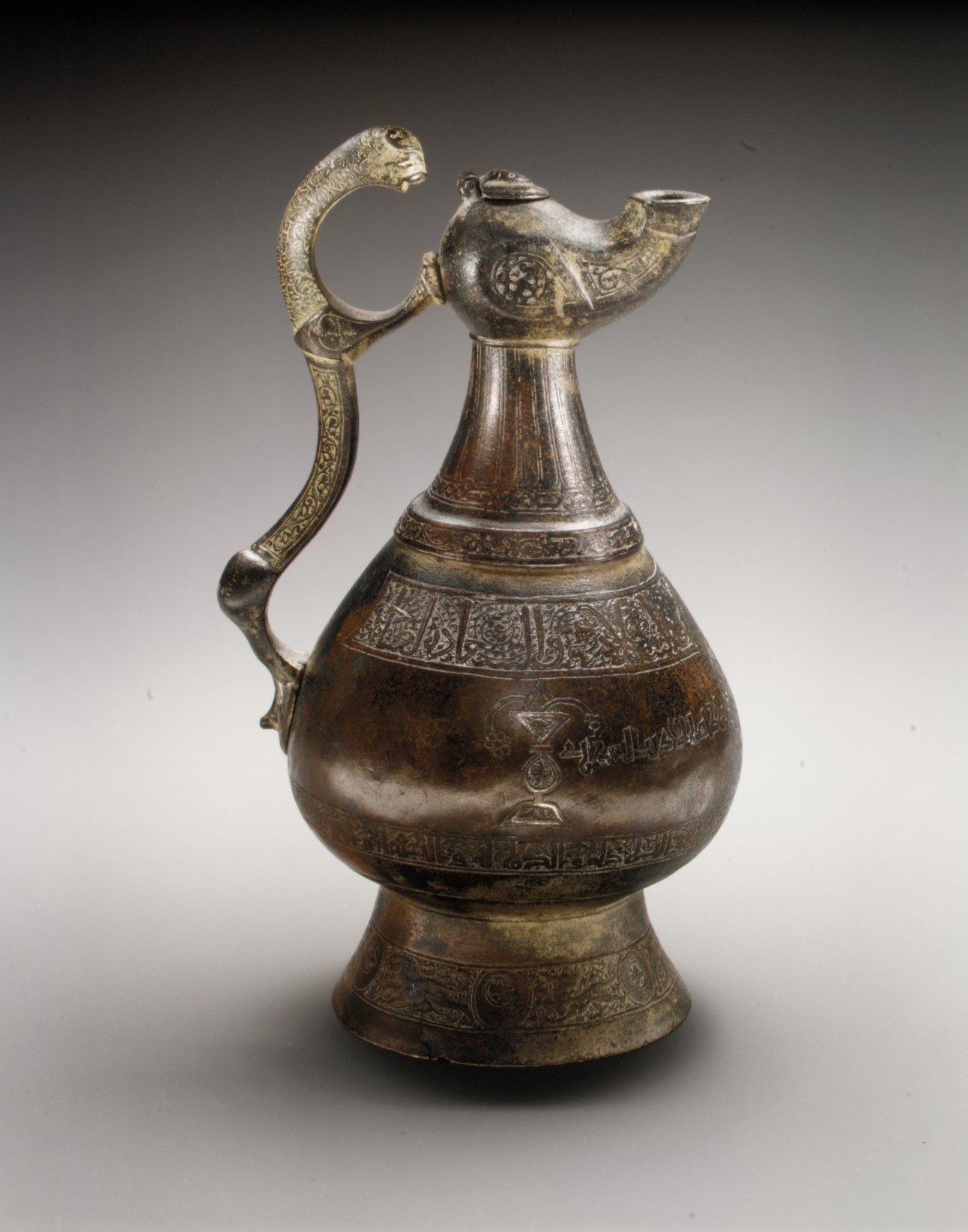
Mosiężny dzban inkrustowany miedzią i srebrem. Chorasan, koniec XII wieku[116]. Metropolitan Museum of Art
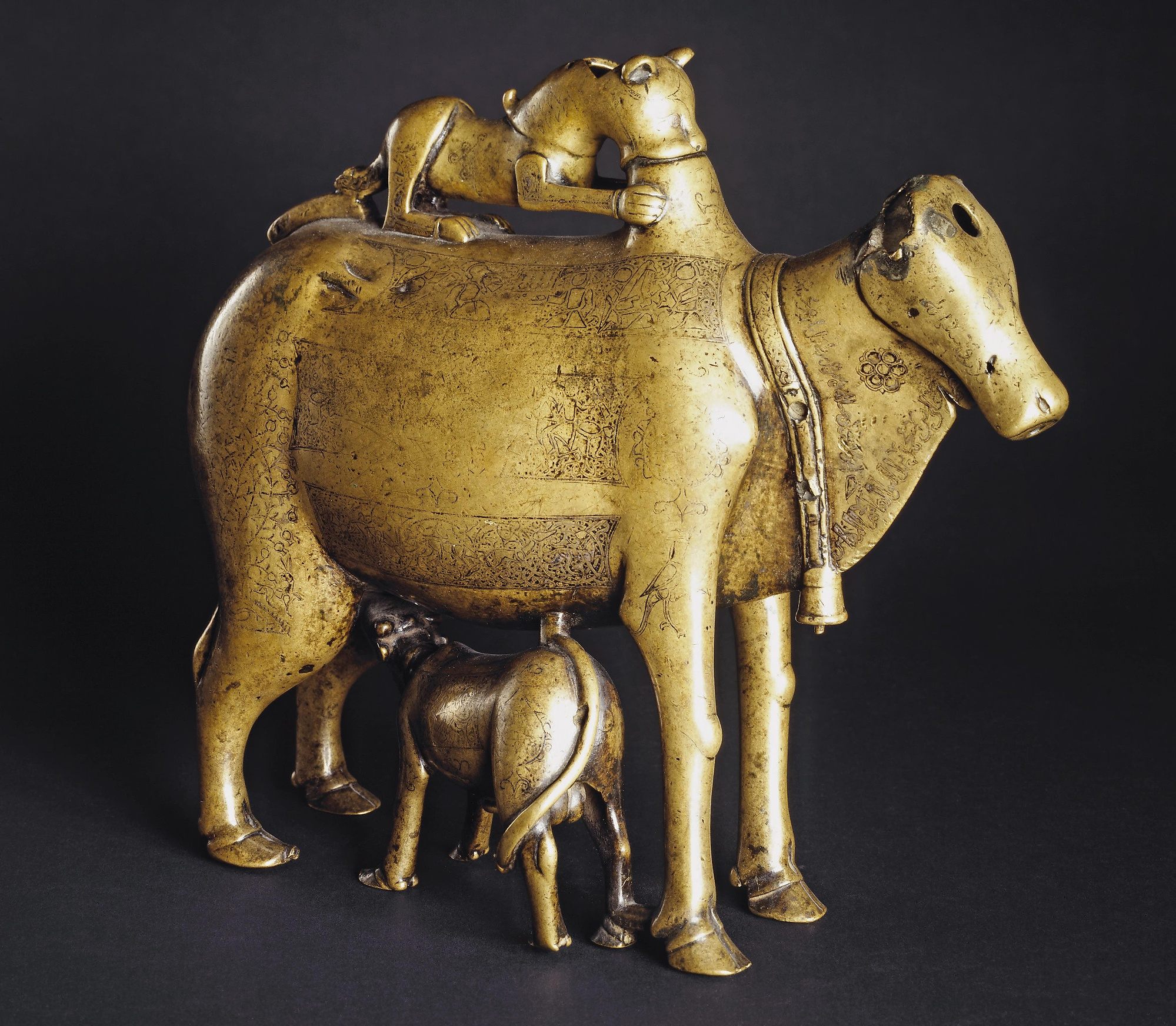
Akwamanila z mosiądzu ze srebrną inkrustacją przedstawiająca samicę zebu karmiącą cielę. Chorasan, rok 1206[117]. Ermitaż
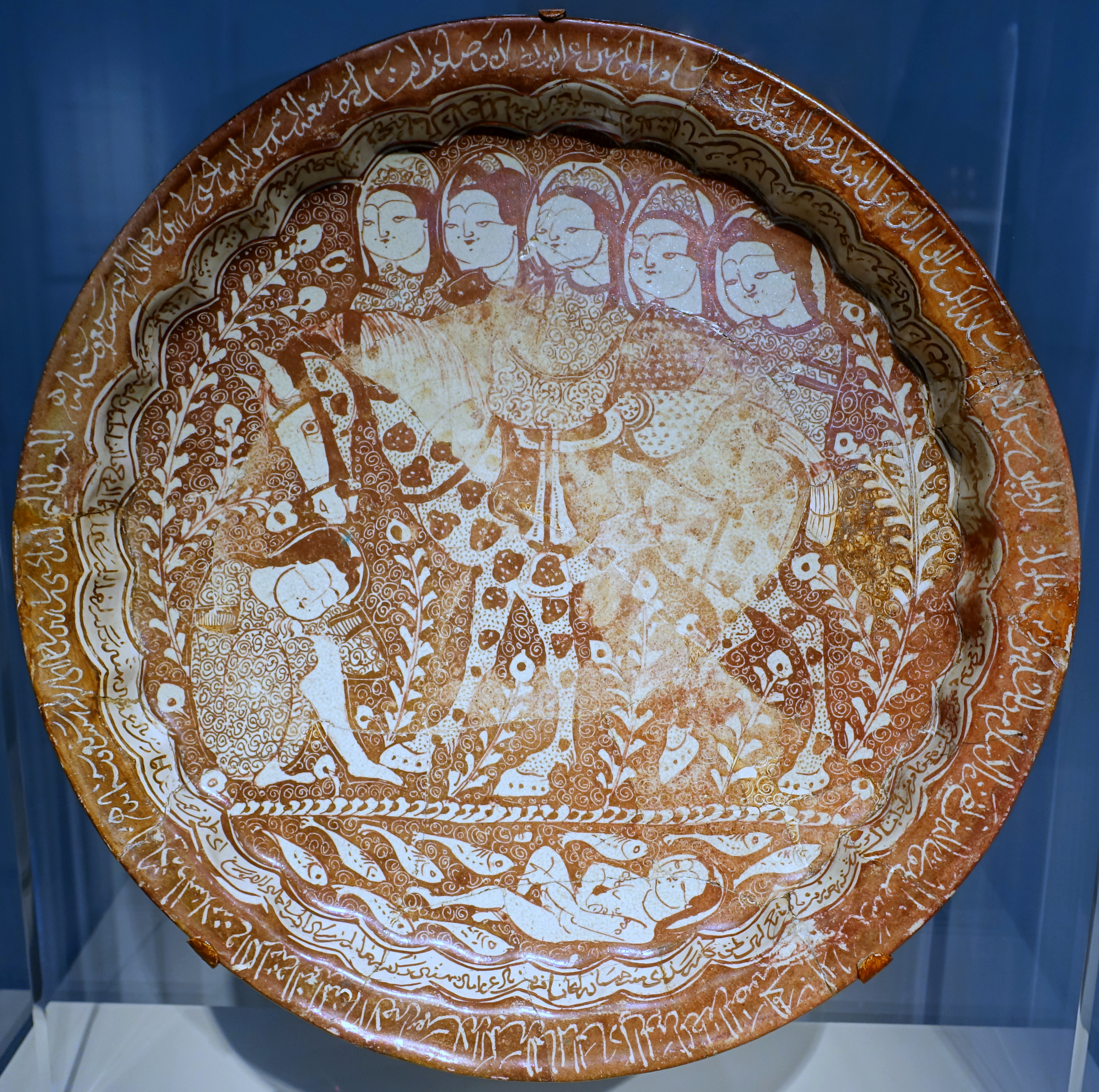
Misa malowana emaliami naszkliwnie wykonana przez Abu Zajda Kaszaniego. Kaszan, grudzień 1210. Freer and Sackler Galleries

## Od najazdu mongolskiego do powstania państwa Safawidów

### Ilchanidzi

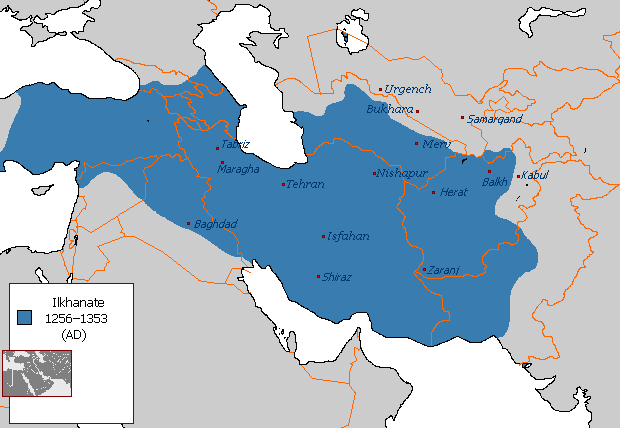
Państwo Ilchanidów

„Mongolska inwazja Persji i okupacja Bliskiego Wschodu są uważane za największe nieszczęście jakie spadło na region w okresie islamskim”. Mongołowie zostali zjednoczeni na przełomie XII i XIII wieku przez Czyngis-chana (1206-1227), który wykorzystał ich potencjał do podporządkowania sobie innych stepowych i leśnych plemion oraz stworzenia imperium rozciągającego się od północnych Chin przez Syberię i Azję Środkową do Bliskiego Wschodu i Europy Wschodniej. Zdobywając miasto Mongołowie często wyprowadzali wszystkich jego mieszkańców na zewnątrz, po czym po oddzieleniu artystów i rzemieślników resztę zabijali. W ten sposób została przez nich potraktowana m.in. Buchara, Samarkanda, Chodżent, Termez, Merw, Balch, Niszapur i Rej. „Perskie miasta przed mongolskimi rajdami nie zostały dotknięte tak całkowitym splądrowaniem lub tak powszechną utratą ludzkiego życia”. Po pokonaniu wojsk chorezmszahów w latach 1219–1221 Mongołowie początkowo zajęli tylko północną część ich posiadłości i kolejną armię, która dokończyła podboju Iranu, wysłał dopiero chan Ugedej (1229-1241). Dalsze poszerzanie posiadłości mongolskich na terytorium Kaukazu, północnego Iraku i Azji Mniejszej było dziełem takich dowódców jak Czormagan i Bajdżu. Chan Mongke (1251-1259) wysłał na Bliski Wschód swojego brata, Hulagu (1256-1265), który zniszczył nizarytów oraz kalifat Abbasydów. Kiedy imperium mongolskie rozpadło się po śmierci Mongkego Hulagu uzyskał faktyczną niezależność i tym samym stał się założycielem dynastii Ilchanidów, która jednak formalnie uznawała zwierzchność mongolskiego Wielkiego Chana. Dalsza ekspansja Mongołów została powstrzymana przez mameluków, którzy w roku 1260 pokonali ich w decydującej bitwie pod Ajn Dżalut. Rywalizacja z mamelukami była odtąd głównym problemem ilchanidzkiej polityki zagranicznej, jednak nigdy nie udało się ich pokonać, w dużej mierze z powodu konieczności walki także z innymi państwami mongolskimi, Złotą Ordą i Chanatem Czagatajskim. Mongołowie na podbitym terytorium prowadzili politykę bezwzględnego wyzysku podatkowego. Sytuacja ta uległa zmianie dopiero za panowania Mahmuda Ghazana (1295-1304), który przyjął islam i przy pomocy swojego wezyra Raszidaoddina przeprowadził szereg reform mających na celu poprawę losu ludności. Jego politykę kontynuował jego brat, Oldżajtu (1304-1316), załamała się ona jednak za panowania małoletniego Abu Sa’ida (1317-1335), kiedy koczownicza arystokracja działająca pod przywództwem emira Czobana wyzyskała okres regencji do powrotu do nieograniczonej eksploatacji podległej ludności. Abu Sa’id był ostatnim potomkiem Hulagu w prostej linii i po jego śmierci ilchanat rozpadł się na państewka m.in. Czobanidów w Azerbejdżanie, Armenii i północno-zachodnim Iranie, Dżalajirydów w Iraku, Mozaffarydów w Farsie, Sarbedarów w zachodnim Chorasanie oraz Kartów w Chorasanie wschodnim i północnym Afganistanie.

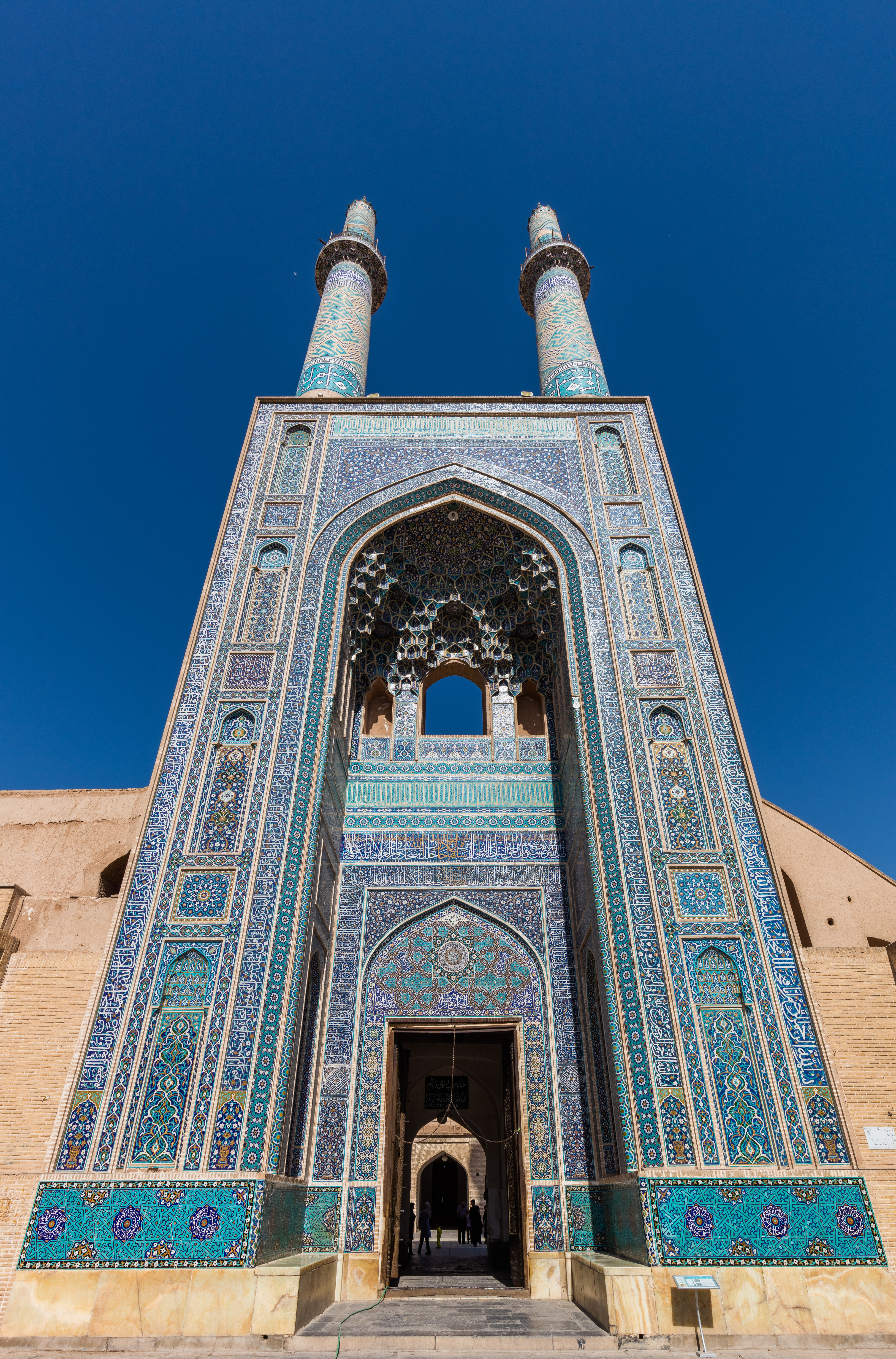
Monumentalny ejwan Meczetu Piątkowego w Jazdzie zbudowanego w latach 1325-1334

Pierwsi ilchanowie faworyzowali buddyzm i chrześcijaństwo kosztem wyznawanego przez większość ich poddanych islamu, co jednak uległo radykalnej zmianie wraz z przejściem na tę religię Ghazana. Czasy Ilchanidów to także okres wzmocnienia szyizmu, który wykorzystał upadek kalifatu Abbasydów, oraz sufizmu, który dawał pewne oparcie w okrutnych czasach panowania mongolskiego. Najważniejszymi szyickimi myślicielami tego okresu byli teolog Naseroddin Tusi, faworyt Hulagu, będący także jednym z najważniejszych matematyków i astronomów w historii islamu, oraz jego uczeń Allama al-Hilli, którego prace stanowiły podstawę dla całego późniejszego rozwoju imamickiej szkoły prawa. Najwybitniejszym sufickim myślicielem i poetą okresu był Maulana Rumi, którego rodzina schroniła się przed Mongołami w Azji Mniejszej, zaś wpływową później teologiczną syntezę szyizmu i sufizmu zaprezentował Hajdar Amoli. Wpływy sufickie odgrywają także znaczącą rolę w twórczości Sadiego, „najpopularniejszego moralisty w literaturze perskiej”. Czasy mongolskie były okresem wzmożonej kulturalnej aktywności, co było częściowo spowodowane interakcją Iranu z innymi krajami Azji znajdującymi się pod wpływem Mongołów. Szczególnie widać to na przykładzie perskiej historiografii, która osiągnęła wówczas swoje apogeum. Ata Malek Dżowajni opisał dzieje Czyngis-chana i początki państwa Ilchanidów, zaś Raszidoddin, uważany za największego perskiego historyka, w swoim Dżame at-Tawarich (Zbiorze kronik) dał przedstawienie historii powszechnej, które obejmowało wszystkie znane Mongołom narody, od chrześcijan po Chińczyków. Chociaż znamy przykłady wcześniejszego perskiego malarstwa, to nie zmienia to faktu, iż „późny wiek XIII, a w szczególności pierwsza ćwierć wieku XIV mogą być uważane za być może najważniejszy formatywny okres malarstwa perskiego”. Nowy artystyczny język ukształtował się pod wyraźnym wpływem malarstwa chińskiego, a jest on nam znany z takich arcydzieł jak ilustracje do Dżame at-Tawarich czy tzw. Szahname Demotta. Architektura Ilchanidów wyróżnia się przede wszystkim swoim monumentalizmem oraz szczególnymi dekoracjami z różnokolorowych płytek glazurowanych i lustrowanych. Najbardziej znane budowle okresu to m.in. zbudowane przez Hulagu dla Naseroddina obserwatorium astronomiczne w Maradze, posiadający gigantyczny ejwan Meczet Aliszaha w Tebrizie oraz olbrzymie mauzoleum Oldżajtu znajdujące się w jego stolicy, Soltanije.

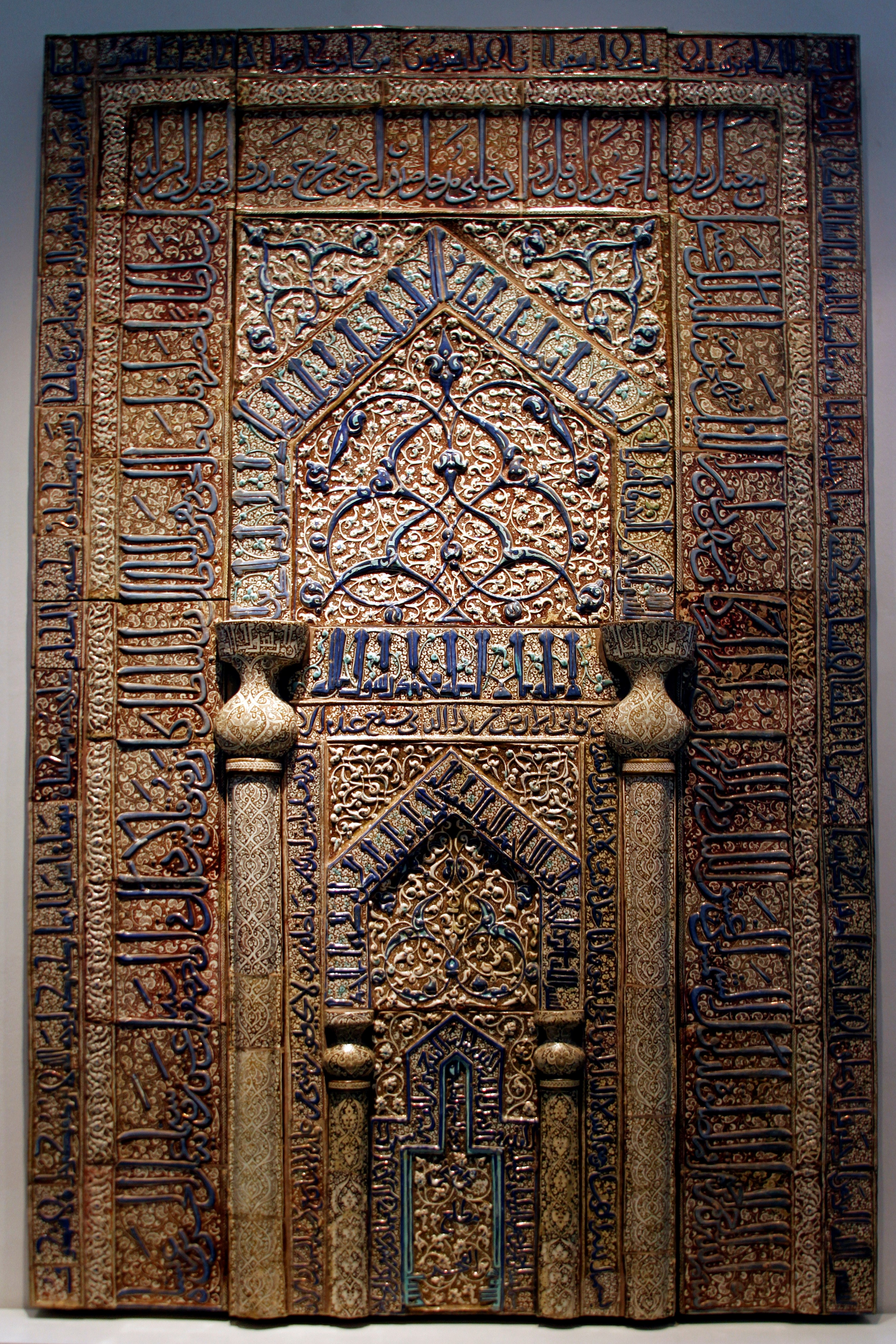
Tzw. Mihrab z Kaszanu z 1226 roku. Muzeum Pergamońskie
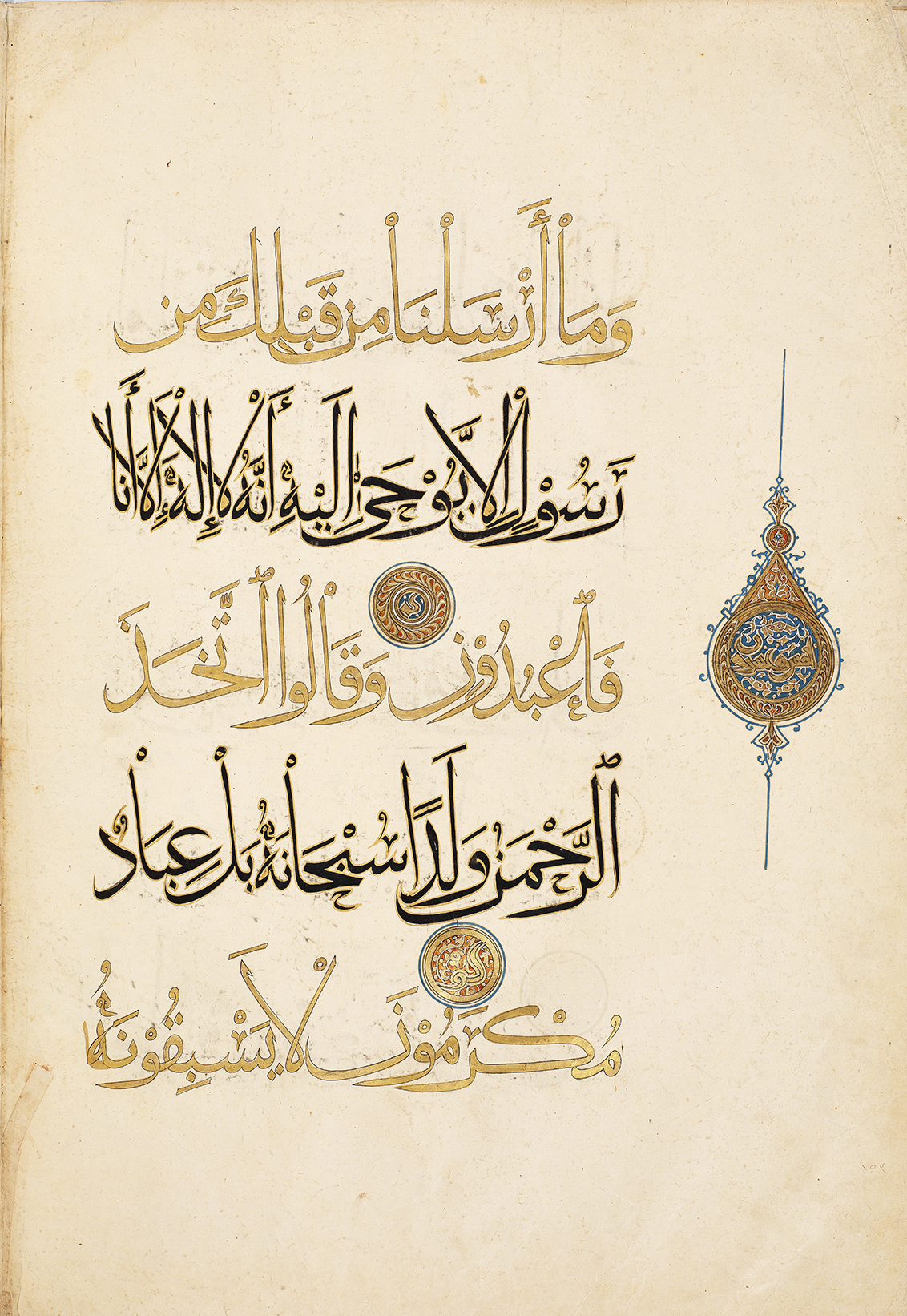
Strona z rękopisu Koranu przepisanego przez Ahmada as-Suhrawardiego dla ilchana Oldżajtu. Bagdad, 1307/1308. Muzeum Sztuki Tureckiej i Islamskiej w Stambule
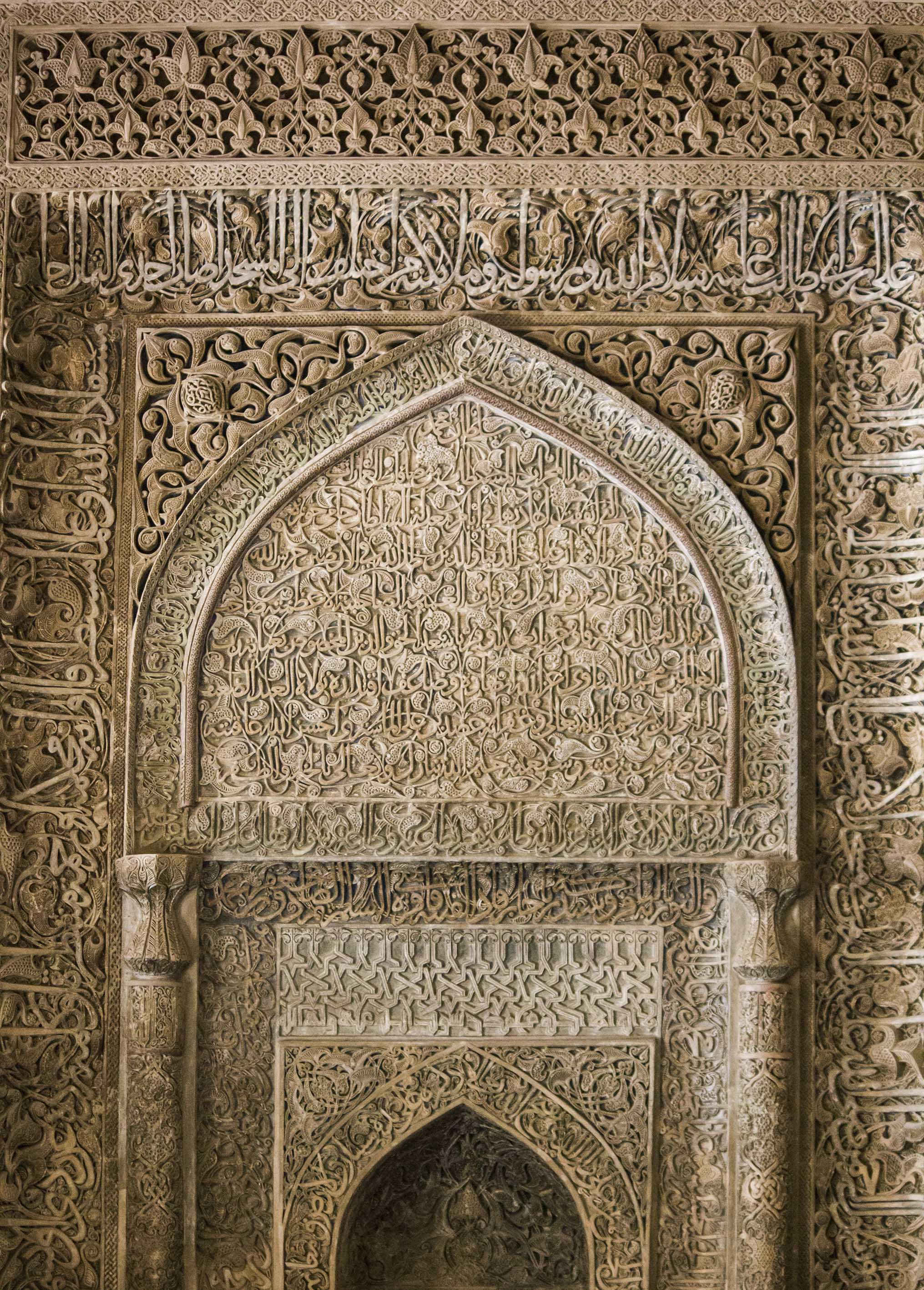
Mihrab z 1310 roku w Meczecie Piątkowym w Isfahanie z kaligrafią wykonaną w stiuku przez Hajdara
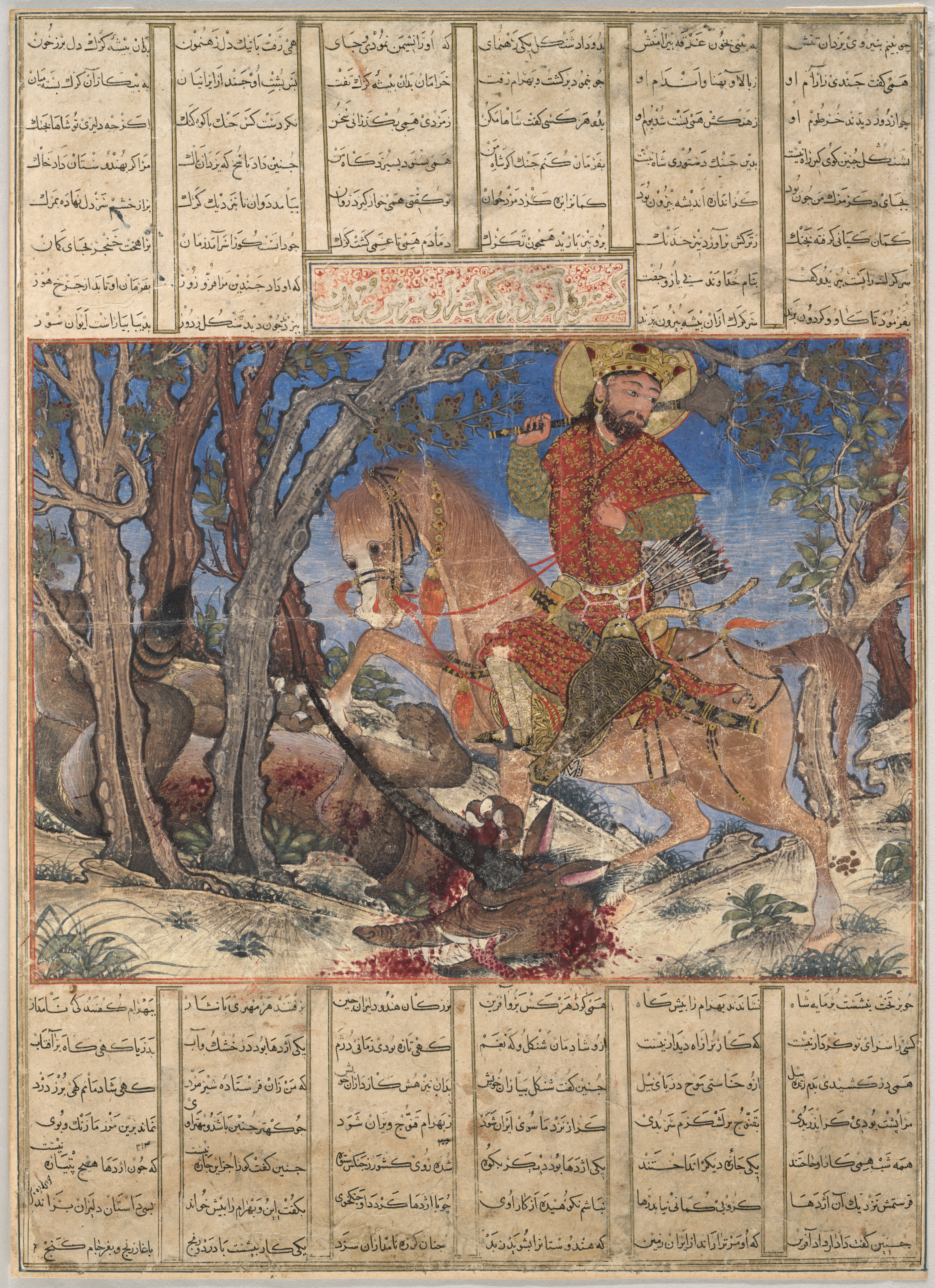
Bahram Gur zabijający wilka, strona z rękopisu Wielkiej Mongolskiej Szahname. Tebriz, ok. 1335. Harvard Art Museums

### Timurydzi

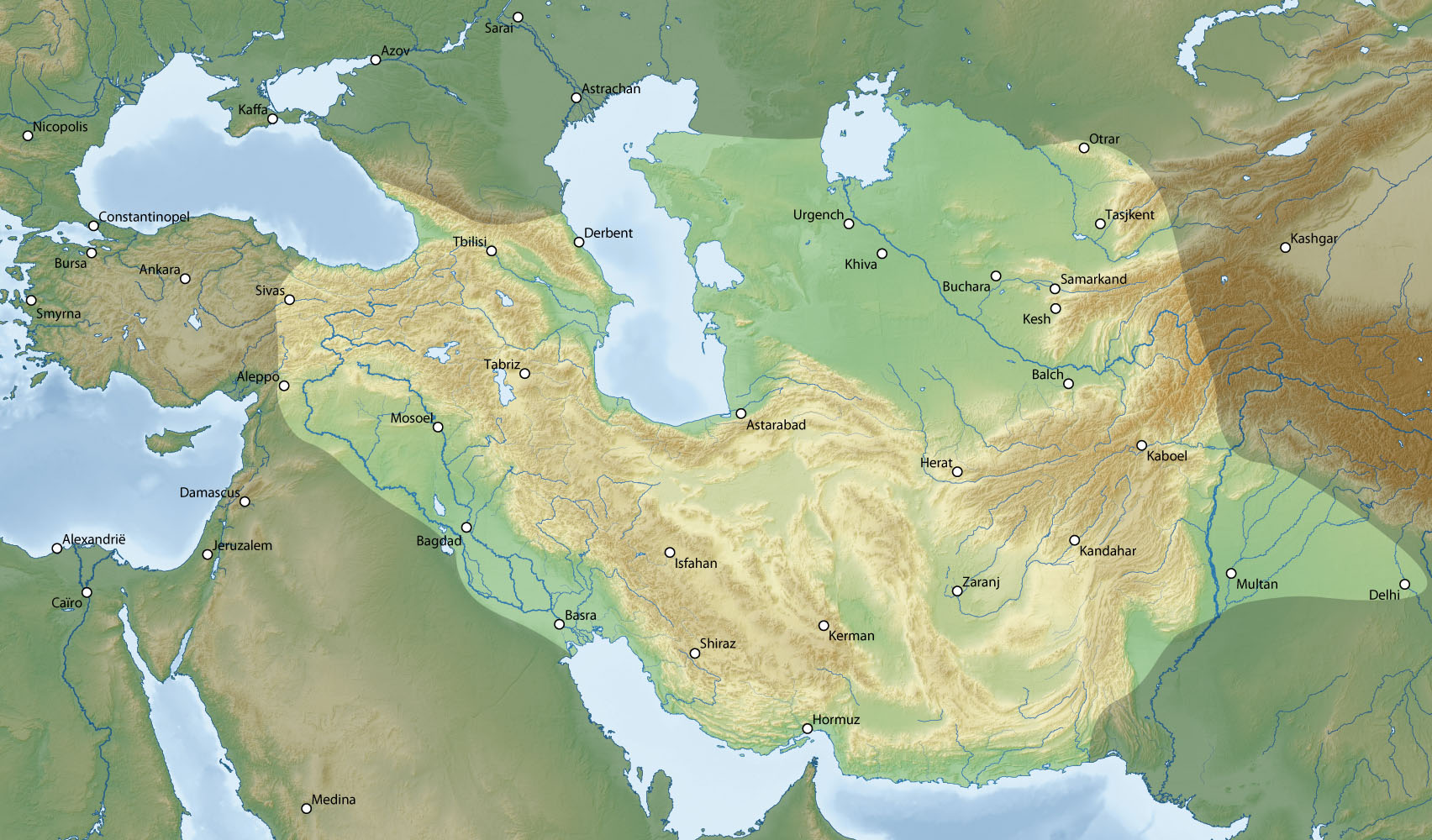
Państwo Timura (1370-1405) w chwili jego śmierci

Niewielkie państwa na jakie podzielił się Iran po upadku Ilchanidów zostały podbite przez zdobywcę wywodzącego się z Chanatu Czagatajskiego, Timura (1370-1405). Wykorzystał on chaos w jakim był pogrążony chanat i w roku 1370 opanował Mawarannahr, który stał się bazą dla jego dalszej ekspansji. Do roku 1393 w szeregu kampanii Timur podbił cały Iran, dokonując spustoszeń porównywalnych jedynie z najazdem mongolskim. W wyniku kolejnych dalekosiężnych wypraw udało mu się także podporządkować sobie Złotą Ordę (1391), Sułtanat Delhijski (1398-99), Syrię (1400-1401) i Anatolię (1402), na wschodzie zaś podbić Chorezm oraz Kotlinę Fergańską. W skład imperium Timura wchodziły także Azerbejdżan i Irak, chociaż jego władza była tam niestabilna. Po śmierci Timura pomiędzy jego potomkami wybuchła wojna o sukcesję, którą ostatecznie wygrał jego najmłodszy syn, Szahroch (1405-1447). Szahrochowi udało się zachować większość zdobyczy ojca, chociaż musiał się zadowolić jedynie formalną zwierzchnością nad panującymi w Azerbejdżanie Kara Kojunlu, a od lat 30. XV wieku jego terytoria w Azji Środkowej były regularnie najeżdżane przez Uzbeków Abu al-Chajr-chana (1428-1468). Kolejna wojna pomiędzy Timurydami jaka wybuchła po śmierci Szahrocha doprowadziła do utraty przez nich centralnego i zachodniego Iranu na rzecz Kara Kojunlu. Władztwo Timurydów zostało na powrót zjednoczone w roku 1458 przez Abu Sa’ida (1451-1469), jednak jego wyprawa przeciwko Ak Kojunlu w roku 1468 zakończyła się jego klęską i śmiercią. W wyniku kolejnych walk wewnętrznych terytoria Timurydów uległy teraz podziałowi pomiędzy panującego w Heracie Hosejna Bajgharę (1470-1506) oraz trzech synów Abu Sa’ida, którzy rządzili odpowiednio w Samarkandzie, Kotlinie Fergańskiej i Badachszanie. Pod rządami Hosejna Bajghary Herat stał się kwitnącym ośrodkiem kultury, lecz jego dzielnica zaczęła chylić się ku upadkowi wraz z buntem jego syna Badi-az-Zamana (1506-1507) w roku 1497, po którym nastąpiły kolejne niepokoje. Jednocześnie wraz ze śmiercią synów Abu Sa’ida w roku 1494/1495 Mawarannahr stał się areną kolejnych walk pomiędzy Timurydami. Tę sytuację wykorzystał wódz Uzbeków Muhammad Szejbani (1500–1510), który po podboju Azji Środkowej w roku 1507 zajął także Herat wraz z Chorasanem. Szejbani zginął z rąk Safawidów w roku 1510 i wnuk Abu Sa’ida, Babor (1494-1530), próbował wykorzystując ten fakt restytuować panowanie Timurydów w Azji Środkowej. Nie udało mu się jednak utrzymać Mawarannahru i w roku 1514 na stałe wycofał się do Kabulu, skąd później przedsięwziął udany najazd na Indie. Dzieje indyjskich Timurydów (tzw. Wielkich Mogołów) stanowią jednak raczej część historii Indii, niż Iranu.

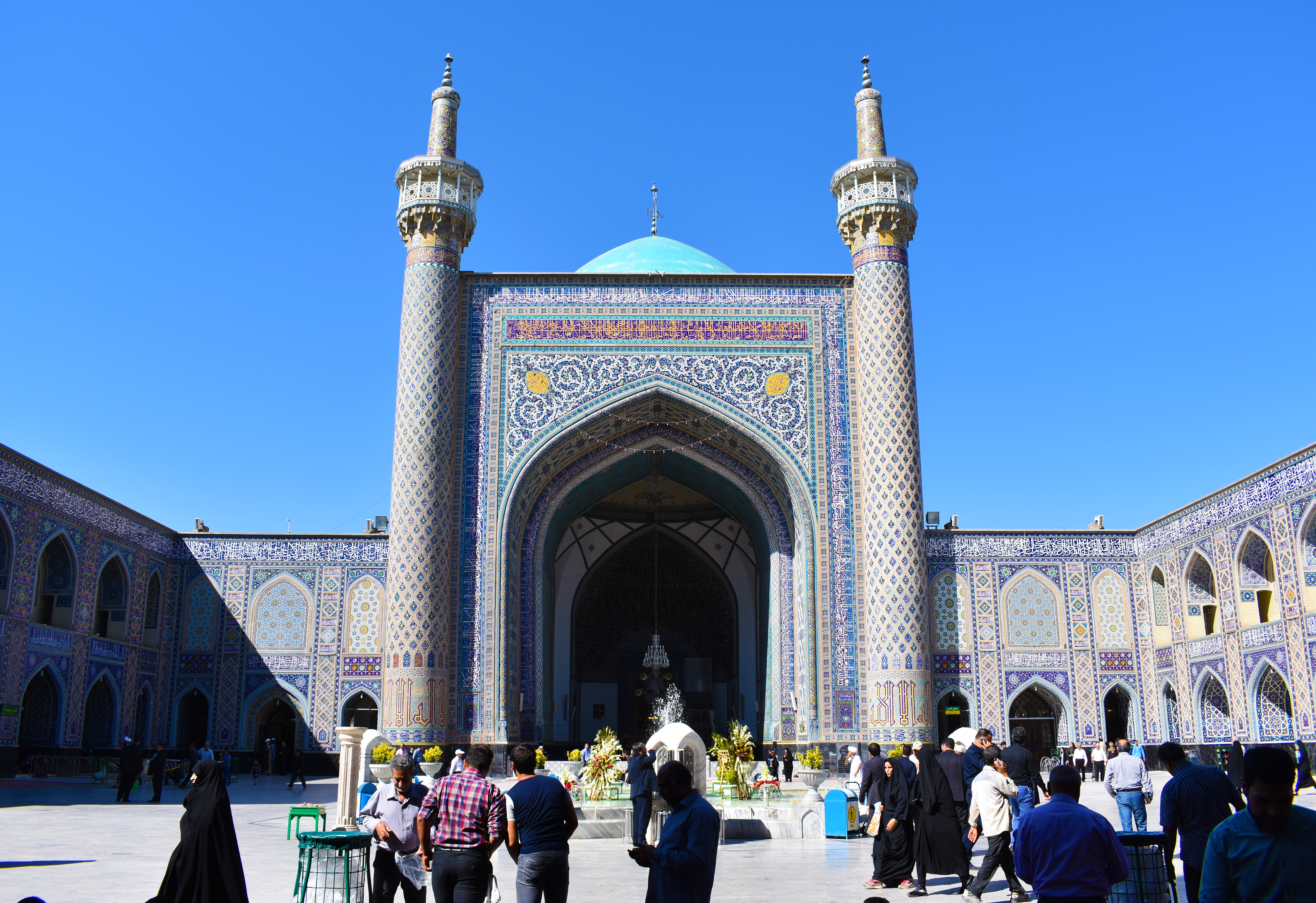
Południowy ejwan Meczetu Gouharszad w Sanktuarium Imama Rezy w Meszhedzie z inskrypcją dedykacyjną zaprojektowaną przez Bajsonghora

Timur dokonał straszliwych zniszczeń, ale następnie dążył do odbudowy miast i rekultywacji terenów rolnych, którą to politykę kontynuowali jego następcy. Nie przyniosła ona jednak pełnych efektów z powodu zniszczeń związanych z kolejnymi wojnami domowymi oraz strukturą własnościową ziemi. Za czasów późniejszych Timurydów doszło do rozrostu własności feudalnej w postaci nadań świeckich sojurghali i religijnych wakfów czego skutkiem była utrata bezpiecznej bazy podatkowej przez państwo. Perscy biurokraci, względnie słabi za panowania Timura, później uzyskali większe znaczenie, jednak do końca istnienia dynastii czagatajscy emirowie dzierżyli stanowiska nadzorcze. Większość timurydzkich prowincji była zarządzana przez przedstawicieli dynastii, co sprzyjało decentralizacji, ale i wzmożeniu kulturalnego patronatu na regionalnych dworach. Ten patronat objawiał się przede wszystkim w dziedzinie tworzenia ilustrowanych książek, a do największych mecenasów należeli Eskandar Soltan (1405–1415), Szahroch, jego syn Bajsonghor i Hosejn Bajghara. Przy okazji sporządzania edycji Szahname dla Bajsonghora ustalono jednolity tekst eposu, który został poprawiony dopiero w drugiej połowie XX wieku. Świadectwem rozkwitu ówczesnego malarstwa są m.in. dzieła Behzada, „niewątpliwie największego perskiego malarza miniaturzysty wszystkich czasów”. Wspaniałość timurydzkiej architektury za życia twórcy dynastii objawiła się przede wszystkim w mauzoleach, takich jak gigantyczny meczet Bibi-Chanum czy kompleks Gur-i Mir, w którym Timur został pochowany. Za czasów Szahrocha działał genialny architekt Kawamoddin, którego dziełem były m.in. meczet Gouharszad w Meszhedzie oraz kompleks złożony z meczetu i madrasy nazywany masalla na zachód od Heratu. Timurydzki patronat nad historiografią, która miała dostarczać legitymacji poczynaniom dynastii, zaowocował dziełami takich historyków jak Jazdi, Hafez-e Abru, Samarkandi, Mirchond i Chondemir. W dziedzinie literatury epoka timurydzka jest okresem rozkwitu gazelu, w którym znaczenia świeckie i mistyczne przeplatają się ze sobą w sposób nie pozwalający na ich rozdzielenie. Największym mistrzem tej formy był żyjący w Szirazie Hafez, „największy z największych liryków Iranu”. Z kolei najwybitniejszym poetą XV wieku był związany z dworem Hosejna Bajghary Dżami, tradycyjnie uważany za ostatniego klasycznego poetę perskiego. Panujący w Samarkandzie Uług Beg (1409-1449) zbudował tam obserwatorium astronomiczne i skupił wokół siebie grono uczonych, by wraz z nimi ułożyć tablice astronomiczne używane przez kilka następnych stuleci. Pod względem religijnym czasy timurydzkie były okresem fenomenalnego wzrostu potęgi tarikatu nakszbandijja, który osiągnął ogromne ekonomiczne i polityczne wpływy pod przywództwem Chodży Ahrara. Były to także czasy powstania szyickich ruchów o charakterze mesjanistycznym, takich jak horufizm, nurbachszijja i musza'sza, przy czym ten ostatni ustanowił w Chuzestanie państwo, które podporządkowali sobie dopiero Safawidzi.

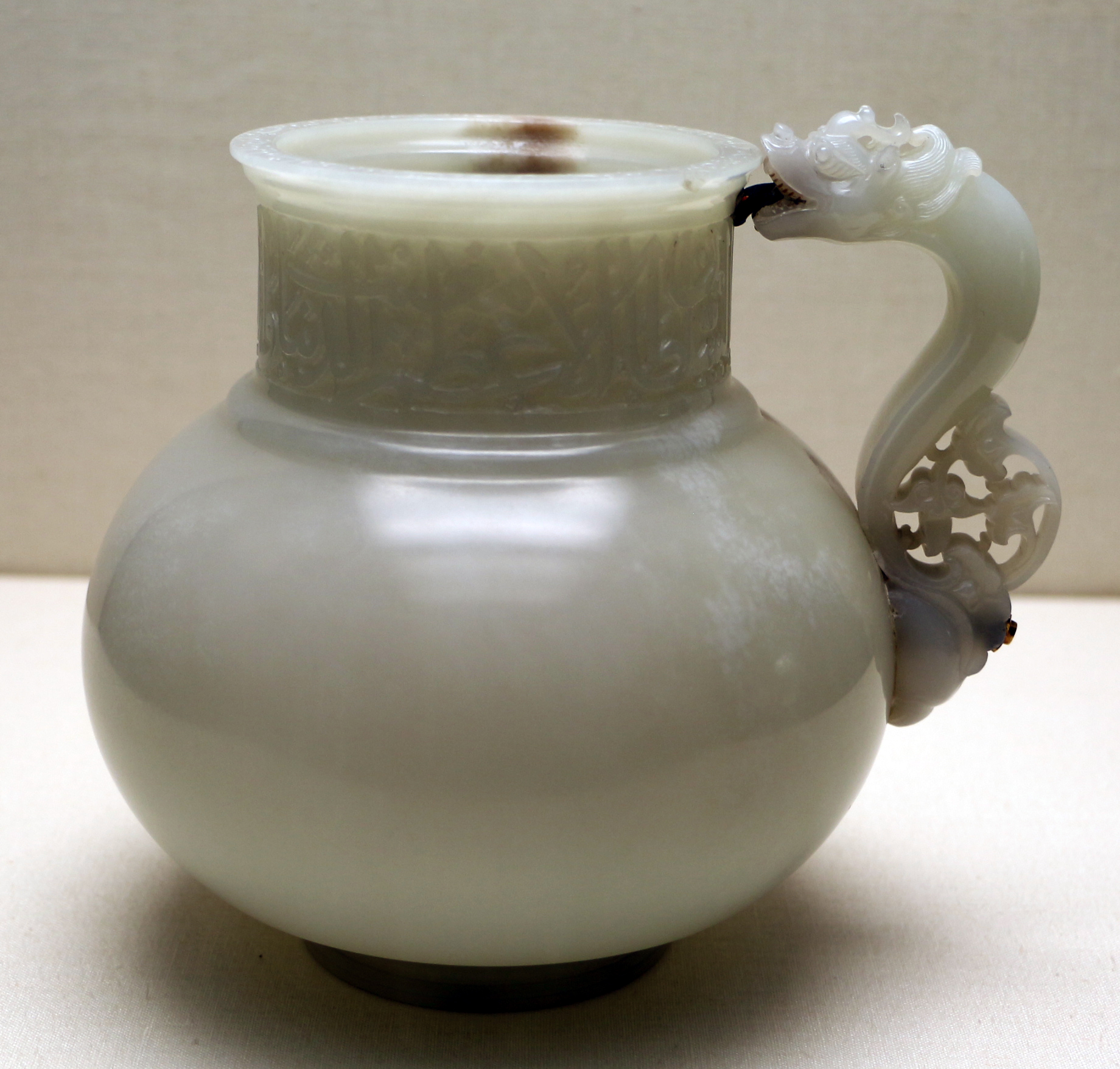
Dzbanuszek z nefrytu zawierający imię i tytulaturę Uług Bega, z uchwytem w kształcie smoka. Muzeum Calouste Gulbenkiana
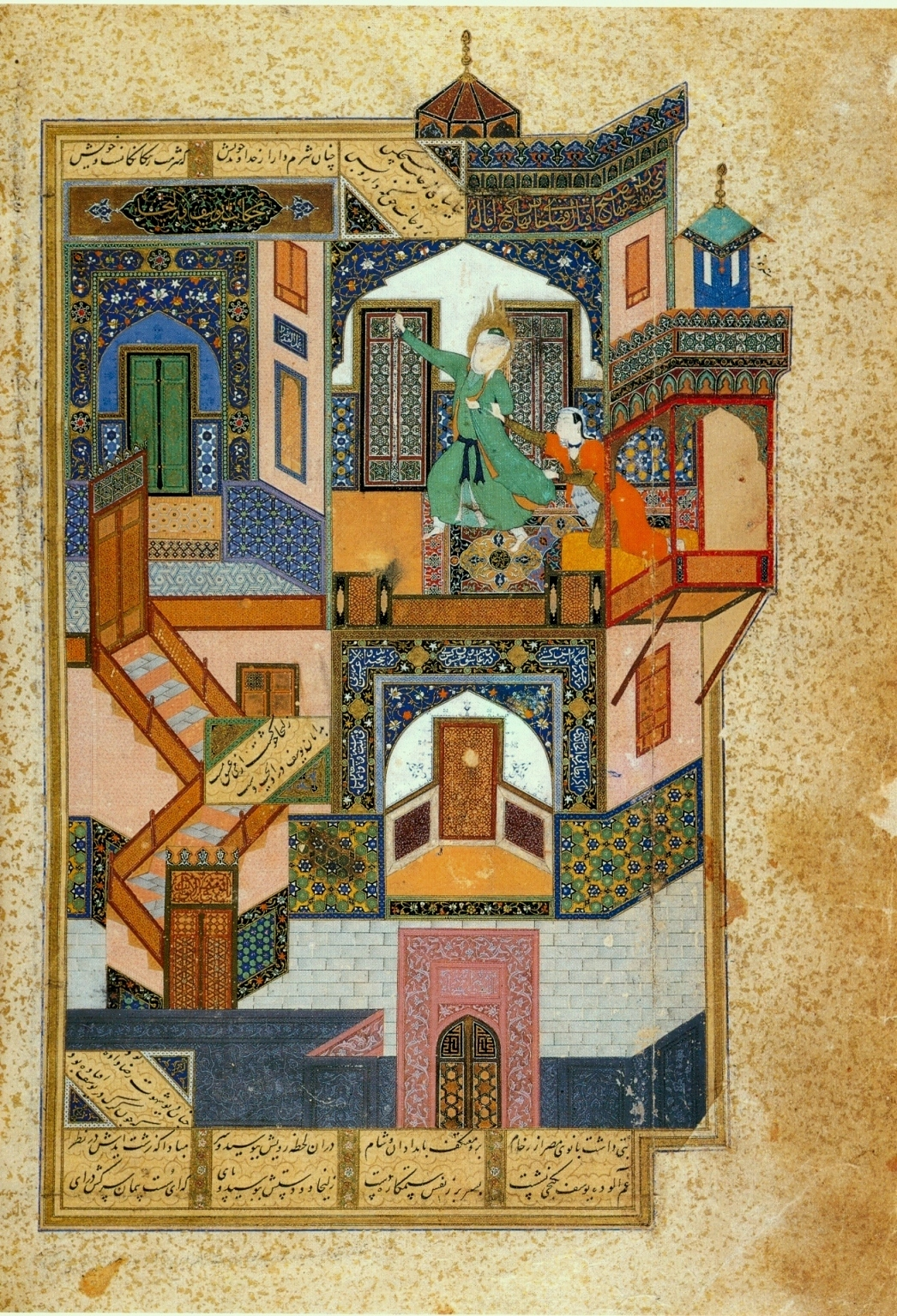
Uwodzenie Josufa, ilustracja Behzada do rękopisu Bustanu Sadiego. Herat, rok 1488. Biblioteka Narodowa w Kairze
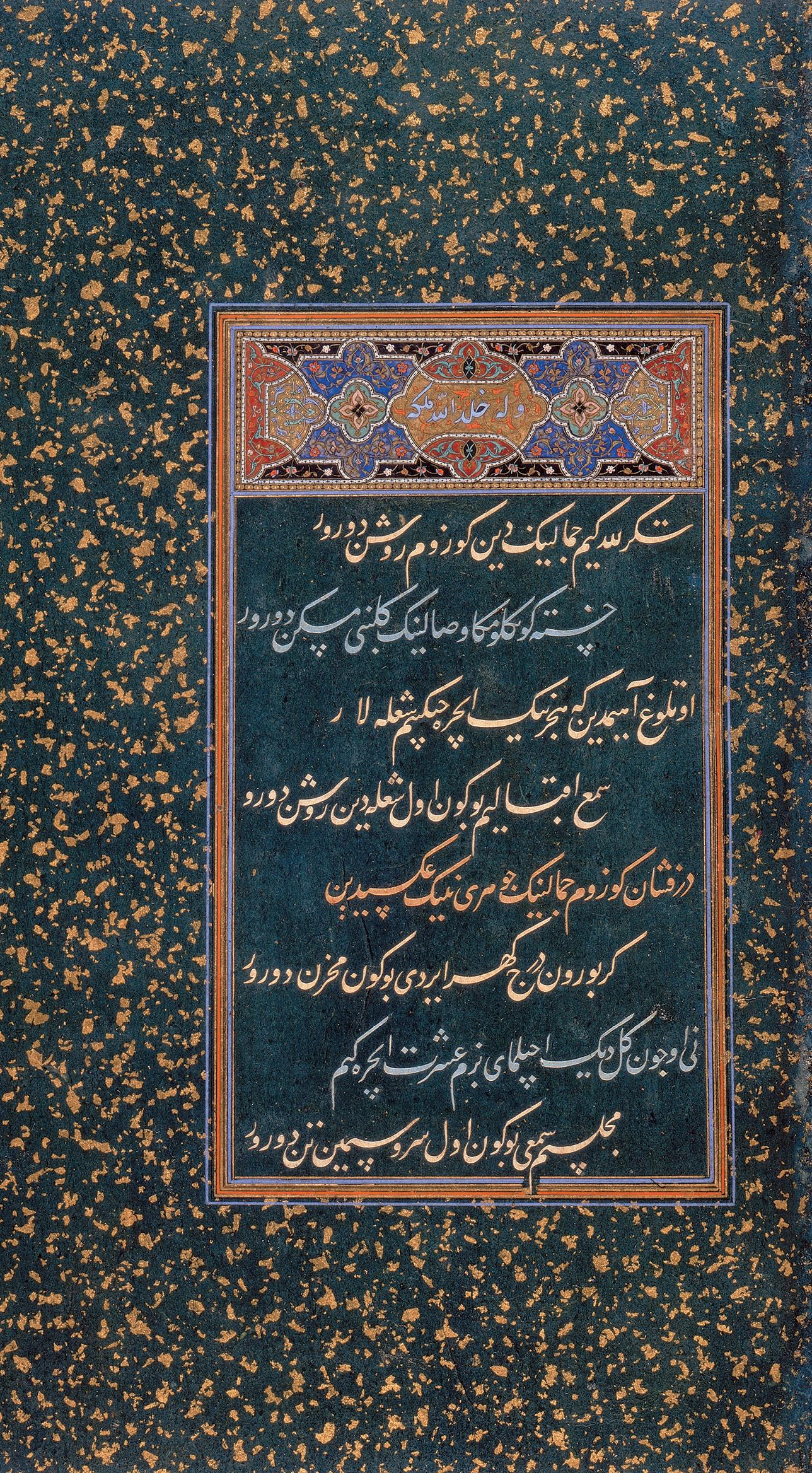
Strona z dywanu Hosejna Bajghary z kaligrafią w piśmie nastaligh autorstwa Soltana Alego wyciętą w papierze przez Abdollaha Ghate. Herat, ok. 1490. Los Angeles County Museum of Art
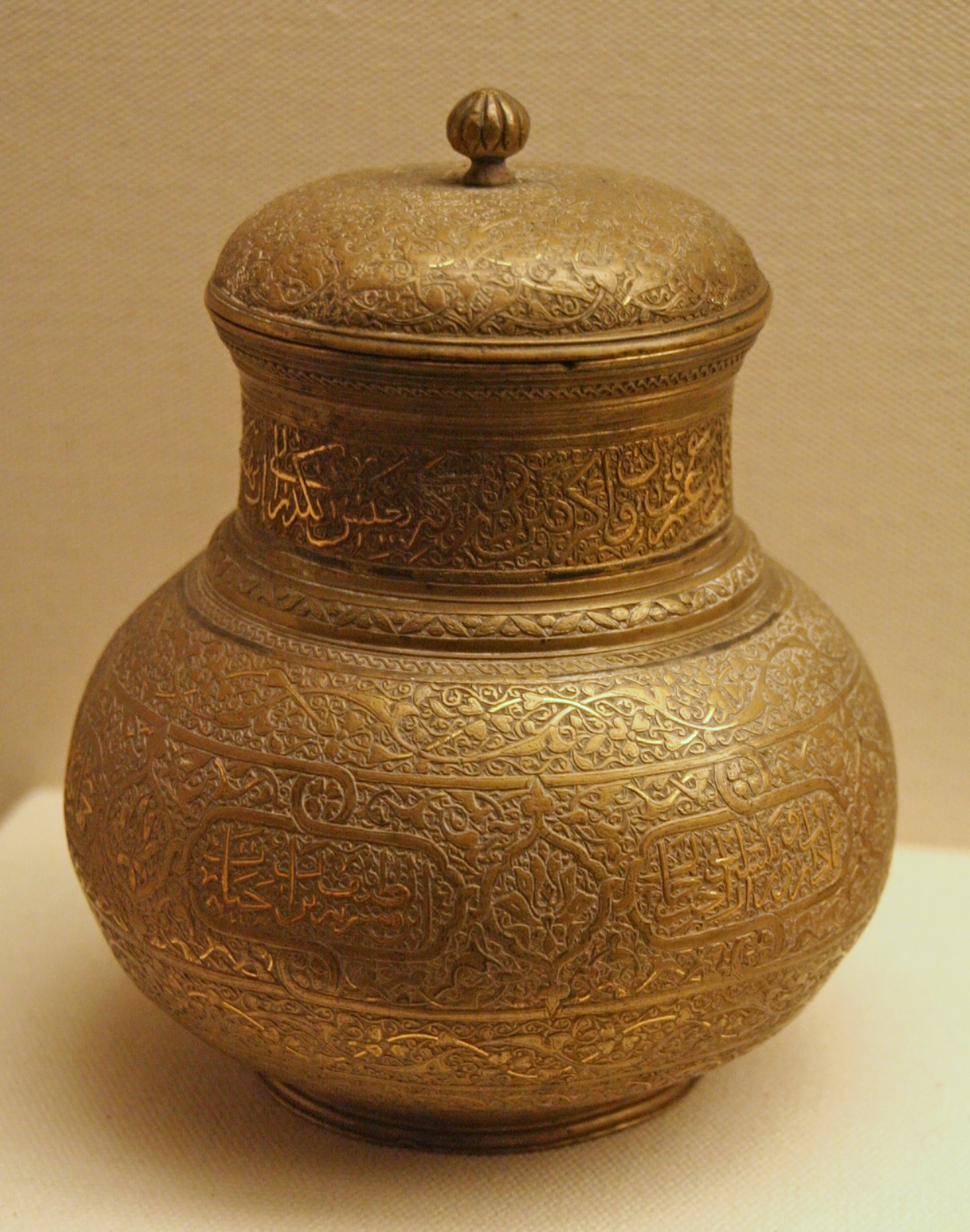
Metalowy dzbanuszek. Herat, przełom XV i XVI wieku. Muzeum Sztuki Tureckiej i Islamskiej w Stambule

### Kara Kojunlu i Ak Kojunlu

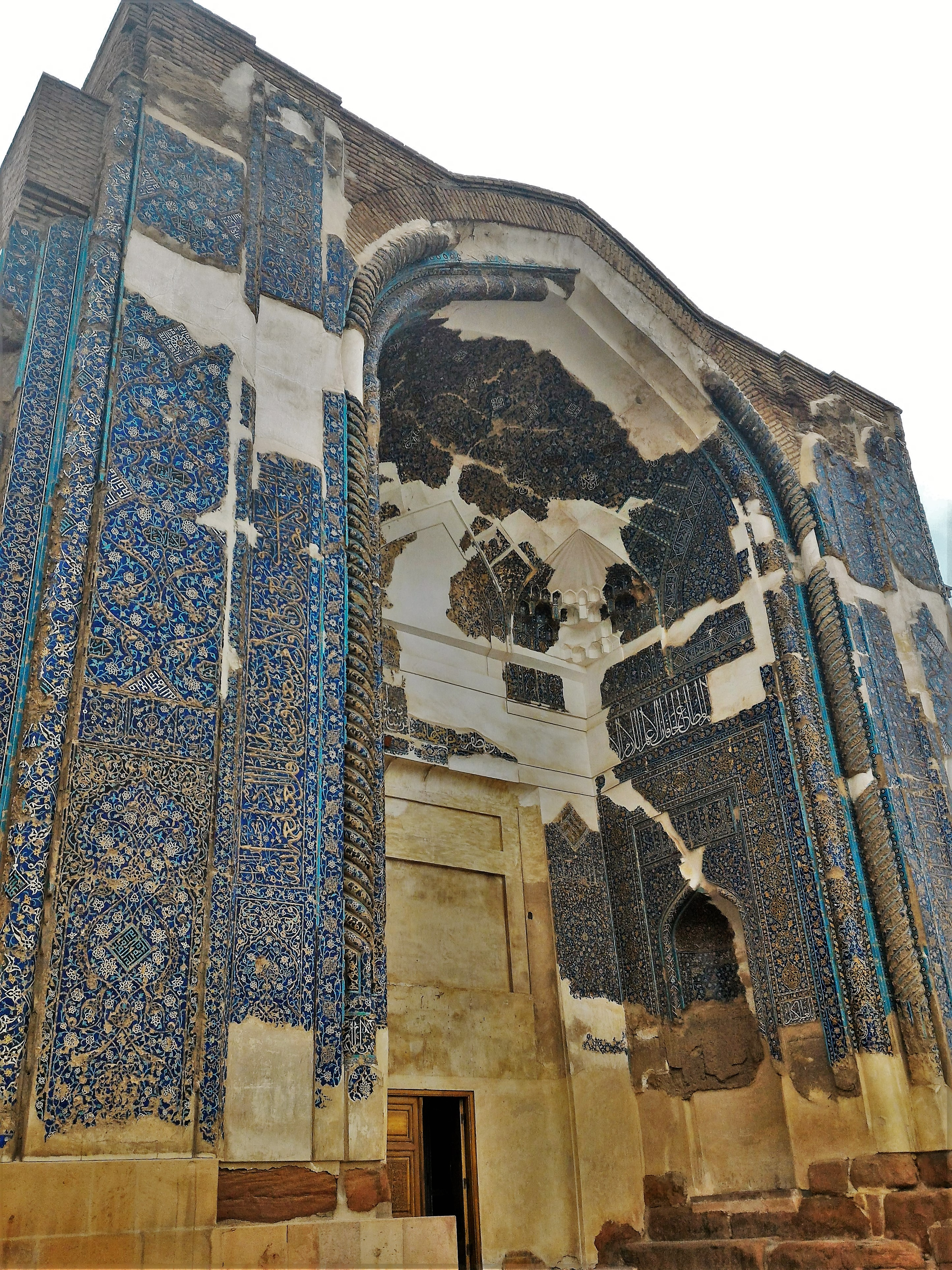
Ejwan wejściowy Błękitnego Meczetu w Tebrizie

Kara Kojunlu i Ak Kojunlu („Czarno-” i „Biało-barani”) były federacjami plemiennymi powstałymi po upadku Ilchanidów, zorganizowanymi przez turkmeńskich koczowników wypartych na zachód przez inwazję mongolską. Początkowo Kara Kojunlu koczowali na północ od jeziora Wan i w północnym Iraku, zaś Ak Kojunlu we wschodniej Anatolii. Kara Kojunlu uzyskali większe znaczenie kiedy ich wódz Kara Mehmed (1380-1389) w roku 1382 pokonał Dżalajirydów, tym samym zrzucając ich zwierzchność, by sześć lat później zająć Tebriz. Dalszemu wzrostowi ich potęgi zapobiegła jednak inwazja Timura – po kilkuletnich walkach w roku 1400 następca Mehmeda, Kara Jusuf (1389-1420), udał się na wygnanie najpierw do Osmanów, a potem mameluków. Po śmierci Timura ponownie zajął on jednak Azerbejdżan i Irak, a próby wyparcia Kara Kojunlu z tych terytoriów przez Szahrocha okazały się nieskuteczne. Syn Kara Jusufa, Dżahanszah (1438-1467), uznał formalną zwierzchność Szahrocha, kiedy ten jednak zmarł dokonał najazdu na ziemie Timurydów, zajmując centralny i zachodni Iran. Właściwym założycielem państwa Ak Kojunlu był Kara Jülük Osman (1403-1435), który walczył po stronie Timura i Szahrocha. Zginął on z ręki Kara Kojunlu, po czym wśród Ak Kojunlu doszło do walk wewnętrznych, które pozwoliły Dżahanszahowi na podporządkowanie ich sobie. Jednak jego nieostrożna kampania z roku 1467 doprowadziła do jego śmierci z rąk kolejnego wodza Ak Kojunlu, Uzun Hasana (1452-1478). Timuryda Abu Sa’id uznał to za okazję do odzyskania utraconych terytoriów irańskich, jednak jak już wspomniano powyżej jego wyprawa z roku 1468 zakończyła się jego śmiercią oraz przejęciem przez Uzun Hasana terytoriów Kara Kojunlu w Iranie. Tym samym państwo tych ostatnich przestało istnieć. Uzun Hasan wdał się teraz w rywalizację z Osmanami, jednak jego wojska zostały w roku 1473 pokonane przez dysponującego bronią palną przeciwnika w decydującej bitwie pod Otlukbeli. Po względnie spokojnych rządach Jakuba (1478-1490) federacja Ak Kojunlu pogrążyła się w niekończącej się walce o przywództwo pomiędzy jej różnymi plemionami. Wykorzystali to inni wodzowie turkmeńskich koczowników, Safawidzi, którzy pod przywództwem Esma’ila (1501-1524) w latach 1501–1508 podbili państwo Ak Kojunlu. Panowanie Ak Kojunlu na ziemiach irańskich było okresem upadku gospodarczego i kulturalnego. W sferze mecenatu kulturalnego odznaczyli się natomiast niektórzy władcy Kara Kojunlu, czego świadectwem są dzisiaj pozostałości Błękitnego Meczetu w Tebrizie.

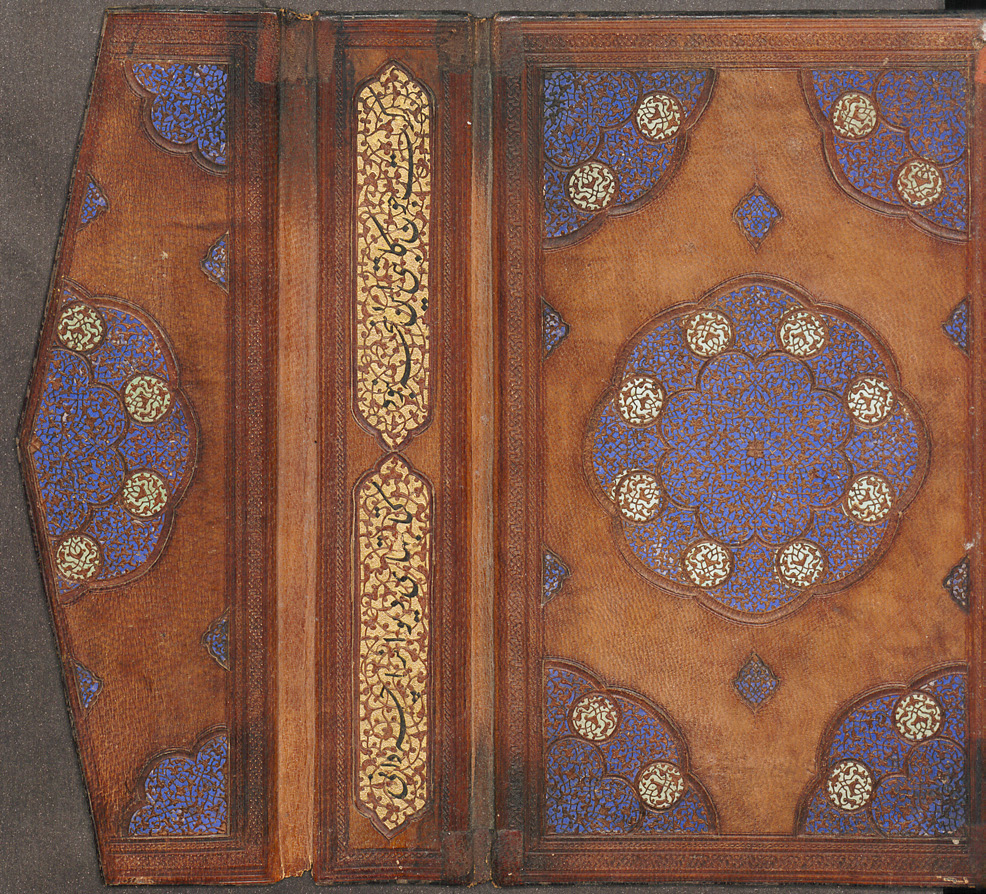
Dublura oprawy dywanu Ghasema-e Anwara. Bagdad, 1455. Muzeum Pałacu Topkapi
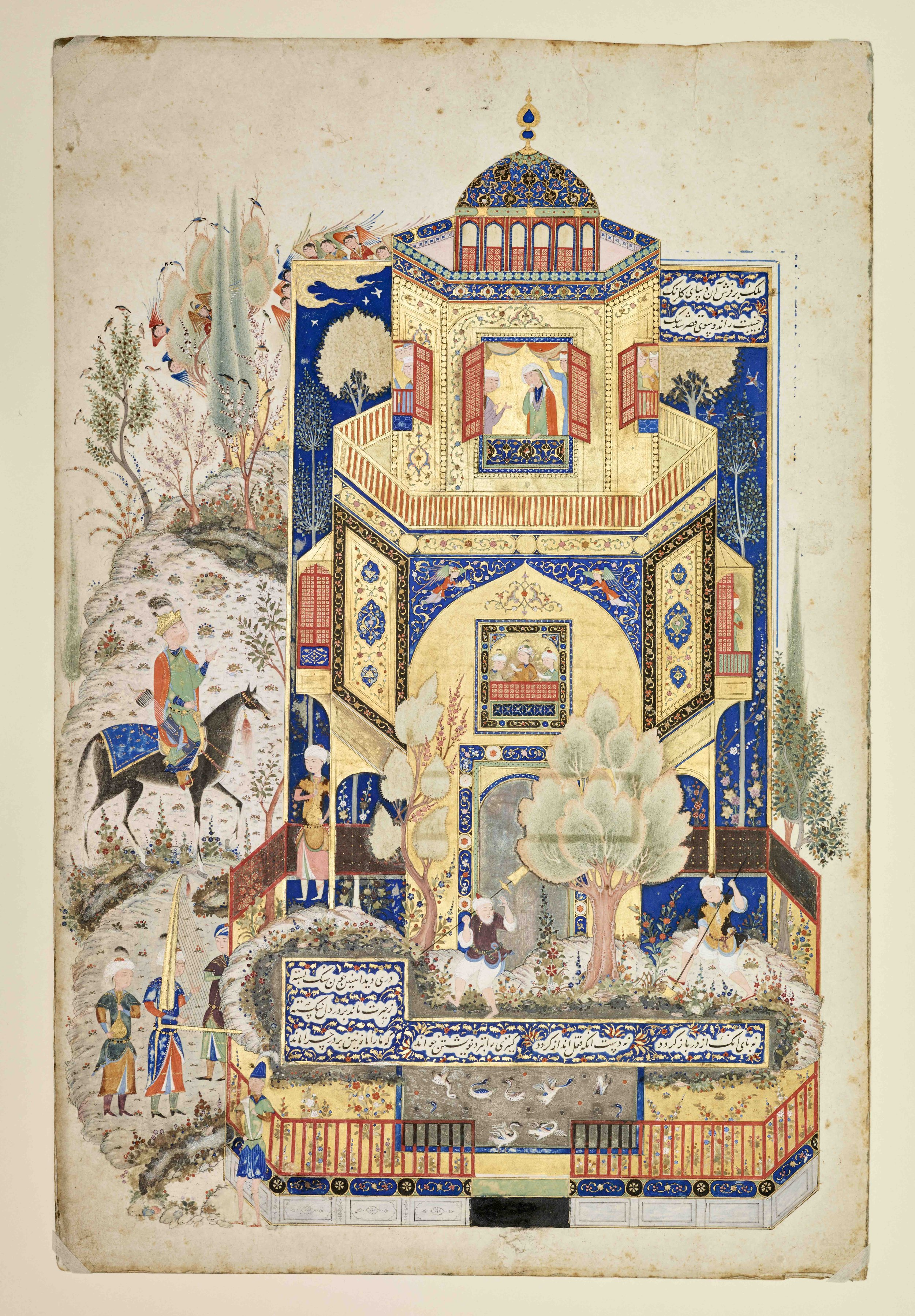
Chosrow przy zamku Szirin. Miniatura z rękopisu Chamse Nezamiego. Tebriz, ok. 1478–1490. Dallas Museum of Art
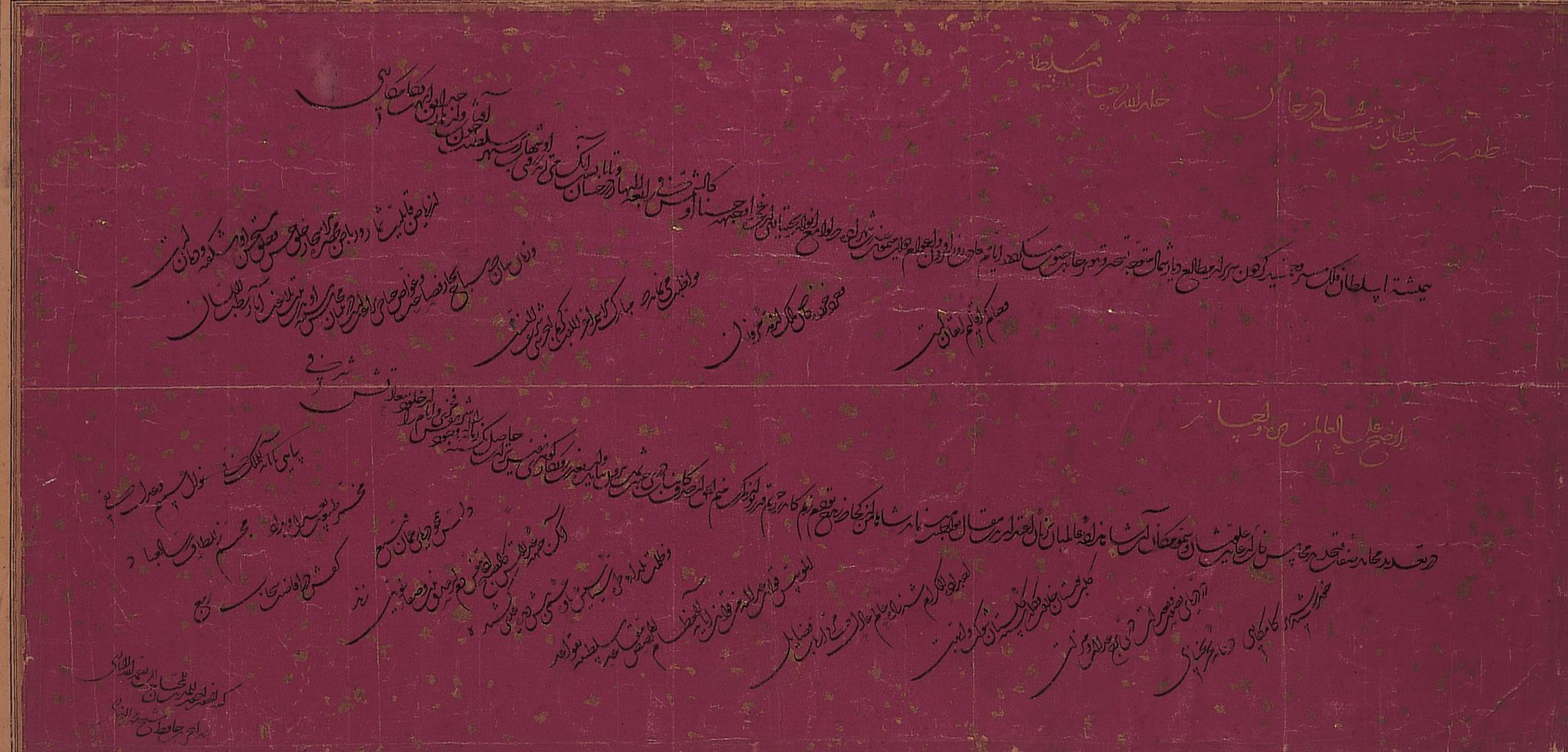
Enkomion dla sułtana Jakuba Ak Kojunlu, przepisane w szekaste taligh przez ʿAbd-al-Hajja-e Hafeza Szejcha Mohammada Buchariego. Muzeum Pałacu Topkapi
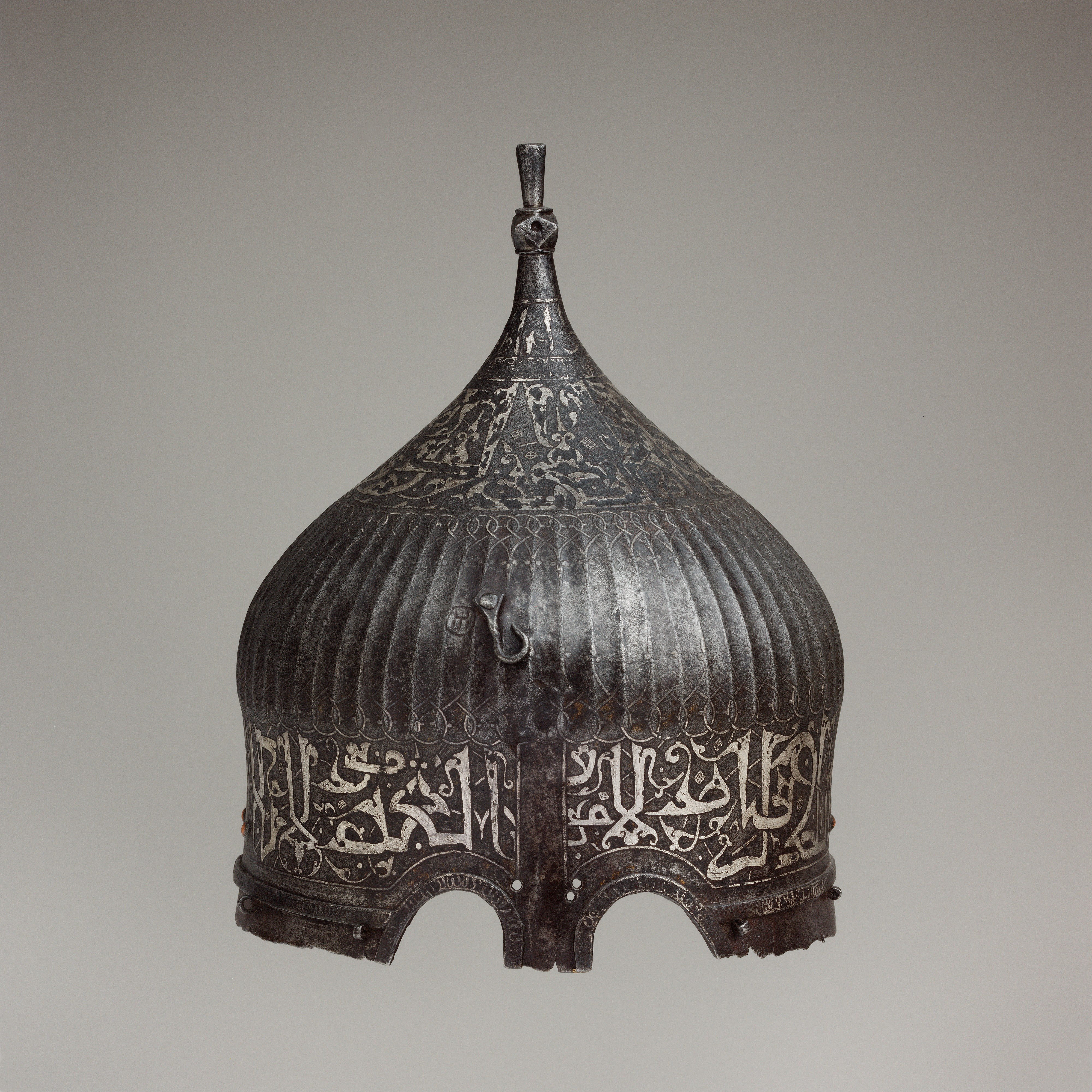
Hełm w kształcie turbanu. Iran, koniec XV wieku. Metropolitan Museum of Art

## Safawidzi

### Historia

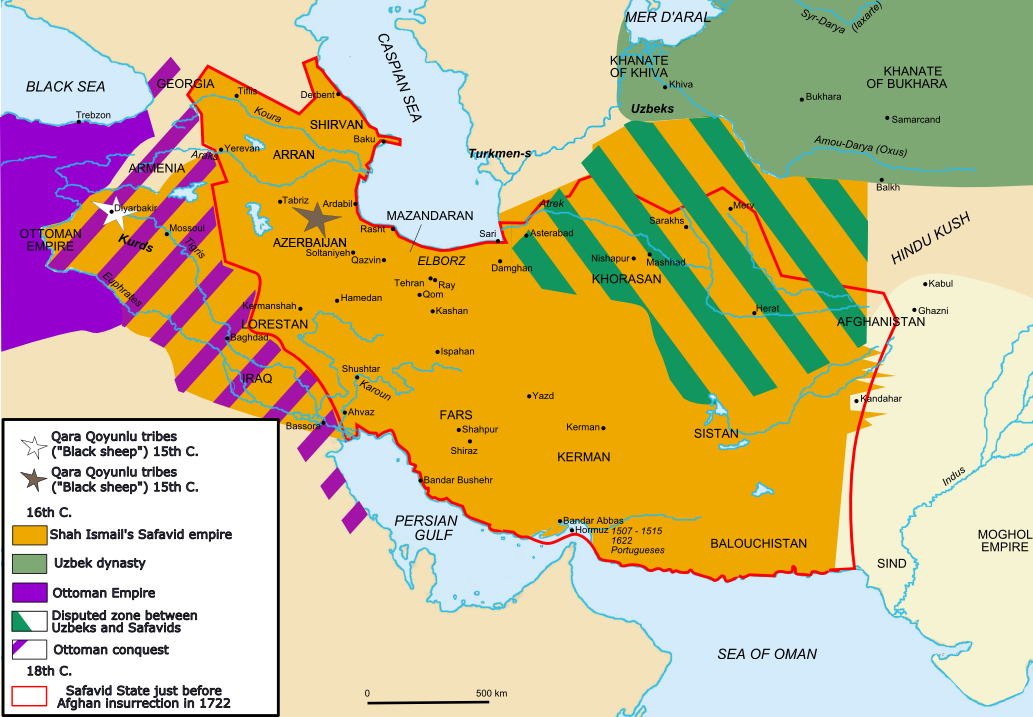
Rozwój terytorialny państwa Safawidów

Początki historii Safawidów są niejasne. Być może z pochodzenia byli Kurdami, „ale pod każdym praktycznym względem byli tureckojęzyczni i sturkizowani”. Ich kariera rozpoczęła się na początku XIV wieku, gdy Safi ad-Din (zm. 1324) przejął przywództwo lokalnego tarikatu z siedzibą w Ardabilu, który od jego imienia zaczęto nazywać „safawijje”. Safawidzka propaganda znajdowała żywy oddźwięk wśród turkmeńskich plemion, które od XV wieku łączyła wrogość w stosunku do centralizacyjnej polityki Osmanów, będącej nie do pogodzenia z tradycyjnym koczowniczym stylem życia. Ten sprzeciw wobec Osmanów na płaszczyźnie doktrynalnej przyjmował postać radykalnego szyizmu, przyznającego przywódcom sekty status półboski, mimo że początkowo tarikat miał charakter sunnicki. Turkmeńscy członkowie tarikatu byli nazywani Kyzyłbaszami (dosłownie „czerwonymi głowami”, od koloru noszonych przez nich turbanów) i szybko stał się on organizacją o charakterze politycznym, skupiającą wokół dziedzicznych przywódców początkowo siedem, później kilkanaście koczowniczych plemion, które wspólnie stanowiły sporą siłę wojskową. Przełomowym wydarzeniem w historii Kyzyłbaszy był podbój Szyrwanu w roku 1500 i pokonanie Ak Kojunlu w roku 1501. Walczyli oni wtedy pod przywództwem Esma’ila (1501-1524), który po zajęciu w roku 1501 Tebrizu zaczął się tytułować szachinszachem i w ciągu następnych kilku lat opanował większość terytorium Iranu.

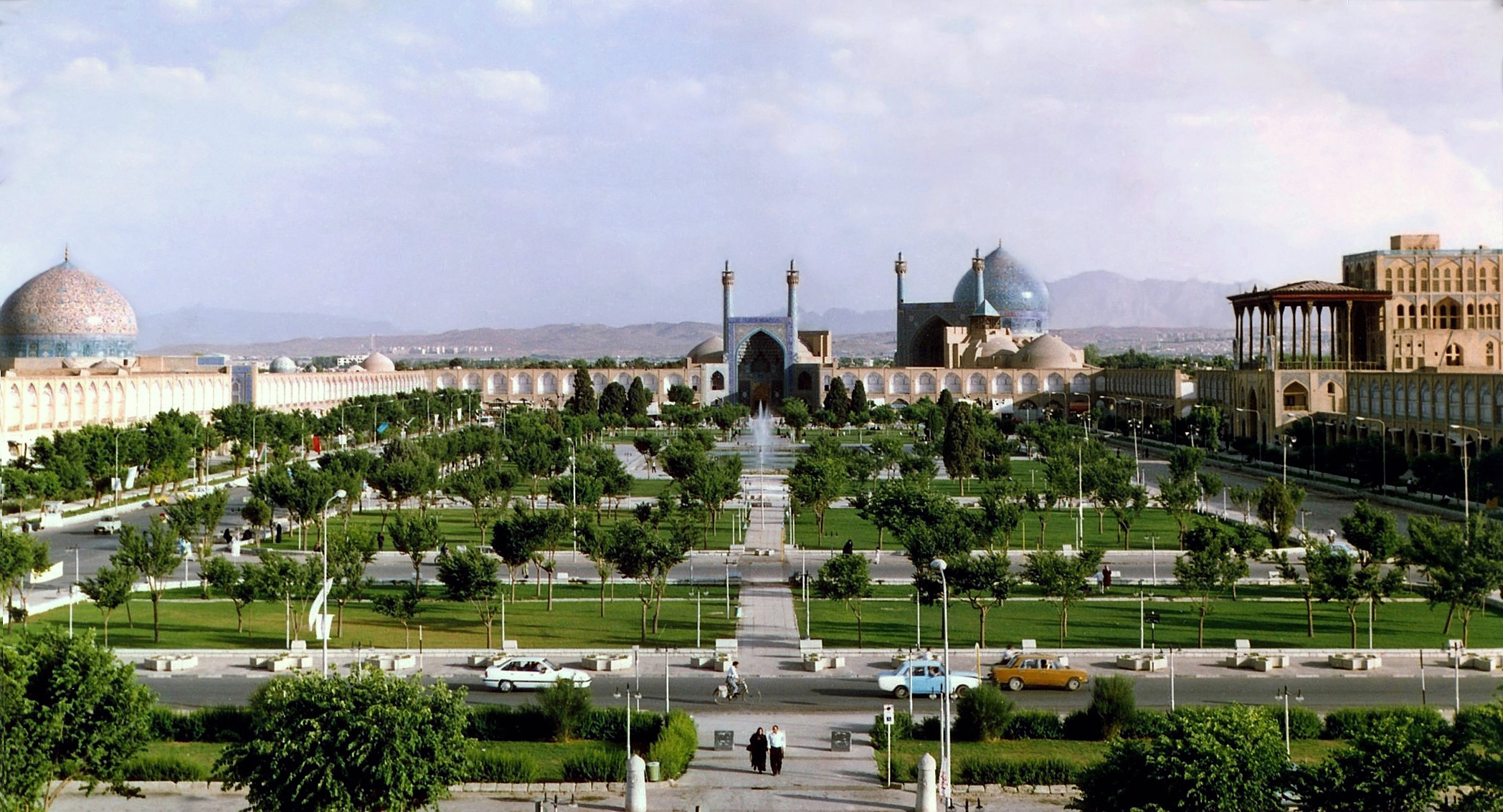
Stworzony za czasów Abbasa I (1587 – 1629) Plac Naghsz-e Dżahan w Isfahanie

W roku 1510 Esma’il pokonał i zabił w bitwie pod Merwem chana Uzbeków Muhammada Szejbaniego (1500–1510), jednak podejmowane później we współdziałaniu z Baborem próby podboju Azji Środkowej nie przyniosły rezultatu. O wiele większe znaczenie miała klęska Esma’ila w walce z sułtanem Selimem (1512-1520) w bitwie na równinie Czałdyran, która nie tylko doprowadziła do utraty szeregu terytoriów na wschodzie, ale podważyła półboski status przywódcy safawijje i naruszyła tym samym szczególną więź pomiędzy nim a Kyzyłbaszami. Walki z Uzbekami i Osmanami miały stanowić trwały element historii Safawidów, podobnie jak generalnie przyjazne stosunki z Wielkimi Mogołami. Syn Esma’ila, Tahmasp I (1524-1576), dążył do oparcia państwa na nowych ideologicznych podstawach umiarkowanego imamizmu i poczynił ogromne wysiłki w kierunki nawrócenia swoich poddanych na to wyznanie. Po wieloletniej wojnie z Osmanami zawarł także z nimi pokój w Amasji w roku 1555, stabilizując tym samym zachodnią granicę. W sumie „to panowanie Tahmaspa skonsolidowało safawidzkie rządy, zdefiniowało granice Persji i rozpowszechniło szyizm w Iranie”. Podczas panowania dwóch synów Tahmaspa, Esma’ila II (1576–1578) i Mohammada Chodabande (1578-1587) kraj pogrążył się w konfliktach pomiędzy poszczególnymi plemionami Kyzyłbaszy oraz Kyzyłbaszami a Persami, co natychmiast wykorzystali Uzbecy i Osmanowie. Ład przywrócił dopiero najwybitniejszy z Safawidów, Abbas I Wielki (1587-1629). Kontynuując praktykę rozpoczętą już przez Tahmaspa Abbas rozwinął korpus niewolnych gholamów, rekrutujących się spośród ludów Kaukazu, i wyposażył ich w broń palną. Ograniczało to rolę Kyzyłbaszy w armii, a gholamowie byli im przeciwstawiani także w sferze cywilnej – szacuje się, że pod koniec panowania Abbasa zajmowali oni około jednej piątej najwyższych stanowisk. Oznaką centralizacji było także przekształcenie wielu ziem dotychczas oddanych w lenno („tijul”, „sojurghal”) na ziemie królewskie („chasse”), co zwiększyło dochody państwa. Rozwojowi handlu sprzyjało zbudowanie przez szacha sieci dróg i karawanserajów oraz aktywna polityka rozwijania kontaktów z europejskimi kupcami. Przeprowadzone reformy pozwoliły Abbasowi wygrać wojny z Uzbekami, Mogołami i Osmanami oraz zająć m.in. Irak z Bagdadem i świętymi miastami szyitów – Karbalą i Nadżafem.

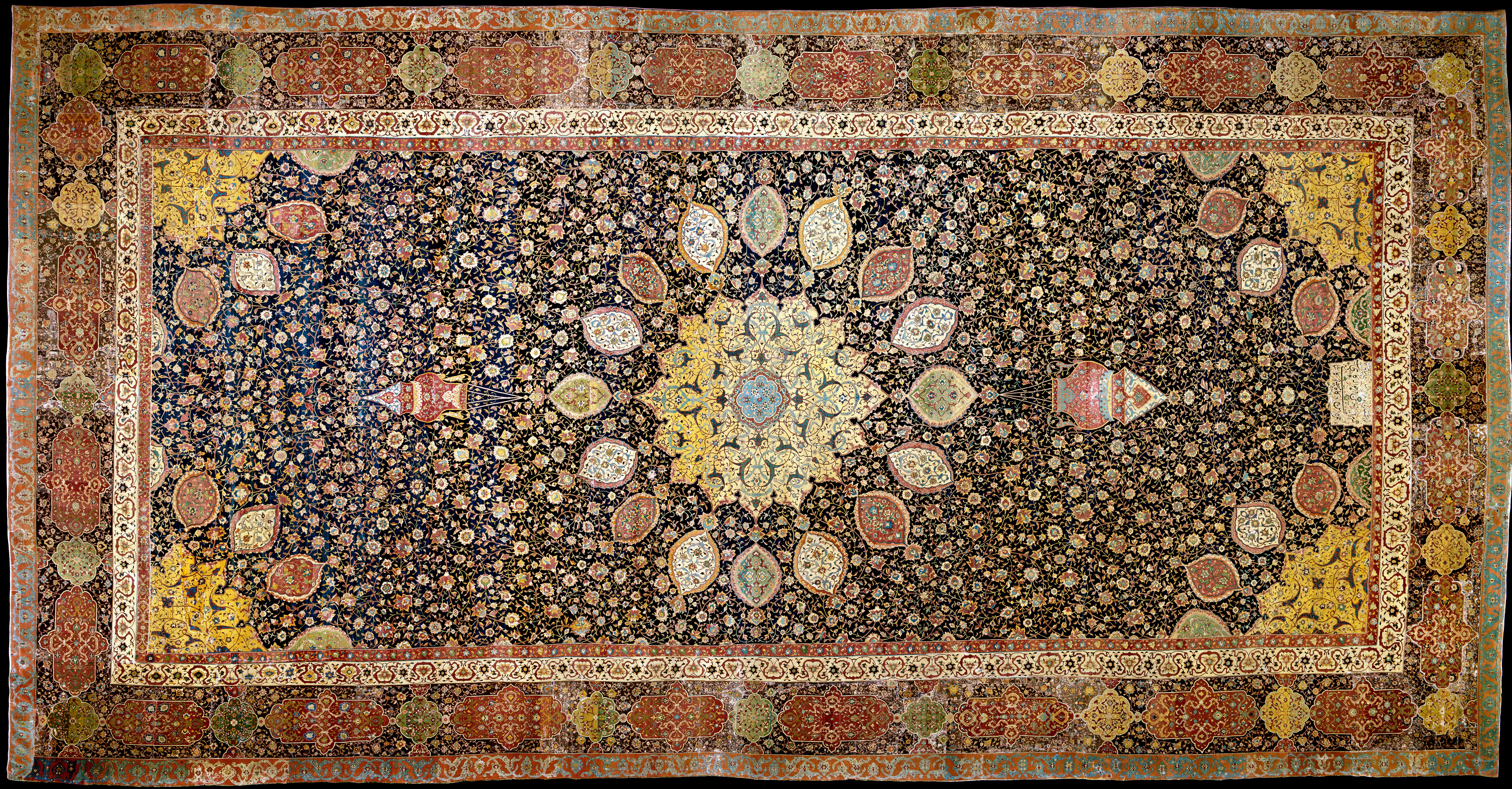
Tzw. Kobierzec ardabilski, powstały w 1539 na zlecenie szacha Tahmaspa. Muzeum Wiktorii i Alberta

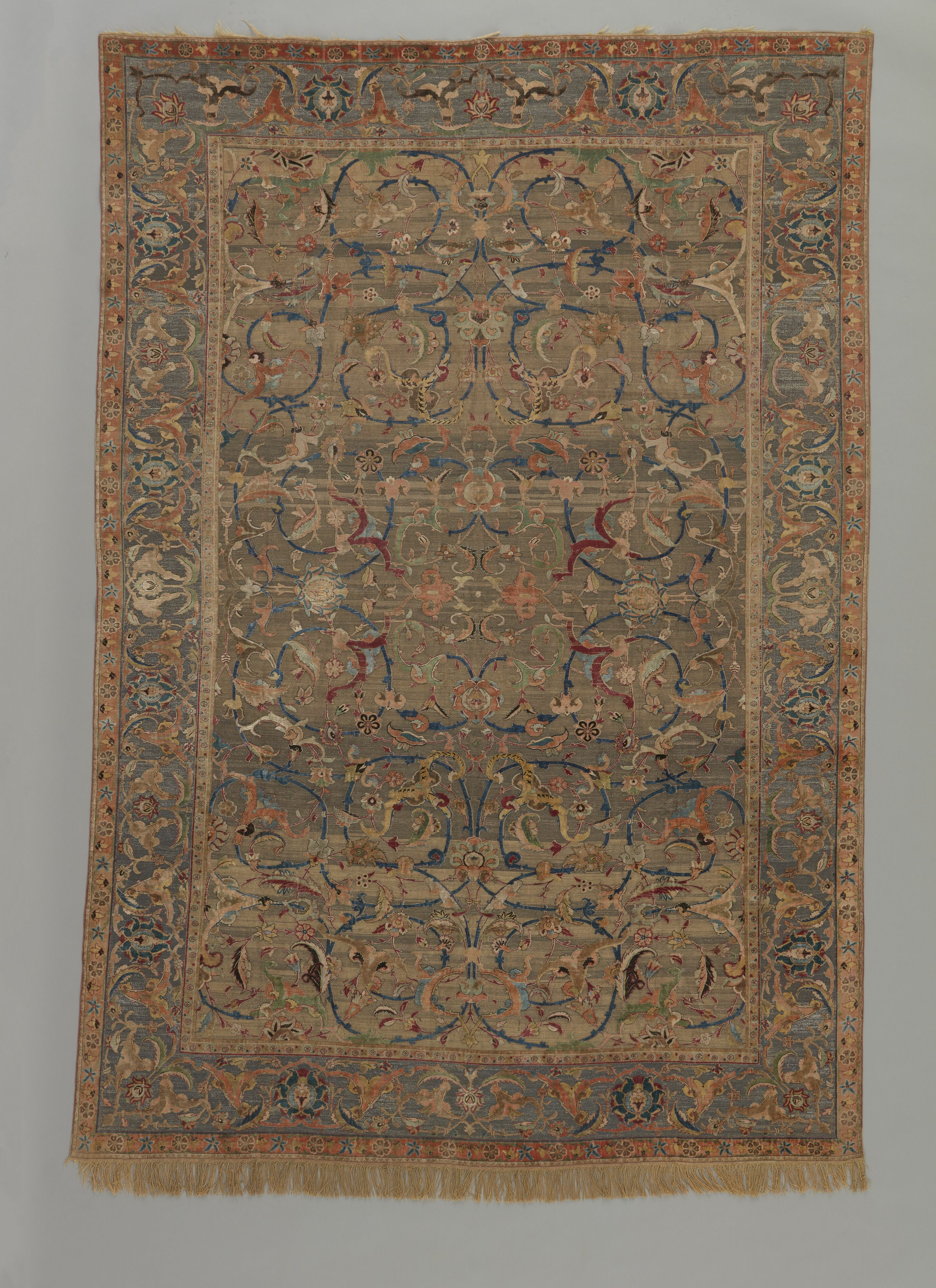
Kobierzec polski ze zbiorów książąt Czartoryskich. Isfahan, 1605-1615. Muzeum Książąt Czartoryskich w Krakowie

Po śmierci Abbasa rozpoczął się schyłek państwa Safawidów. Inaugurując praktykę zamykania potencjalnych następców tronu w haremie Abbas sprawił, że byli oni nieprzygotowani do rządzenia. Ta polityka miała utrudnić im wzniecanie buntów, lecz jej rzeczywistym rezultatem był wzrost politycznych wpływów znajdujących się w haremie kobiet i eunuchów, a przebywający ciągle w ich towarzystwie książęta stali się centrum intryg w o wiele większym stopniu niż dotychczas. Jednocześnie nastawiona na szybkie zwiększenie dochodów państwa polityka zarządców ziem królewskich okazała się na dłuższą metę mieć negatywne skutki dla ich produktywności. W rezultacie ostatecznie pieniędzy było mniej, a ze względu na odebranie Kyzyłbaszom szeregu ziem zmniejszyła się ich liczba. W sumie wielkość armii Safawidów systematycznie spadała. Wnuk i następca Abbasa, Safi I (1629-1642), był okrutnym alkoholikiem, który na mocy traktatu z roku 1639 ponownie utracił Irak na rzecz Osmanów, co jednak zapewniło Iranowi niemal wiek pokoju z tej strony. Ostatnim godnym następcą Abbasa był jego imiennik Abbas II (1642-1666), który wstępując na tron w wieku 10 lat uniknął długotrwałego dzieciństwa spędzonego w haremie. Ze względu na pomyślne okoliczności jego panowanie jest uważane za „babie lato ery Safawidów”. Dwaj kolejni Safawidzi, Safi II (1666-1694) i Soltan Hosejn (1694-1722), byli typowymi wytworami wychowania w haremie, słabo interesującymi się sprawami państwa. W tej sytuacji rzeczywistą władzę przejęły kobiety i eunuchowie haremu, a w kraju zaczęło panować ogólne nieposzanowanie prawa i korupcja. W tym samym czasie państwo pogrążało się w ekonomicznym kryzysie – spadła produkcja rolnicza, a prawdopodobnie także produkcja jedwabiu, głównego perskiego towaru eksportowego. Zagraniczni kupcy, znajdujący coraz mniej perskich towarów, które mogłyby być wyeksportowane do Europy lub Indii, wydrenowali kraj z jego zasobów złota i srebra, co doprowadziło do kryzysu monetarnego. Polityka religijnej nietolerancji, która była rezultatem wzrastających wpływów olemów na dworze, także odbiła się na gospodarce, ponieważ dotknęła m.in. odgrywających ważną rolę w handlu Ormian i Hindusów. Safawidzi trwali przede wszystkim z powodu równoczesnej słabości swoich sąsiadów, jednak wraz z nadejściem XVIII wieku ich władzą zachwiała seria buntów, które były rezultatem m.in. wzrastającej presji podatkowej bankrutującego państwa. Jednymi z rebeliantów byli pasztuńscy Ghilzai, którzy pod przywództwem Mir Wajsa (1709-1715) opanowali Kandahar. Syn Mir Wajsa, Mahmud (1717-1725), przedsięwziął najazd na Iran i w roku 1722 pokonał dwukrotnie liczniejszą i lepiej wyposażoną, lecz źle dowodzoną i zdemoralizowaną armię Safawidów w bitwie pod Golnabadem w pobliżu Isfahanu, by następnie po sześciomiesięcznym oblężeniu zająć to stołeczne miasto. Soltan Hosejn poddał się najeźdźcy i przekazał mu insygnia władzy. Był to właściwie koniec panowania Safawidów w Iranie, chociaż safawidzcy pretendenci do władzy pojawiali się jeszcze w różnych okolicznościach aż do roku 1773.

### Polityka, religia i kultura

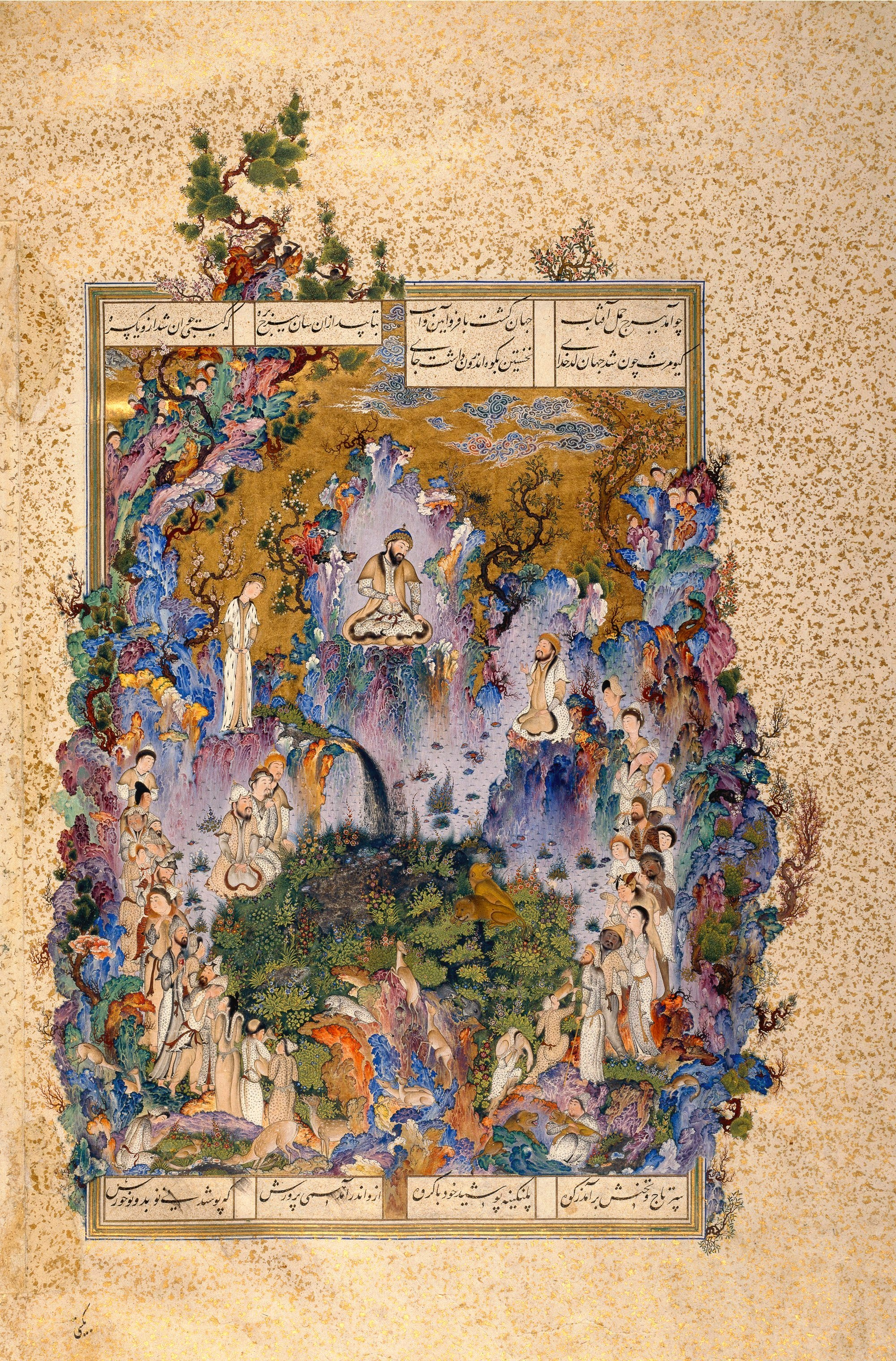
Dwór Gajomarsa – miniatura z Szahname szacha Tahmaspa, przypisywana Soltanowi Mohammadowi. Muzeum Agi Chana w Toronto

Ustanowienie dynastii Safawidów jest często uważane za początek nowożytnej historii Iranu, a stworzone przez nich państwo za oznakę formowania się perskiego państwa narodowego. Jest tak przede wszystkim dlatego, że Safawidzi zjednoczyli pod swoimi rządami terytorium obejmujące obszar zbliżony do współczesnego Iranu, który odtąd w zasadzie pozostawał pod jedną władzą aż do dziś, oraz nadali Iranowi jego szyicką tożsamość. Obie te kwestie były zresztą ze sobą powiązane. Nawrócenie dotychczas w zdecydowanej większości sunnickiego Iranu na szyizm miało jednak charakter stopniowy i jeszcze w roku 1720 jeden z Osmańskich obserwatorów szacował, że jedna trzecia kraju pozostała sunnicka. Wraz z państwowymi wysiłkami na rzecz nawrócenia Irańczyków na oficjalne wyznanie postępował proces standaryzacji religijnych praktyk, powiązany z rygorystycznym przestrzeganiem szari’atu. Był on zwrócony przeciwko „ludowej” religii Kyzyłbaszy, pełnej orgiastycznych praktyk, jak i szerzej sufizmowi, który w XVII wieku został w Iranie niemal całkowicie wypleniony. Z biegiem czasu Safawidzi rezygnowali z pretensji do półboskiego statusu zawartych w ich pierwotnej ideologii i kładli nacisk na swoje rzekome pochodzenie od siódmego imama Musy al-Kazima (imam 745-799) oraz bycie reprezentantami nieobecnego imama. Zgodnie z tradycyjnym imamickim nauczaniem podczas nieobecności imama nie można było wykonywać wielu zastrzeżonych tylko dla niego praktyk, takich np. jak prowadzenie piątkowej modlitwy, a każda władza była nielegalna. Pozostający pod wpływem nauczania Al-Hillego osulici przypisywali jednak modżtahedom (to jest uczonym zdolnym do uprawiania edżtehadu) prawo do wykonywania wielu prerogatyw dotychczas zastrzeżonych dla imama. Popierający Safawidów Al-Karaki (zm. 1534) twierdził nawet, że modżtahed ma wręcz obowiązek pobierać podatki na rzecz świeckiego władcy („dża’ir” – tyrana), jeśli jest to w interesie muzułmanów. Niemniej wielu imamitów, zarówno osulitów, jak i w szczególności achbarytów, którzy uznawali, że pod nieobecność imama jedynym źródłem wiedzy jest Koran, sunna i hadisy, a edżtehad jest niedopuszczalny, odmawiało uznawania władzy Safawidów. Obok uczonych skoncentrowanych na egzegezie muzułmańskiej tradycji w okresie safawidzkim istnieli także teologowie o bardziej filozoficznym podejściu, skupieni wokół dworu w Isfahanie i stąd nazywani czasami szkołą isfahańską. Za jej założyciela uważa się Mir Damada (zm. 1630), zaś za najwybitniejszego przedstawiciela jego ucznia Mollę Sadrę (zm. 1640). W nauczaniu szkoły doszło do syntezy teologii imamickiej, falsafy Al-Farabiego i Awicenny oraz iluminacjonizmu Sohrawardiego ze spekulatywnym sufizmem Ibn Arabiego (zm. 1240). Boskie objawienie („szar”), ludzki intelekt („akl”) i mistyczne oświecenie („kaszf”) były w niej równoprawnymi drogami do jedynej prawdy.

Mukarnas ejwanu nad wejściem do Mauzoleum Fatimy w Komie

Safawidzi rozpoczynali swoje rządy jako przywódcy koczowników, żyjący blisko swoich poddanych, z armią polegającą na zaciągu plemiennym i administracją opierającą się na plemiennej hierarchii. Z biegiem czasu stali się oni jednak osiadłymi monarchami, zgodnie z perską tradycją wyniesionymi w stosunku do swoich poddanych i odizolowanymi od nich na swoim dworze. W armii pojawili się gholamowie, w administracji rosła rola perskich, cywilnych urzędników, na czele z wielkim wezyrem, a coraz większa część ziemi traciła status własności feudalnej i stawała się ziemią królewską. Sztuka safawidzka wyrosła z połączenia tradycji turkmeńskich i timurydzkich. Pod patronatem Tahmaspa powstała tzw. Szahname szacha Tahmaspa, zawierająca 258 miniatur i wspaniałą kaligrafię, „największa Szahname w perskiej historii”. W późniejszym okresie Tahmasp odwrócił się od sztuki i najważniejszym centrum malarstwa stał się Meszhed, gdzie namiestnikiem był jego bratanek, Ebrahim Mirza (zm. 1577). Owocem jego patronatu była wspaniała edycja Haft Awrang Dżamiego. Na dworze Abbasa I działał „największy malarz safawidzkich czasów”, Reza Abbasi (zm. 1635). Abbas był jednak przede wszystkim wielkim budowniczym. Najważniejszym dziełem jego panowania była bez wątpienia rozbudowa nowej stolicy, Isfahanu, z jego największym w Iranie placem w centrum, z pałacem Ali Kapu po stronie zachodniej, stanowiącym jednocześnie wejście do ogrodów szacha, gdzie znajdował się kolejny pałac, Czehel sotun, oraz ogromnym Meczetem Królewskim po stronie południowej. Zgodnie z tradycyjnym sądem perskiej krytyki, mającym swoje korzenie już w połowie XVIII wieku, uważa się często, że za panowania Safawidów nastąpił upadek perskiej literatury, za co winą z reguły obarcza się dominujący w ówczesnej poezji tzw. styl indyjski, z jego skłonnością do nagromadzenia możliwie najbardziej wyszukanych środków formalnych. Ogromna liczba perskich poetów tego okresu emigrowała do Indii, gdzie pod niezwykle hojnym patronatem Wielkich Mogołów i innych dynastii kultywujących perską kulturę uprawiała charakterystyczną dla stylu indyjskiego wyszukaną lirykę dworską. Współcześnie dąży się jednak do bardziej wyważonej oceny literatury okresu, zwracając uwagę na wartość dzieł poszczególnych twórców, takich choćby jak Saʿeb (zm. 1676), „największy poeta literatury safawidzkiej”.

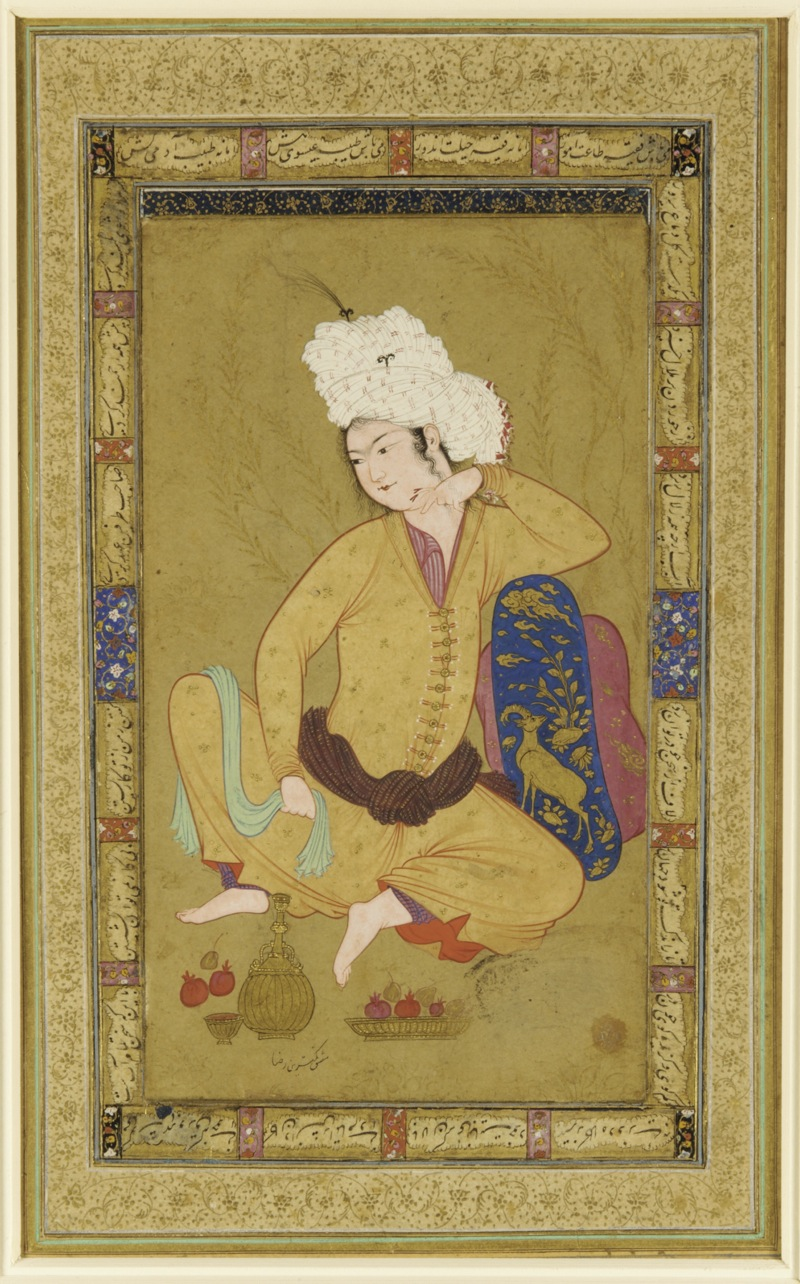
Bosonogi młodzieniec, miniatura namalowana przez Rezę Abbasiego. Isfahan, ok. 1600. Freer and Sackler Galleries.
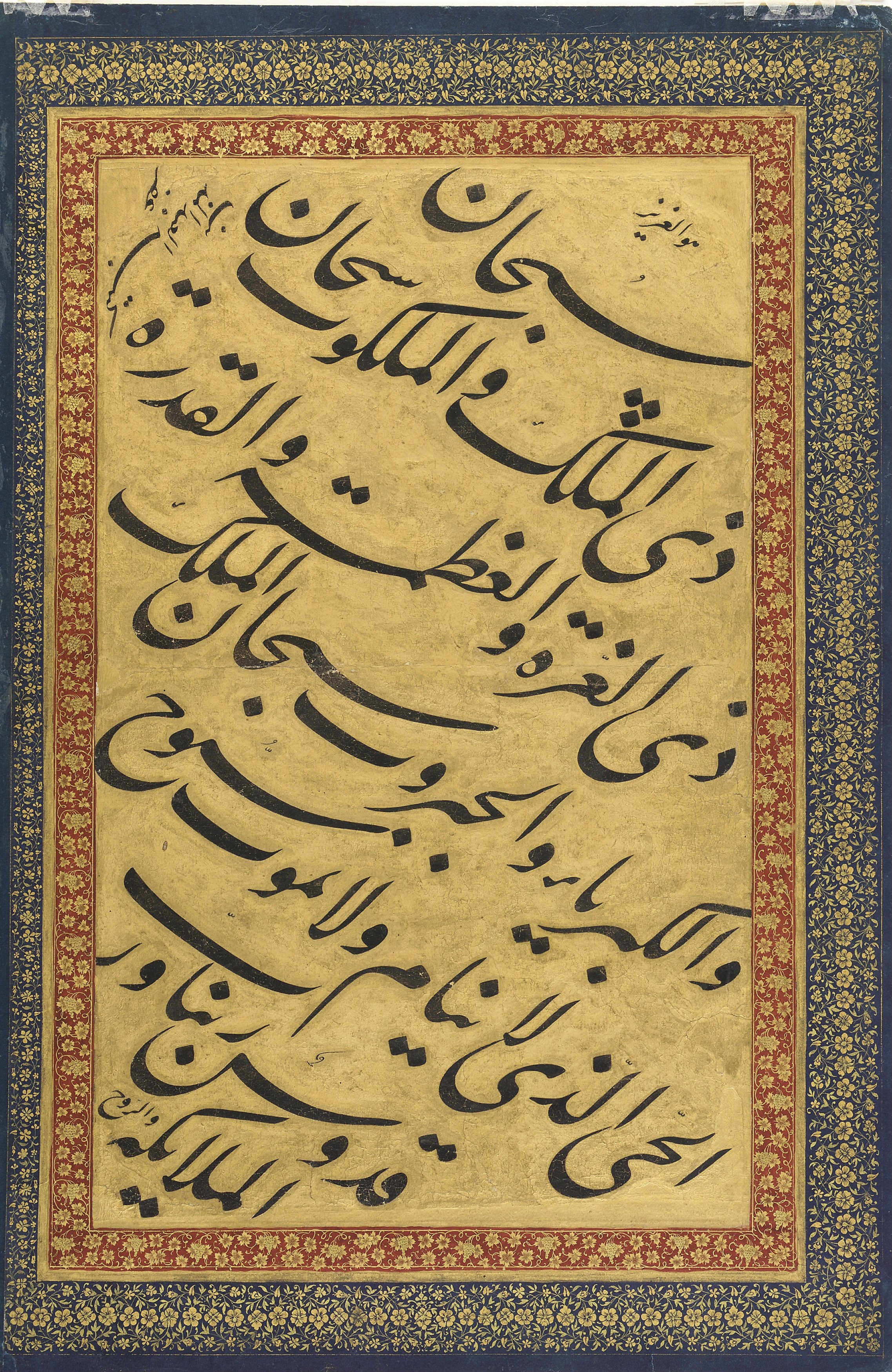
Plansza kaligraficzna w piśmie nastaligh autorstwa Mir Emada Hasaniego. Początek XVII w. Freer and Sackler Galleries
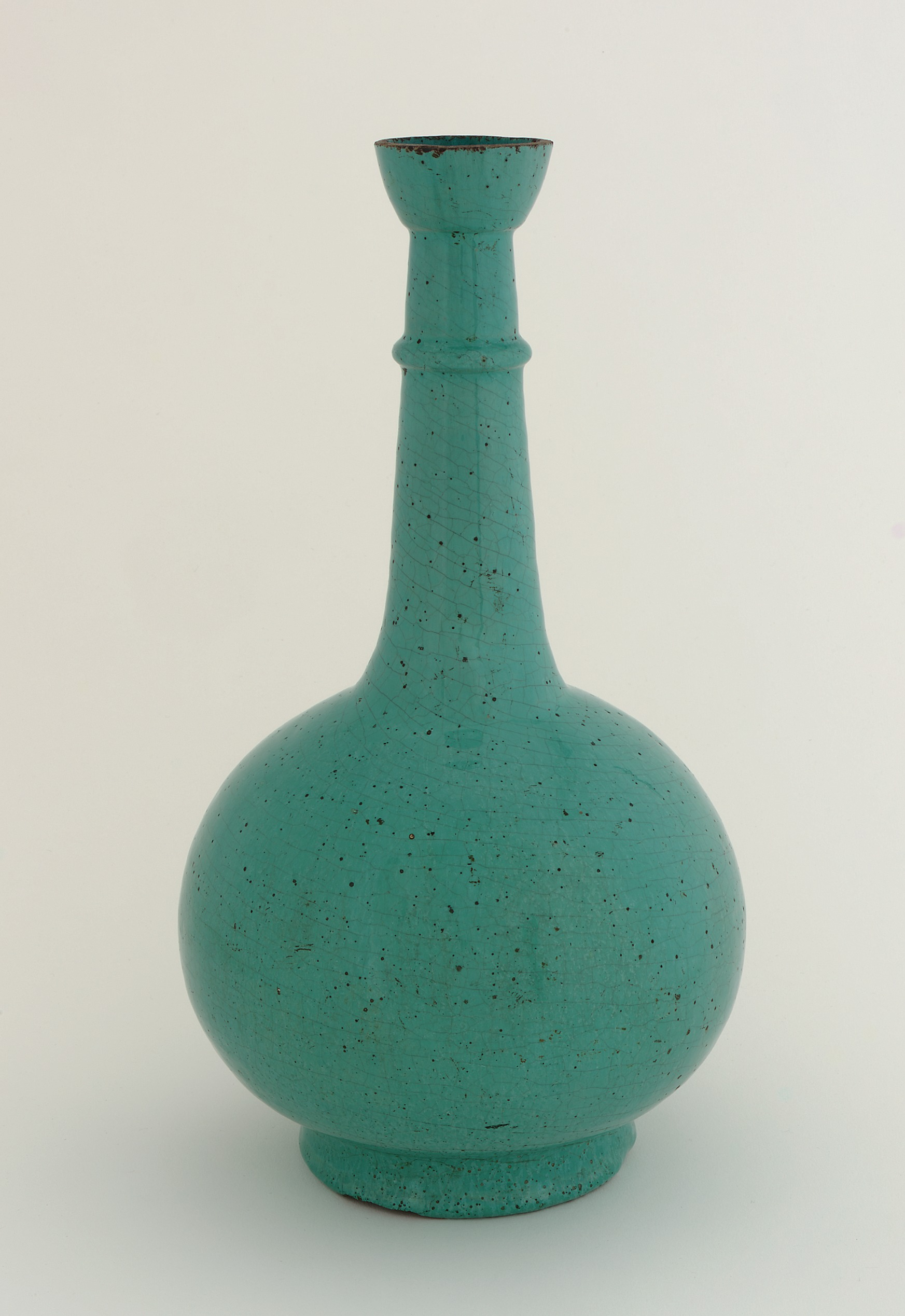
Ceramiczna butla jednokolorowa malowana podszkliwnie. XVII wiek. Freer and Sackler Galleries
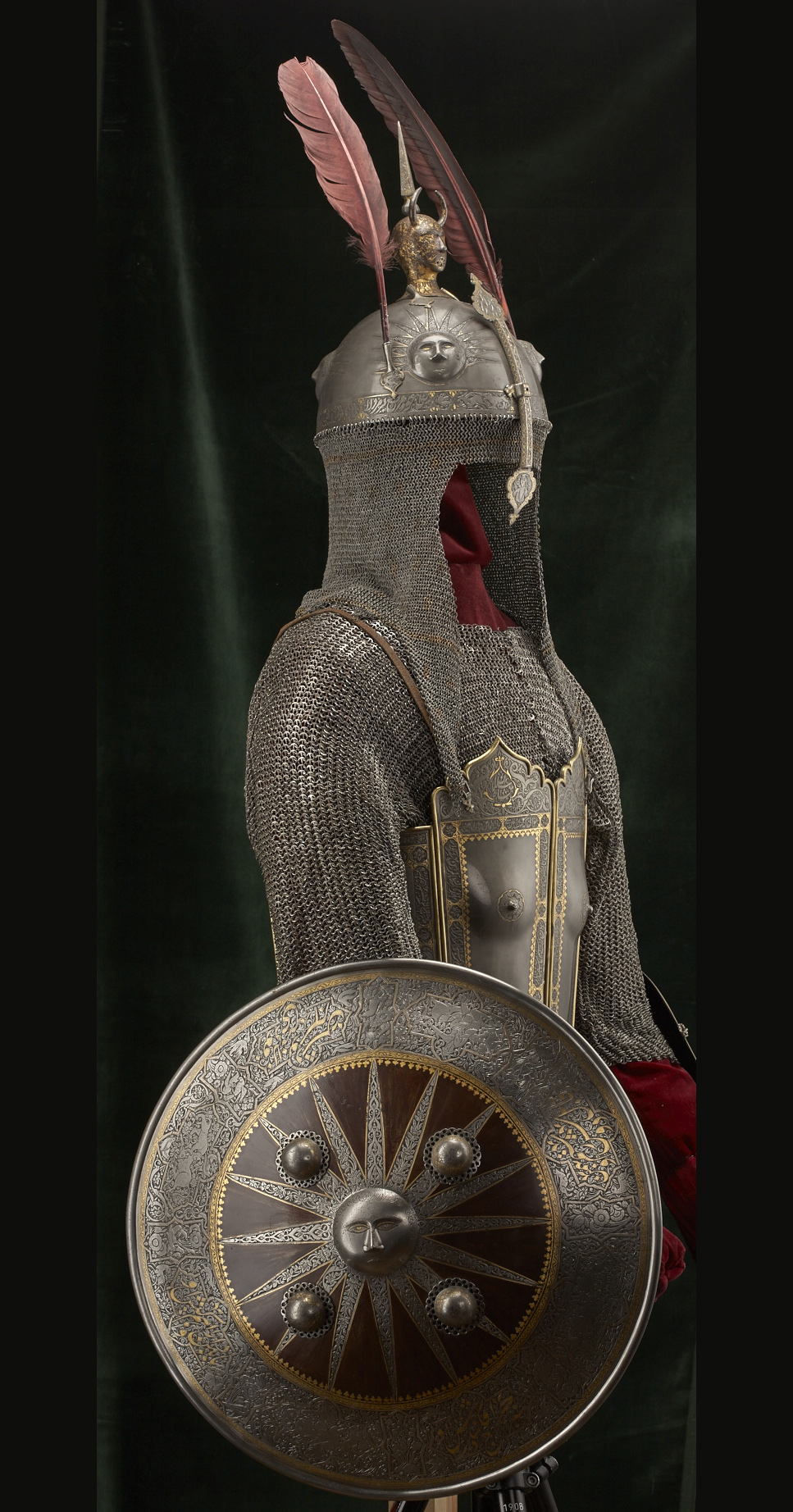
Zbroja przypisywana Safiemu II (1666-1694) z kolekcji Władysława Kościelskiego. Prawdopodobnie Isfahan. Muzeum Narodowe w Krakowie

## Wiek XVIII

### Afszarydzi

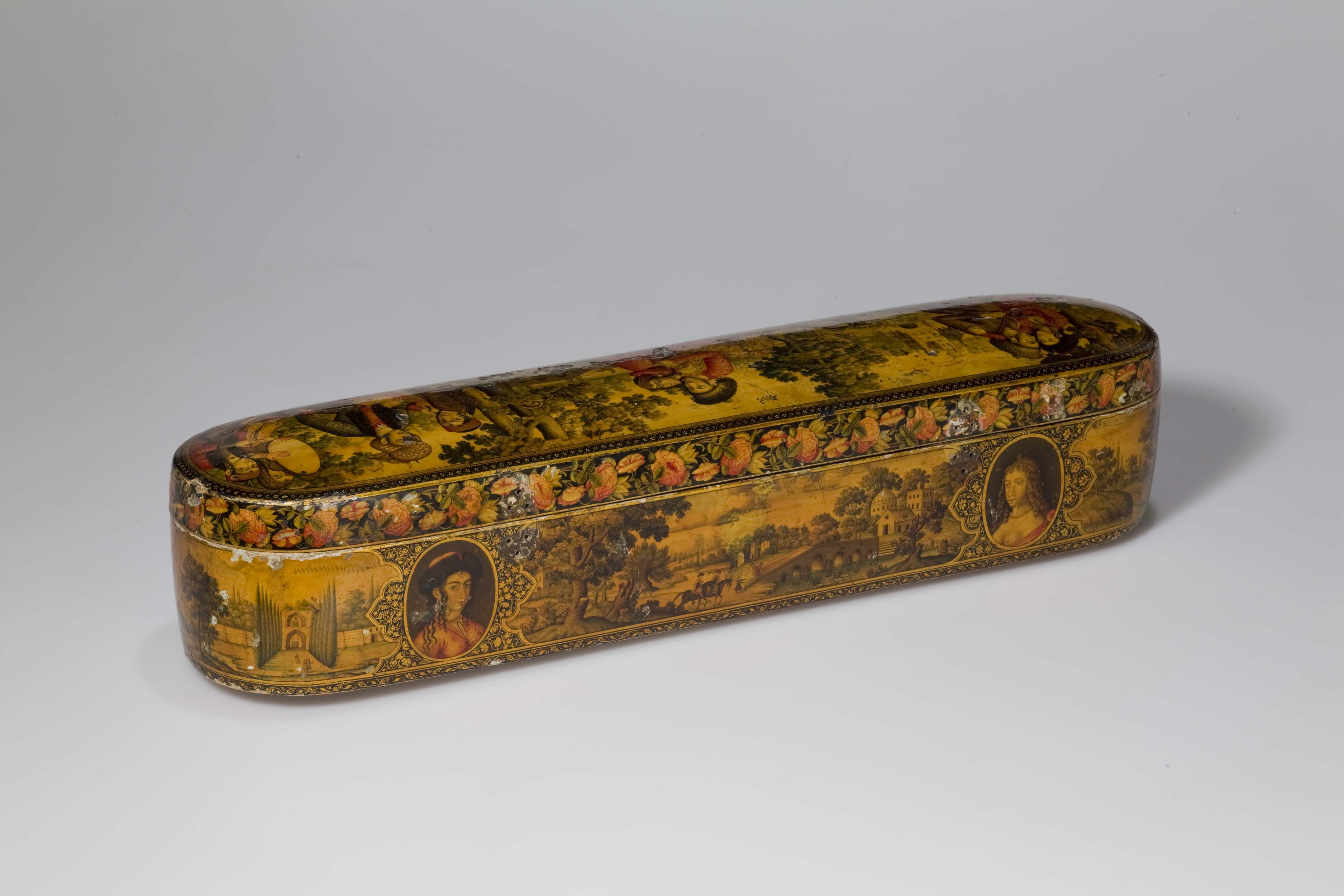
Piórnik z malowidłem wykonanym laką w stylu europeizującym (Farangi-sazi) przez Hadżi Mohammada. Isfahan, 1712. Kolekcje Khaliliego

Zwycięscy Ghilzai opanowali jedynie południowe i środkowe dzielnice Iranu, zaś ich panowanie nie było stabilne, ponieważ poprzez swoją rabunkową politykę doprowadzili do licznych powstań perskiej ludności. Ponadto osłabiały ich konflikty wewnętrzne – Mahmuda w roku 1725 obalił jego stryjeczny brat, Aszraf (1725-1729), którego władza także była zagrożona przez wewnątrzplemienną opozycję. Upadek dynastii Safawidów wykorzystali Osmanowie oraz Rosjanie, którzy zajęli odpowiednio zachodnie i nadkaspijskie prowincje Iranu. Walkę z Pasztunami podjął syn Soltana Hosejna, Tahmasp II (1729-1732), jednak zaczęła ona przynosić sukcesy, dopiero gdy w jego otoczeniu pojawił się zdolny wódz z plemienia Afszarów, Nader-chan (1736-1747). W roku 1729 Nader pokonał Aszrafa i zajął Isfahan, by wkrótce zakończyć pasztuńską okupację Iranu. Jego pozycja stała się tak silna, że w roku 1732 zdetronizował Tahmaspa II, wprowadzając na tron jego małoletniego syna Abbasa III (1732–1736). Po pokonaniu Osmanów, których zmusił do powrotu do granicy z roku 1722, w roku 1736 Nader zwołał kurultaj, który obwołał go szachem. Tym samym stał się on założycielem dynastii Afszarydów. Panowanie Nadera było wypełnione kampaniami wojennymi. W roku 1739 najechał Indie i zdobył Delhi, skąd wywiózł gigantyczne łupy, zaś w roku 1740 przedsięwziął wyprawę do Azji Środkowej, gdzie podporządkował sobie chanaty Buchary i Chiwy. Jego późniejsza wojna z Osmanami i wyprawa na Oman nie przyniosły jednak podobnych sukcesów. Wojskowy geniusz Nadera uratował Iran przed dezintegracją, jednak jego rabunkowa polityka fiskalna w wyniszczonym wojnami kraju oraz osobiste okrucieństwo doprowadziły do serii buntów i zamachów na jego życie. Ostatecznie zginął on w wyniku spisku swoich dowódców. Następca Nadera, jego bratanek Adel Szah (1747-1748), został szybko obalony przez swojego brata Ebrahima (1748-1749), którego z kolei pokonała grupa plemiennych dowódców skupiona wokół małoletniego wnuka Nadera, Szahrocha (1748-1796). W wyniku tych wydarzeń władza Afszarydów uległa ograniczeniu do Chorasanu, podczas gdy zachodni Iran opanowali Zandowie, a jego wschodnie kresy dawny podkomendny Nadera Ahmad Szah Durrani (1747-1772). Nawet w Chorasanie władza Szahrocha miała charakter jedynie nominalny, faktycznie bowiem dzierżyły ją kolejne frakcje dworskie, zaś podczas wydarzeń związanych z krótkotrwałym panowaniem spokrewnionego z Safawidami Solejmana II (1750) Szahroch został oślepiony. Niemniej pomimo zakusów Ahmada Szaha Durraniego panował on w Meszhedzie, dokąd stolicę przeniósł już Nader, aż do roku 1796, kiedy pokonał go i zabił Agha Mohammad-chan Kadżar (1794-1797).

### Zandowie

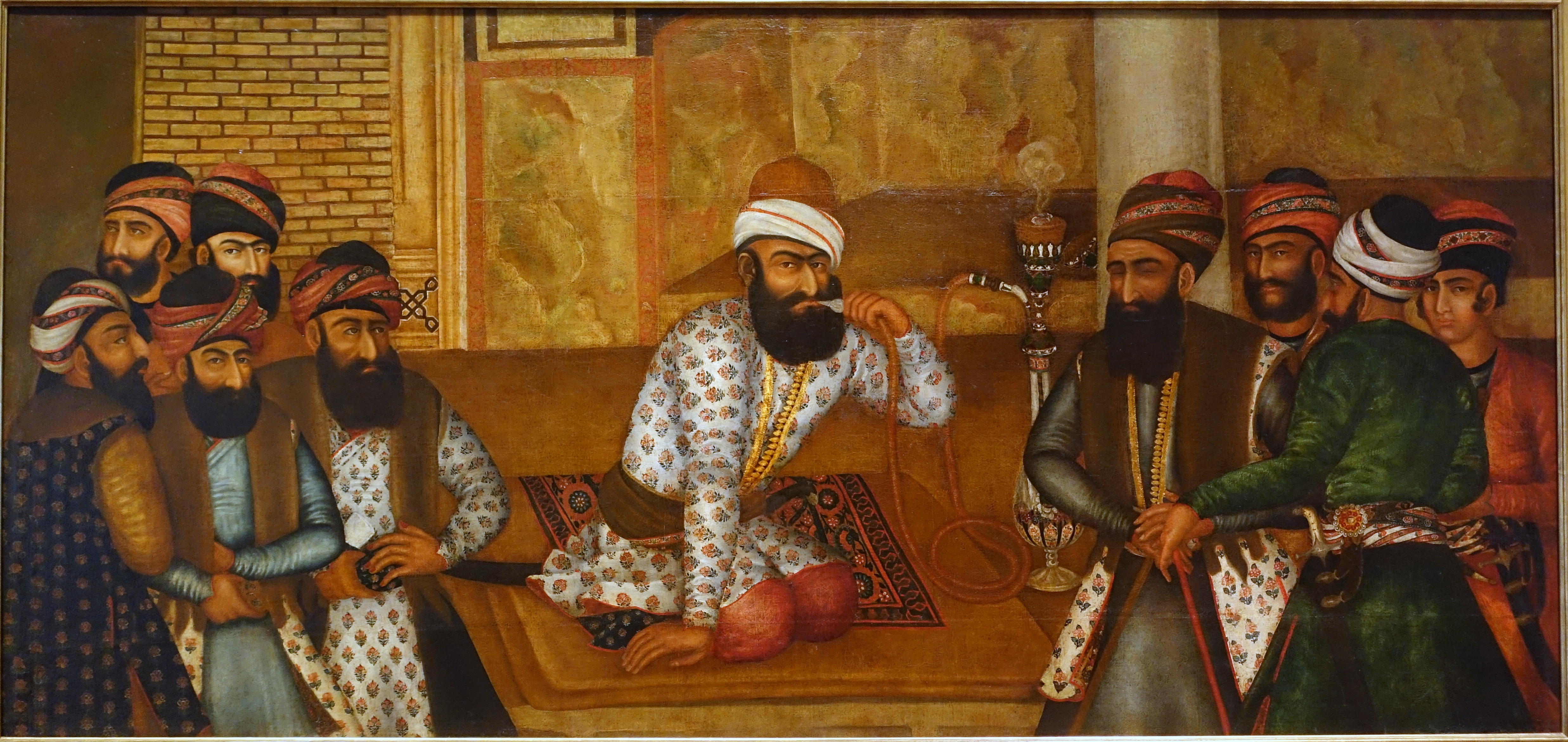
Dwór Karim Chana Zanda, obraz olejny przypisywany Mohammadowi Sadeghowi, koniec XVIII wieku. Muzeum Agi Chana

Zandowie byli jednym z plemion Laków, odłamu Lorów. Nader Szah przesiedlił wielu z nich do Chorasanu, gdzie służyli w jego armii, jednak po jego śmierci Karim-chan (1751-1779), wódz należących do Zandów Bagala wraz ze swoimi ludźmi powrócił na ich koczowiska w zachodnim Iranie. W sojuszu z Ali Mardan-chanem (zm. 1754) z plemienia Bachtiarów w roku 1750 Karim-chan zajął Isfahan i ustanowił marionetkowego szacha w osobie Safawidy Esma’ila III (1750-1773). W następnym roku Karim-chan zwyciężył dążącego do samodzielnej władzy Ali Mardan-chana. Po pokonaniu do roku 1763 trzech innych rywali udało mu się opanować większość centralnego i zachodniego Iranu, którym rządził z Szirazu. Założyciel dynastii Zandów nigdy nie przyjął tytułu szacha, zadowalając się tytułem „wakil-ad-doule” (namiestnik państwa, regent), albo „wakil-ar-ra’aja” (namiestnik ludu), chociaż po śmierci Esma’ila III w roku 1773 nie powołał nowego Safawidy na tron, rezygnując z fikcji ich restauracji. Karim-chan nie dążył także do opanowania znajdującego się w ręku Afszarydów Chorasanu i nie udało mu się całkowicie spacyfikować Kadżarów z Astarabadu (dzis. Gorgan). Skoncentrował on się na odbudowaniu handlu i rolnictwa w Farsie i zachodnim Iranie, a jego korzystna dla zwykłych ludzi polityka i człowieczeństwo przechowały się w licznych anegdotach. Po jego śmierci w roku 1779 przywódca Kadżarów, Agha Mohammad-chan (1794-1797), przebywający jako zakładnik na jego dworze, uciekł z Szirazu i rozpoczął konsolidację władzy Kadżarów w północnym Iranie. Tymczasem Zandowie, tak jak wcześniej Afszarydzi, pogrążyli się w walkach wewnętrznych. W rezultacie utracili oni poparcie ludności i ostatni z nich, Lotf Ali-chan (1789–1794), w roku 1792 utracił Sziraz na rzecz Aghi Mohammada kiedy na stronę tego ostatniego przeszedł burmistrz miasta, Hadżi Ebrahim (zm. 1800 albo 1801). Lotf Ali-chan walczył jeszcze do roku 1794, zanim nie został pojmany przez przywódcę Kadżarów i stracony po okrutnych torturach.

### Religia i kultura

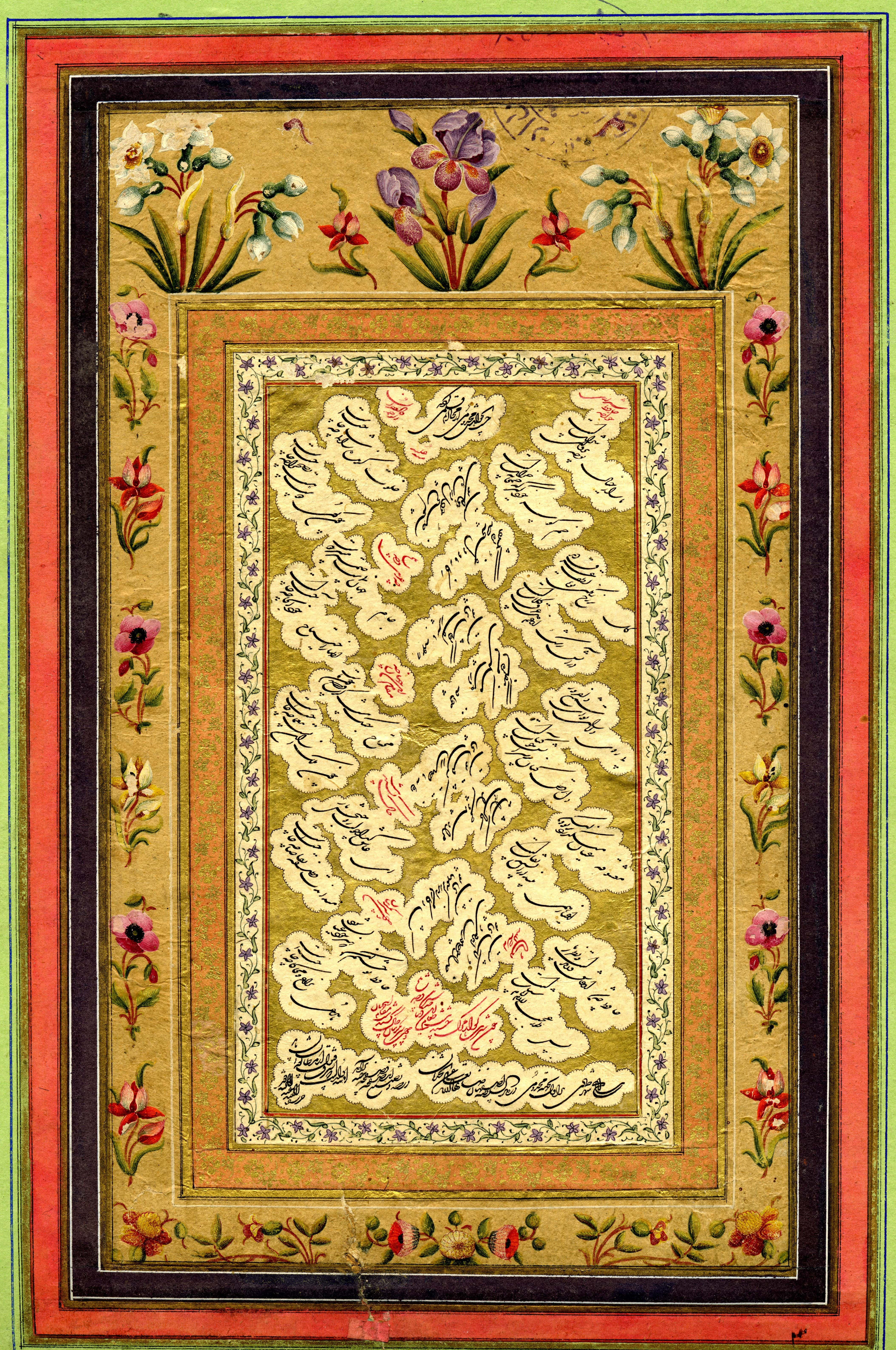
Kaligrafia Abdol Madżida Taleghaniego w piśmie szekaste. Isfahan, pomiędzy 1756 a 1771. Biblioteka Pałacu Golestan

Wiek XVIII przyniósł upadek gospodarczy, rządy wodzów plemiennych, wojnę domową i decentralizację, ale zarysowało się w nim także kilka ważnych tendencji polityczno-religijnych. Nader Szah dążył do przywrócenia jedności sunnitów i szyitów, chcąc by ci ostatni stali się piątą, tzw. dżafarycką (od imama Dżafara, zm. 765), szkołą prawa sunnickiego. Ta koncepcja spotkała się jednak z opozycją szyickiego duchowieństwa, które dotknęła antyklerykalna polityka Nadera, nie wahającego się nawet przed skonfiskowaniem nienaruszalnych z punktu widzenia muzułmańskiego prawa waghfów. Projekty religijne Nadera upadły wraz z jego śmiercią. Większe znaczenie dla przyszłości religijnej Iranu miała trwająca w XVIII wieku walka pomiędzy osulitami i achbarytami, za której ostateczny akt można uznać zabicie przez podburzony przez osulitów tłum przywódcy achbarytów Mirzy Mohammada Achbariego w roku 1816. Osulici uznawali, że szeregowy wyznawca nie ma kompetencji by samodzielnie interpretować teksty religijne, stąd każdy wierny powinien wybrać sobie uczonego modżtaheda i kierować się jego wskazaniami. Dlatego ich zwycięstwo sprawiło, że „teraz istniała już wyraźna podstawa doktrynalna do odwoływania się do opinii ulemów ponad głowami szachów i do przypisywania sobie przez wiodących modżtahedów prawa do podejmowania decyzji politycznych niezależnie od świeckich rządzących”.
W sferze literatury w połowie XVIII stulecia rozpoczął się ruch „bazgaszt” (powrót), krytykujący wcześniejszy styl indyjski i postulujący powrót do wzorców poetyckich okresu przedmongolskiego. Według niektórych badaczy był to tylko element szerszego zjawiska, związanego z tym że szyizm doprowadził do izolacji Iranu od jego sunnickich sąsiadów i tym samym powstania w jego obrębie literatury o znaczeniu już tylko „lokalnym”, która stanowiła jedynie część większej tradycji dawnego „Wielkiego Iranu”. Szczyt powodzenia „bazgaszt” osiągnął za panowania Fath Ali Szaha (1797-1834), który sam był poetą i mecenasem licznych poetów-panegirystów.
W dziedzinie malarstwa w okresie tym dominował styl powstały jeszcze w późnej epoce safawidzkiej pod wpływem malarstwa europejskiego, wykorzystujący takie jego zdobycze jak perspektywa i klasyczna anatomia. Jego pierwszym mistrzem był Mohammad Zaman (zm. ok. 1704), a najważniejszym późniejszym przedstawicielem Mohammad Sadegh (zm. ok. 1800), nadworny malarz Karim-chana. To także wtedy dominującą formą malarstwa przestała być książkowa miniatura i rozwinęło się malarstwo olejne. Karim-chan wzorując się na Safawidach przedsięwziął szereg projektów budowlanych, rozbudowując przede wszystkim Sziraz, którego pochodząca z tego okresu architektura ma charakter eklektyczny – „plan miasta małpuje safawidzki Isfahan, miejska twierdza ma bastiony z dekoracyjną cegłą typu seldżuckiego, flizy i bas-reliefy ożywiają ikonografię sasanidzką, wieże ejwanów odzwierciedlają modele indyjskie, a kompozycje kwiatowe fliz zdradzają zaskakujący realizm, być może zaczerpnięty z Europy”.

## Kadżarowie

### Historia

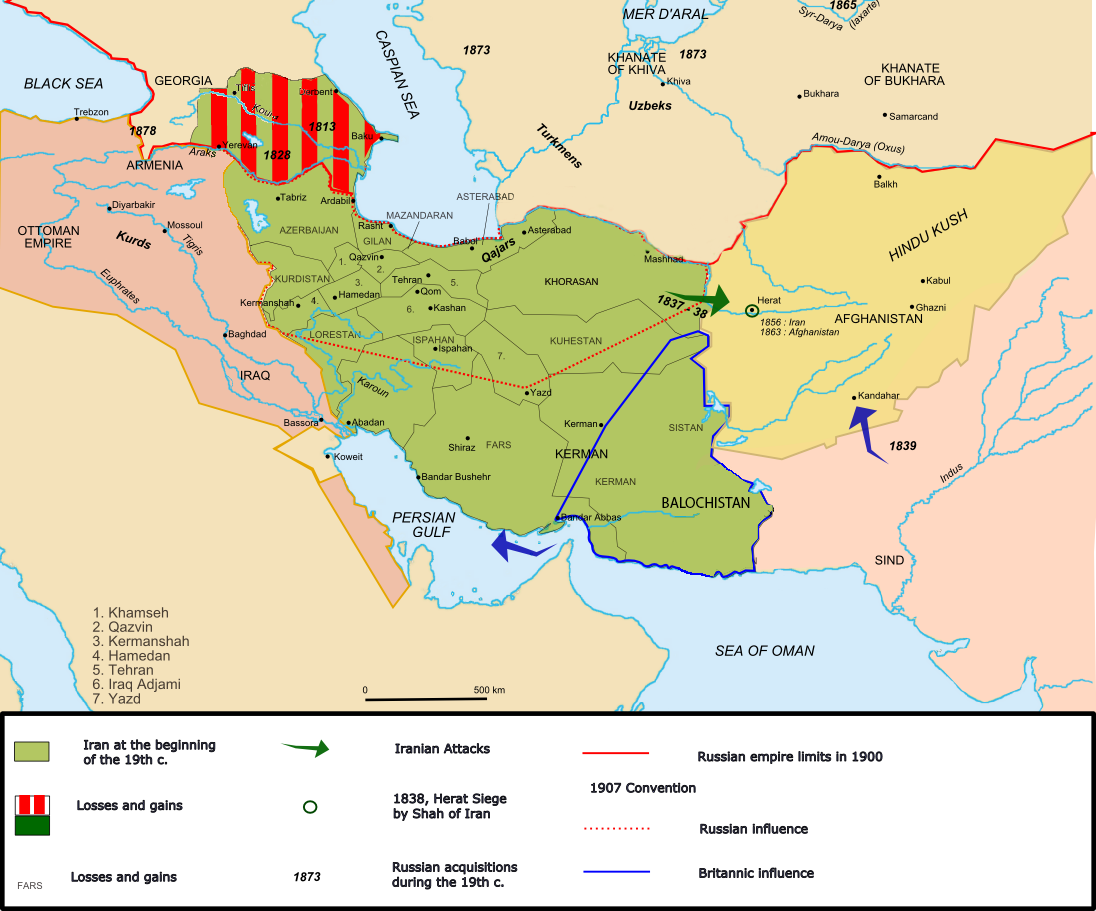
Iran w okresie panowania Kadżarów

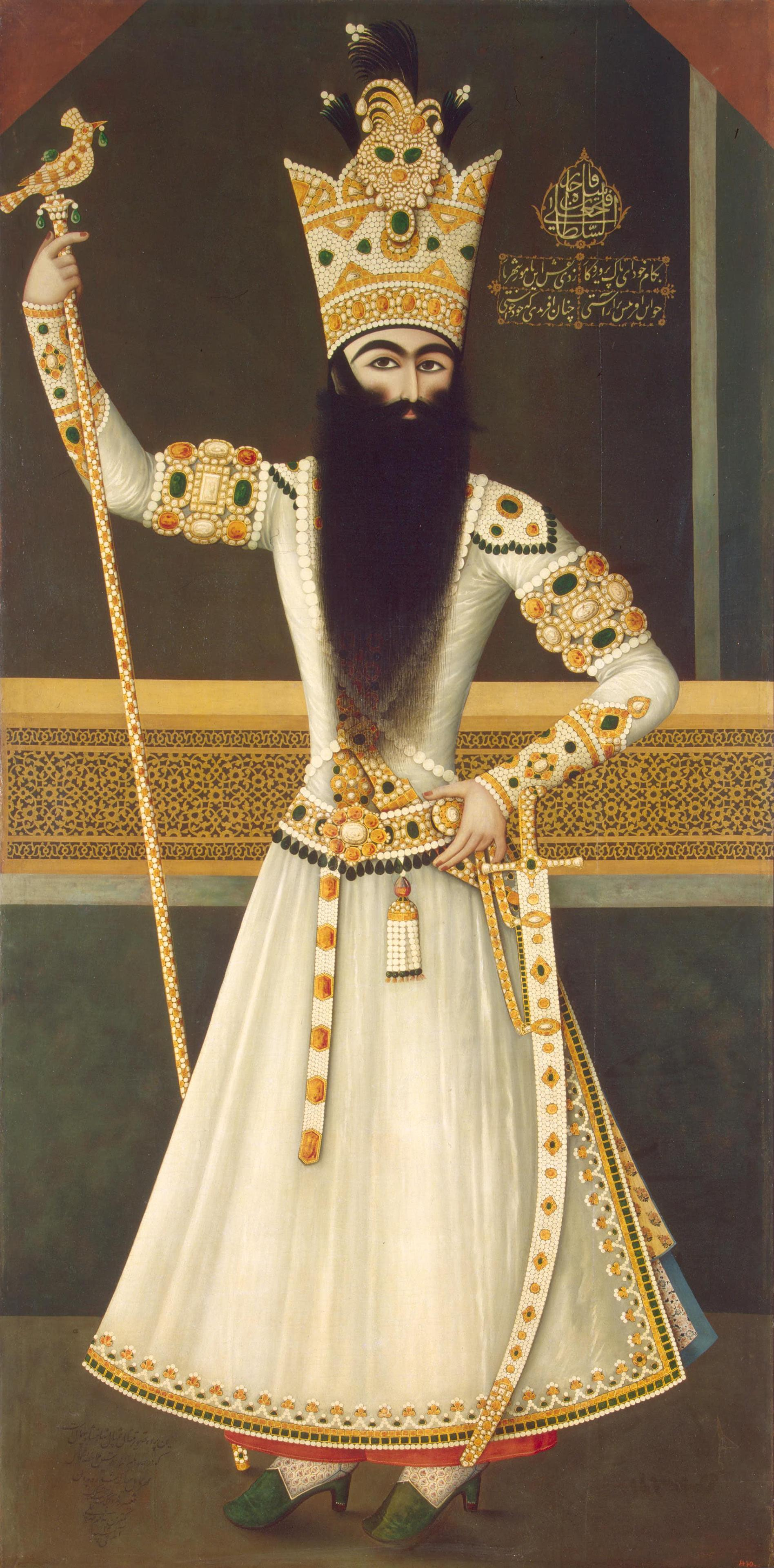
Portret Fath Ali Szaha namalowany przez Mehr Alego. Ermitaż

Kadżarowie byli jednym z plemion tworzących federację Kyzyłbaszy. Po śmierci Karim Chana jeden z ich wodzów, Agha Mohammad-chan (1794-1797), rozpoczął jednoczenie Iranu pod swoim przywództwem, do czego udało mu się doprowadzić gdy w roku 1794 pokonał i zabił ostatniego z Zandów, Lotf Ali-chana, a w 1796 także Afszarydę Szahroch Szaha. W 1786 Agha Mohammad przeniósł swoją siedzibę do Teheranu, który pozostał stolicą Iranu aż do dzisiaj. Najważniejszym wydarzeniem panowania następcy Aghi Mohammada, Fath Ali Szaha (1797-1834), były dwie przegrane wojny z Rosją (w latach 1804-1813 i 1826–1828). Ukazały one z całą jaskrawością militarną niższość armii perskiej w stosunku do wojsk europejskich i zakończyły się utratą przez Iran Zakaukazia. W traktacie torkmanczajskim, kończącym drugą z tych wojen, Iran przyznał Rosji także tzw. prawo kapitulacji, tj. immunitet dla jej poddanych i eksterytorialność nabywanych przez nich nieruchomości „co kolidowało z perską suwerennością i stało się modelem dla innych europejskich potęg żądających tego samego przywileju”. 
W reakcji na przegrane wojny pierwsze próby reform na wzór europejski zainicjował następca tronu Fath Ali Szaha, Abbas Mirza, jednak po jego przedwczesnej śmierci tron objął jego syn, Mohammad Szah (1834–1848), który był fanatycznym zwolennikiem bractwa mistycznego ne'matollahije, i wszelkie reformy zostały zarzucone. Mohammad Szah próbował zdobyć Herat, jednak operacja przeciwko niemu zakończyła się niepowodzeniem wskutek interwencji Wielkiej Brytanii, która w układzie z 1841 podobnie jak Rosja uzyskała prawo kapitulacji, co więcej umieszczając w nim tzw. „klauzulę najwyższego uprzywilejowania”, oznaczającą, że każde z europejskich mocarstw otrzymywało niezwłocznie wszystkie przywileje przyznane chociaż jednemu z nich. 

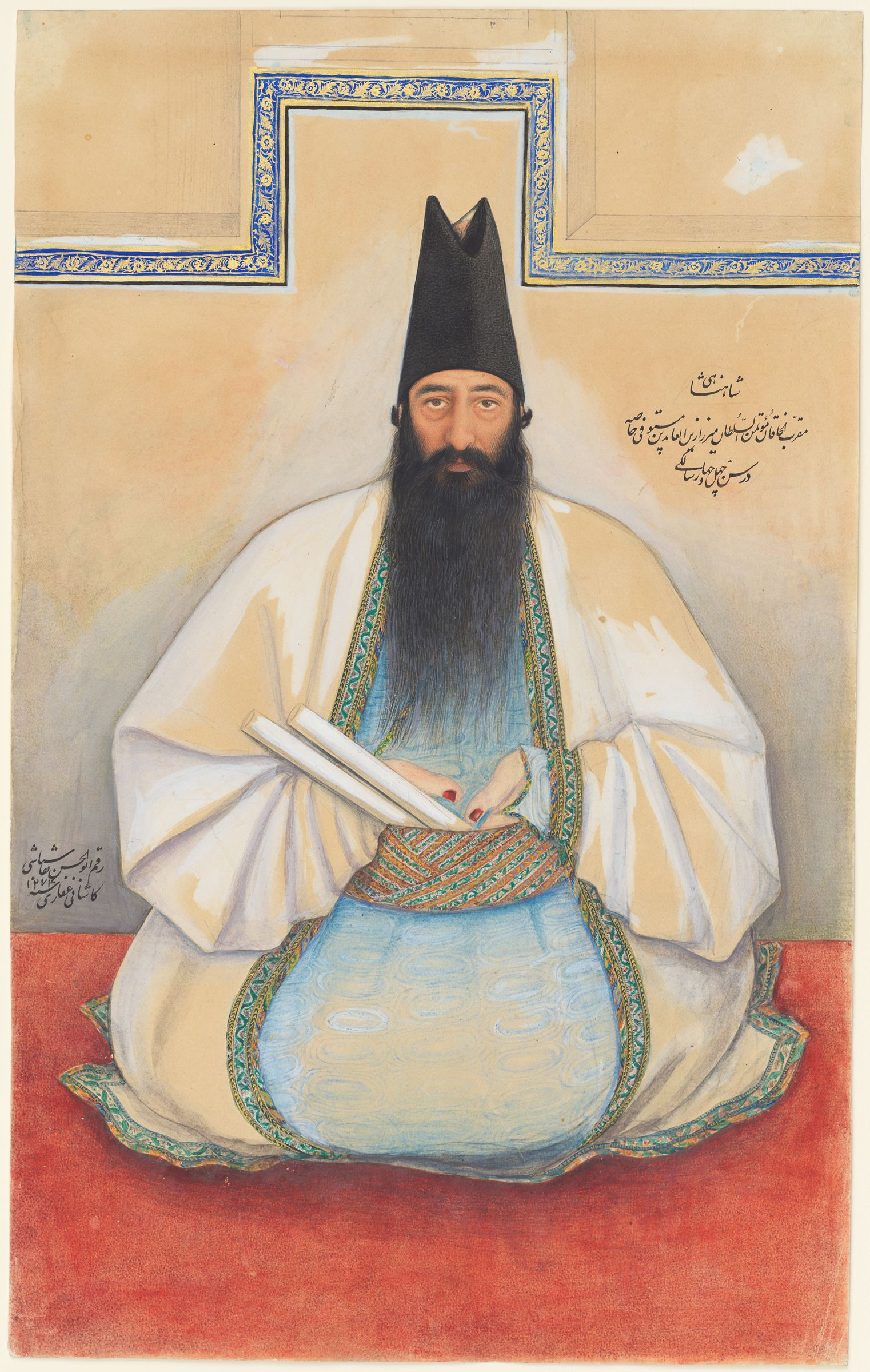
Portret dworzanina Mirzy Zejnolabedina namalowany przez Abol Hasan-chana Ghaffariego (zm. 1866). Harvard Art Museums

Amir Kabir (zm. 1852), pierwszy wezyr Naseroddina Szaha (1848-1896), rozpoczął ambitny program reform, obejmujący m.in. kontrolę budżetu i modernizację armii, a także powołał pierwszą nowoczesną uczelnię w Iranie, Dar al-Fonun. Swoimi działaniami naraził się jednak dotychczasowej elicie, w tym m.in. królowej matce, która w roku 1852 doprowadziła do jego dymisji i śmierci. Kolejnym świadectwem słabości państwa była przegrana wojna z Wielką Brytanią (1856-1857), po której Iran ostatecznie zrzekł się praw do Heratu. Drugim wezyrem Naseroddina był Mirza Hosejn-chan (zm. 1881), który dążył do modernizacji kraju w oparciu o Wielką Brytanię. W 1872 przekonał on szacha do udzielenia Paulowi Reuterowi 70-letniej koncesji m.in. na budowę linii kolejowych, fabryk i linii telegraficznych, eksploatację bogactw kopalnych i założenie banku, oddając mu tym samym „wyłączną kontrolę nad niemal całą nowoczesną infrastrukturą gospodarczą kraju i eksploatacją jego zasobów naturalnych”. To posunięcie spotkało się z protestem Rosji i w 1873 szach cofnął koncesję. W ramach odszkodowania w 1889 Reuter otrzymał zgodę na utworzenie banku, który jako Bank Szahinszaha Iranu otrzymał wyłączne prawo emisji irańskich banknotów i eksploatacji złóż naturalnych oraz zwolnienie z podatków. W długim okresie bez wojen po 1857 armia została całkowicie zaniedbana, po części dlatego, że Naseroddin wierzył, iż Brytyjczycy będą chronić integralność terytorialną kraju. W rezultacie jedyną sprawną jednostką była brygada kozacka, dowodzona przez rosyjskich oficerów, która stanowiła gwardię szacha.

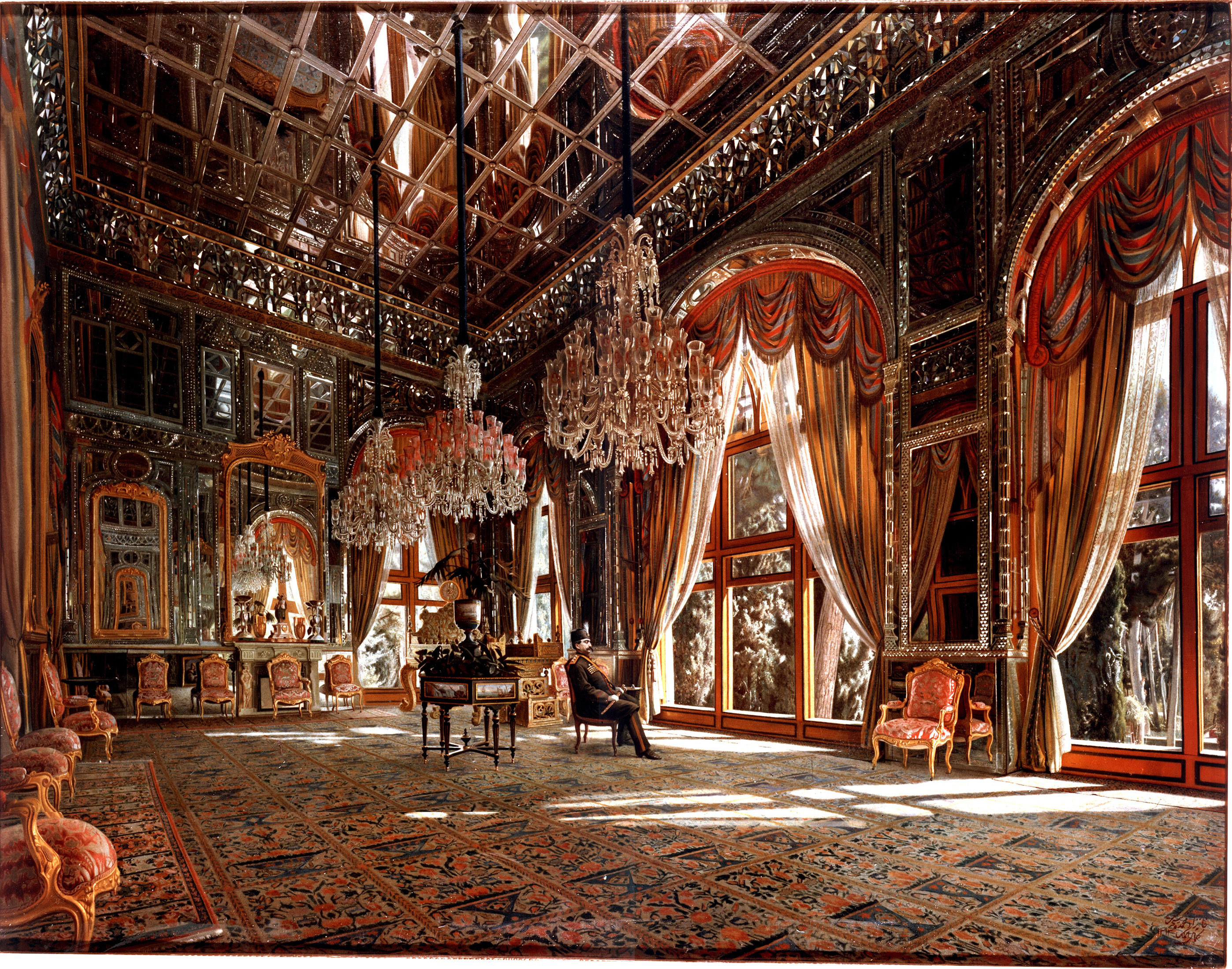
Sala zwierciadlana, obraz Kamal al-Molk przedstawiający szacha Naseroddina. Kolekcja Pałacu Golestan

W 1890 szach przyznał brytyjskiej kompanii monopol na przetwórstwo, handel i eksport wyrobów tytoniowych, co godziło w interesy rodzimych przedsiębiorców. Zachęcony do tego przez czołowego myśliciela modernistycznego, Afghaniego, ówcześnie największy autorytet wśród szyickich modżtahedów, Hasan Szirazi (zm. 1895), wydał fatwę zakazującą palenia tytoniu. W rezultacie bojkot tytoniu objął całe społeczeństwo i zmusił szacha do cofnięcia koncesji. Ten tzw. protest tytoniowy „był pierwszym skutecznym protestem masowym we współczesnej historii Iranu, jednocząc ulemów, modernistów, kupców i zwykłych mieszkańców miast w skoordynowanym działaniu przeciw rządowej polityce”. 

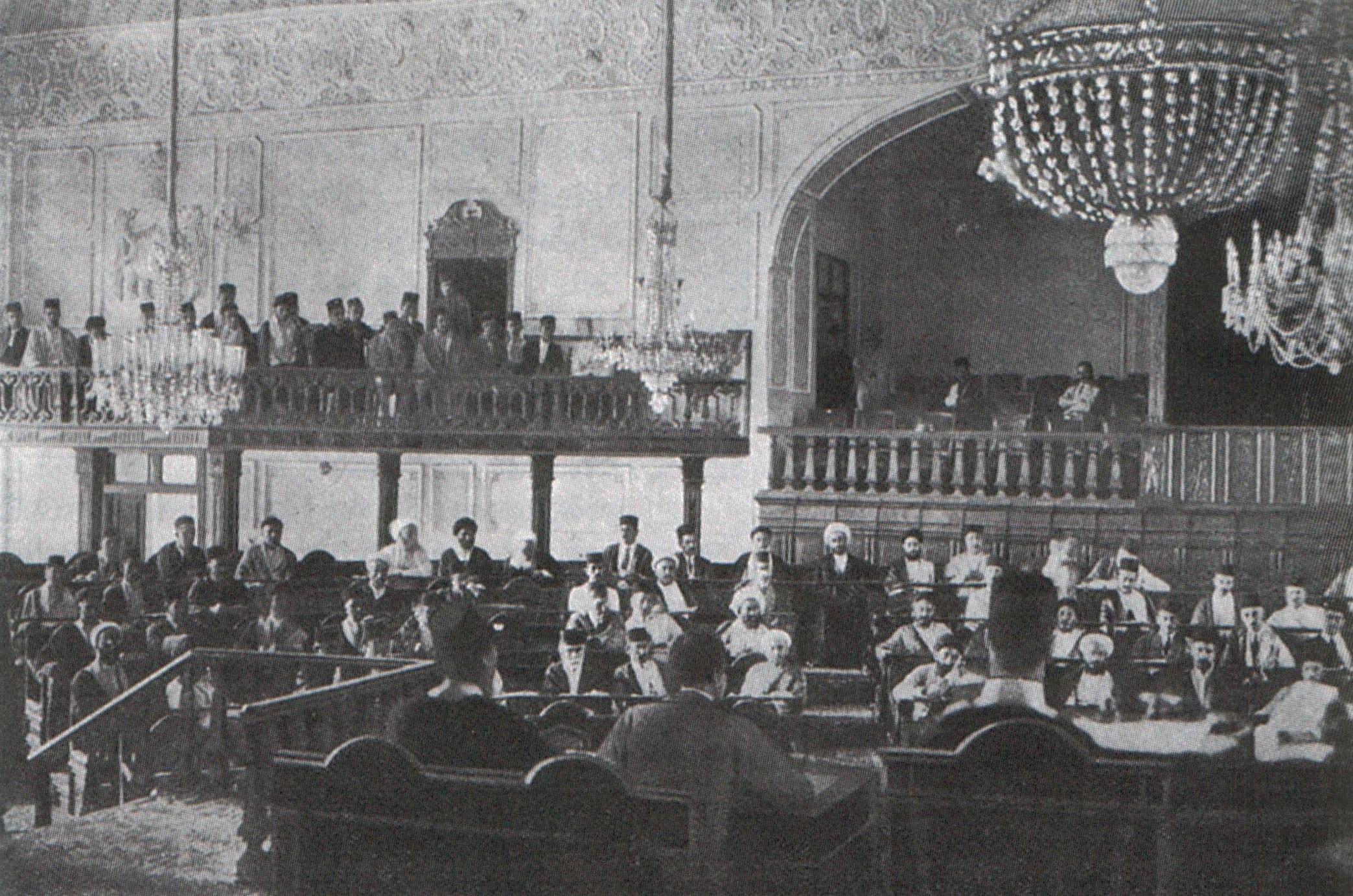
Obrady pierwszego Madżlesu w 1906

Naseroddin zginął zastrzelony przez ucznia Afghaniego 1 maja 1896 i tron objął jego schorowany syn, Mozaffaroddin Szah (1897-1907). Próbując zaradzić pogarszającej się sytuacji finansowej państwa oddał on urzędy celne w ręce Belgów, co jednak spotkało się z protestami społeczeństwa, widzącego w tym posunięciu kolejny krok uzależniający Iran od cudzoziemców. Do Iranu docierały echa rewolucji 1905 roku i w grudniu tego roku doszło do wybuchu serii protestów i strajków, które zostały poparte także przez duchowieństwo, odmawiające świadczenia usług prawnych, edukacyjnych i religijnych. Protestujący wysunęli postulaty powołania parlamentu (Madżlesu) i uchwalenia konstytucji (stąd wydarzenia te nazwano później rewolucją konstytucyjną). Na początku sierpnia 1906 szach ustąpił i zgodził się na wybory do Madżlesu, który w latach 1906–1907 uchwalił konstytucję. Zachowywała ona szacha jako głowę państwa, ustanawiała jednak parlamentarną kontrolę nad rządem i finansami. Parlament uchwalał także ustawy oraz zgadzał się na zawarcie umów międzynarodowych. Ponadto konstytucja wprowadzała trójpodział władzy oraz zapewniała równość obywateli wobec prawa, gwarantowała nietykalność osobistą i majątkową, wolność słowa i wolność zgromadzeń. 
W tym okresie Iran zaczął mieć coraz większe znaczenie dla Wielkiej Brytanii z powodu odkrycia w nim znacznych złóż ropy naftowej. Zaniepokojona możliwym upadkiem Kadżarów 31 sierpnia 1907 Wielka Brytania podpisała z Rosją traktat sankcjonujący nieformalny dotychczas podział Iranu na strefy wpływów – północną rosyjską i południową brytyjską, z zachowaniem neutralnego pasa pośrodku. W 1908 w kraju wybuchła wojna domowa pomiędzy Madżlesem a nowym szachem Mohammadem Alim (1907-1909), którego popierali Rosjanie. Madżles został rozpędzony, a konstytucja zawieszona, szach nie był jednak w stanie zdusić ogarniającej coraz większą część kraju rebelii i w połowie lipca 1909 utracił Teheran i został zmuszony do abdykacji na rzecz swojego dwunastoletniego syna Ahmada (1909-1925). Przez następne dwa lata Madżles dążył do uniezależnienia kraju od Rosji i Wielkiej Brytanii poprzez stworzenie m.in. żandarmerii z pomocą Szwedów i policji skarbowej z pomocą Stanów Zjednoczonych. W odpowiedzi na to w listopadzie 1911 Rosjanie wystosowali ultimatum, w którym zażądali wycofania misji amerykańskiej i deklaracji, że Iran nie będzie zatrudniał żadnych zachodnich ekspertów bez zgody Wielkiej Brytanii i Rosji. Madżles odrzucił ultimatum, jednak w obliczu zagrożenia przez wojska rosyjskie Teheranu rząd ostatecznie uległ, przyjął ultimatum i rozwiązał Madżles. Już od 1909 Rosjanie okupowali Tebriz, a wiosną 1912 zajęli Meszhed i sprofanowali Sanktuarium Imama Rezy. Jednocześnie Wielka Brytania faktycznie kontrolowała południowe prowincje Iranu, gdzie wydobywała ropę za pośrednictwem założonej w 1909 Anglo-Persian Oil Company.

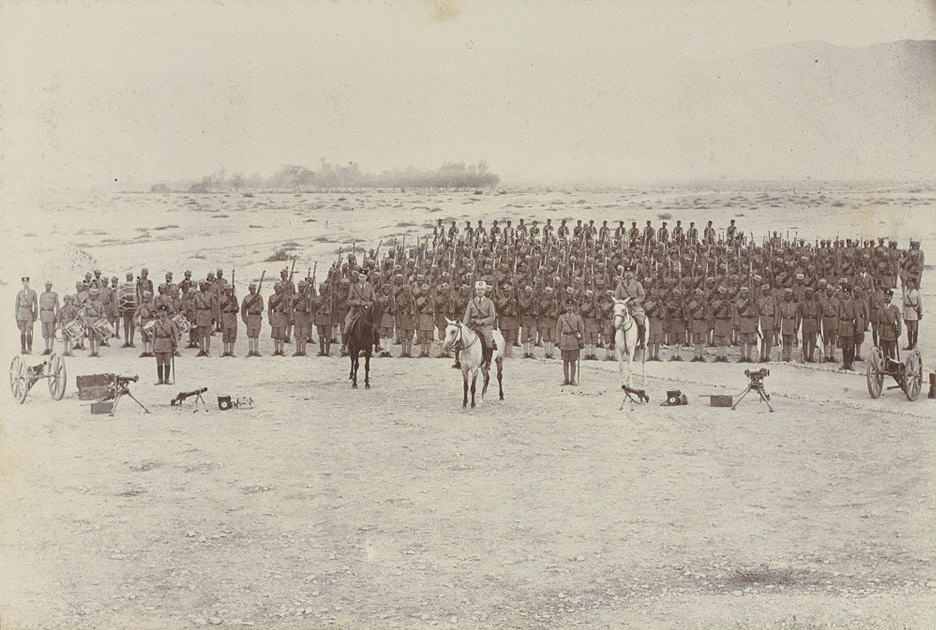
Oficerowie i żołnierze South Persia Rifles, utworzonych z miejscowych plemion brytyjskich oddziałów działających w Farsie i regionie Zatoki Perskiej, ok. 1917

W trakcie I wojny światowej Iran był formalnie neutralny, jego terytorium było jednak terenem działań wojennych prowadzonych zarówno przez wojska Rosji i Wielkiej Brytanii, jak i Osmanów. Po wybuchu rewolucji październikowej w 1917 oraz ostatecznej klęsce Osmanów w 1918 jedyną potęgą w regionie pozostała Wielka Brytania, która okupowała południe i zachód kraju, a także Meszhed, oraz utrzymywała probrytyjski rząd Wosugh ad-Doule (zm. 1950) w Teheranie. W zrujnowanym kraju panował głód i epidemie, Gilan znajdował się w rękach powstańców dżangalijskich, a na prowincji rządzili chanowie plemienni. Szczególnie niebezpieczna sytuacja zaistniała w Chorasanie, gdzie stale wybuchały bunty chłopskie oraz powstania organizowane przez lewicę, w tym oddziały Czerwonych przekraczające granicę z ogarniętą wojną domową Rosją. W roku 1919 Brytyjczycy zawarli z rządem Wosugh ad-Doule traktat, który faktycznie czynił z Iranu ich protektorat. Wywołało to gwałtowne protesty społeczne i traktat nie został ratyfikowany przez Madżles. W 1920 w Azerbejdżanie doszło do powstania republiki pod wodzą Mohammada Chijabaniego (zm. 1920), a coraz bliżej współpracujący z bolszewikami przywódca dżangalije Mirza Kuczek-chan (zm. 1921) ogłosił Gilan Radziecką Republiką Iranu. W sytuacji pogłębiającej się anarchii Brytyjczycy poparli pucz wojskowy, który po opanowaniu stolicy 21 lutego 1921 miał wynieść na urząd premiera ich protegowanego, Sejjeda Zija’oddina Tabatabajego (zm. 1969). Tabatabajemu udało się zawrzeć traktat ze ZSRR, który uznawał niepodległość Iranu, rezygnował z przywilejów posiadanych niegdyś przez carską Rosję i wycofywał się z poparcia dla Republiki Gilańskiej. Już w maju 1921 Tabatabaji został jednak zdymisjonowany przez szacha na żądanie dowodzącego siłami wojskowymi przewrotu 21 lutego Rezy-chana. Od tej pory to on sprawował faktyczną władzę i w 1923 formalnie został premierem. Wywodzący się z brygady kozackiej Reza-chan zreformował siły zbrojne i do końca 1922 stłumił zarówno powstanie dżangalije, jak i ruchy innych sił odśrodkowych, zaś w 1925 doprowadził do detronizacji Kadżarów przez Madżles, a następnie do zatwierdzenia przez Konstytuantę swojego wyboru na nowego szacha.

### Kultura i religia

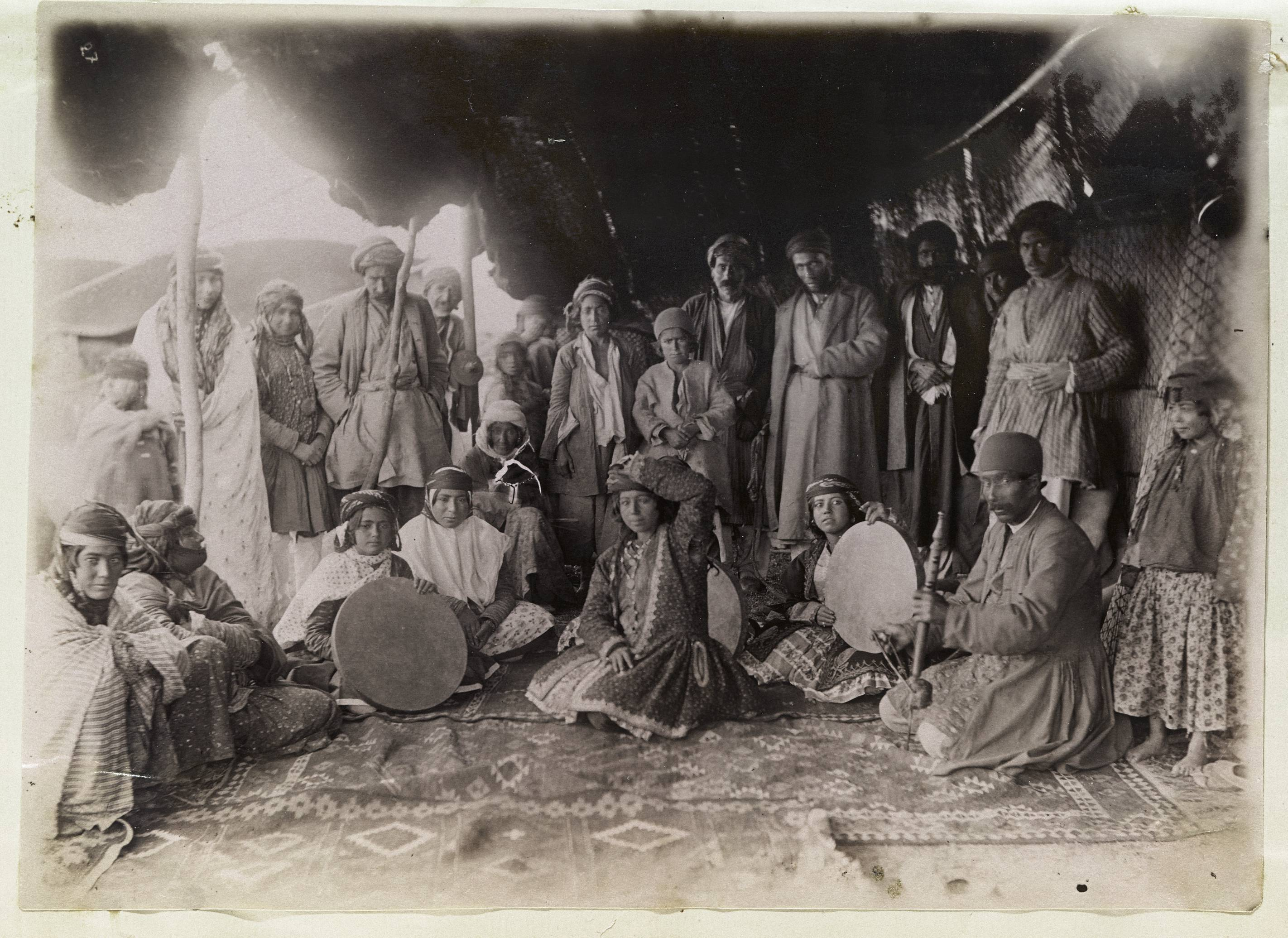
Koczownicy ze swoimi instrumentami. Zdjęcie zrobione przez Antoina Sevruguina, jednego z pierwszych irańskich fotografów

Kadżarowie rozpoczęli swoje panowanie jako kolejna irańska dynastia wywodząca się z koczowniczych plemion, która ustanowiła na terenie Iranu patrymonialną monarchię. W trakcie ich rządów doszło jednak do kulturalnego przełomu, ponieważ pod wpływem europejskim w Iranie wykształciła się nowoczesna świadomość narodowa, tj. Irańczycy zaczęli wyraźnie odróżniać naród i państwo od rządzącej nimi dynastii. Rezultatem tego procesu były takie ruchy jak protest tytoniowy czy rewolucja konstytucyjna, w ramach których sprzeciwiano się polityce dworu w imię interesów irańskiego narodu. Na przełomie XIX i XX wieku „w obieg powszechny weszły pojęcia wcześniej niebędące przedmiotem refleksji społecznej: naród, ojczyzna, obywatel, patriotyzm, równość wobec prawa, rozdzielność świeckich i religijnych sfer życia”. Jednocześnie koczownicy przestali odgrywać wiodącą rolę w życiu politycznym Iranu, co wiązało się m.in. z faktem, że mogli oni stanowić nawet połowę ludności kraju na początku XIX wieku, ale już tylko jedną czwartą pod koniec tego stulecia, bowiem podczas gdy ich liczba pozostała mniej więcej niezmieniona, to ogólna liczba ludności wzrosła dwukrotnie.

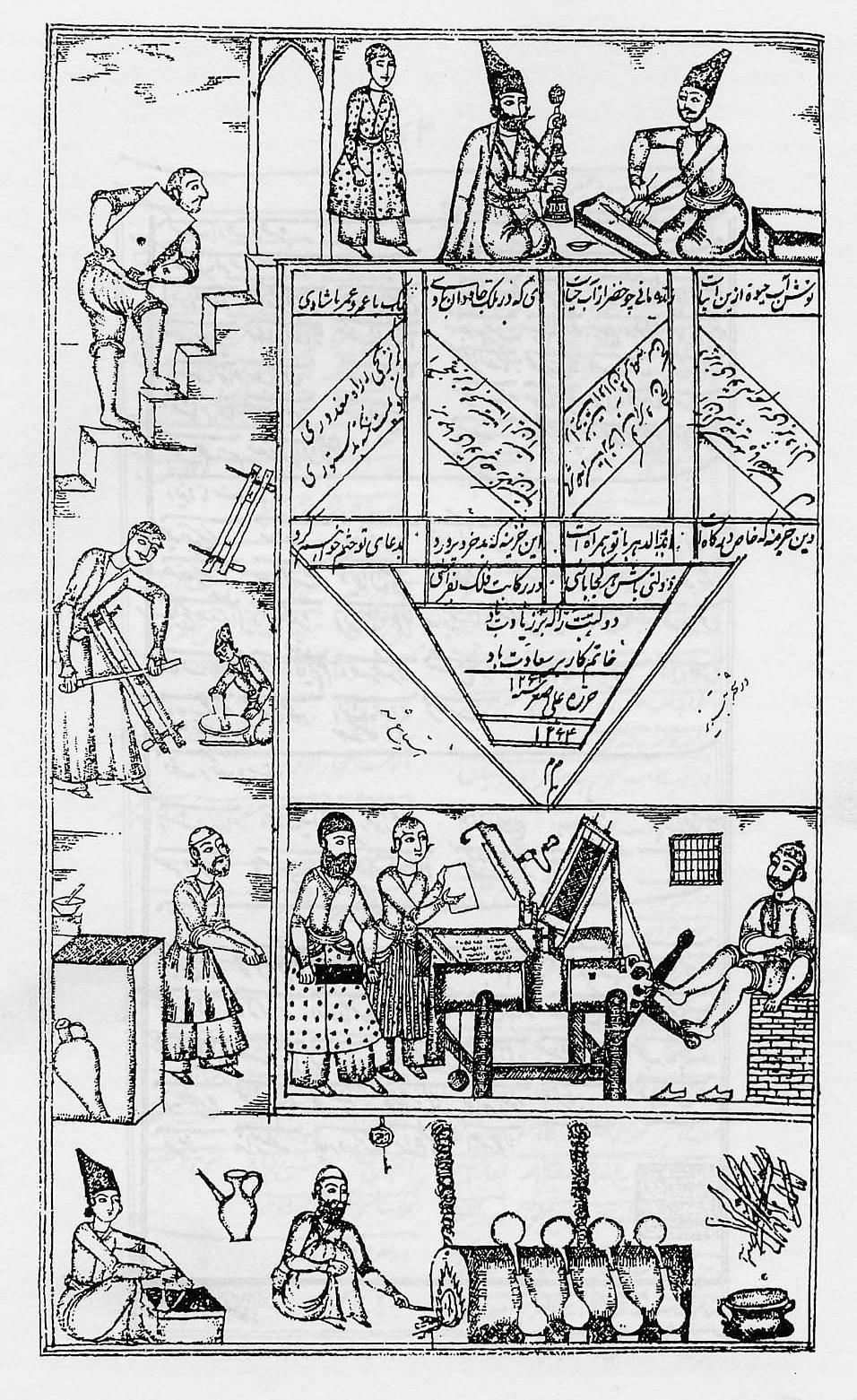
Kolofon litograficznego wydania Haft Pejkar Nezamiego, wydrukowanego w Tebrizie w 1847/48, z kaligrafią w piśmie nastaligh i ilustracjami przedstawiającymi kolejne elementy procesu litografii

W drugiej połowie XIX wieku w Iranie rozpowszechnia się druk (początkowo głównie litograficzny) i zaczynają być wydawane przekłady z literatur europejskich, głównie z języka francuskiego. Pod koniec stulecia Zejnolabedin Maraghe′i (zm. 1910) wydaje pierwszą perską powieść, Dziennik podróży Ebrahim-bega. Ruch konstytucyjny przynosi rozkwit prasy i poezji politycznej. Epokę Kadżarów zamykają dwa przełomowe zjawiska w poezji i prozie, obydwa z ok. 1920: poemat Asnaf Nimy Juszidża (zm. 1960) i zbiór opowiadań Jeki bud jeki nabud Mohammada Alego Dżamalzade. Podczas gdy Juszidż w swoich wierszach zerwał z klasyczną prozodią, to Dżamalzade w swojej prozie jako pierwszy posłużył się kolokwialnym językiem.
Za panowania Fath Alego rozwija się dworskie malarstwo portretowe i dekoracyjne będące kontynuacją stylu zapoczątkowanego w czasach safawidzkich. Synteza rodzimego malarstwa miniaturowego i wpływów europejskiego baroku jest widoczna w portretach dynastycznych, na których królowie i książeta kadżarscy przedstawiani są z obfitymi brodami i w strojach ceremionalnych. W malarstwie i architekturze drugiej połowy XIX wieku silniej zaznaczają się wpływy europejskie. Nadworny malarz Mohammmada i Naseroddina Abol Hasan-chan Ghaffari (zm. 1866) po pobycie we Włoszech w latach 40. wprowadził do portretów dynastycznych rysy indywidualne postaci. Jego bratanek i następca, Kamal al-Molk (zm. 1940), który pięć lat spędził na nauce w Europie, „uważany jest za najwybitniejszego malarza epoki kadżarskiej i ojca perskiej sztuki współczesnej”. Już za czasów Naseroddina w Iranie pojawiła się fotografia, zaś od 1904 zaczyna w nim rozpowszechniać się kino.

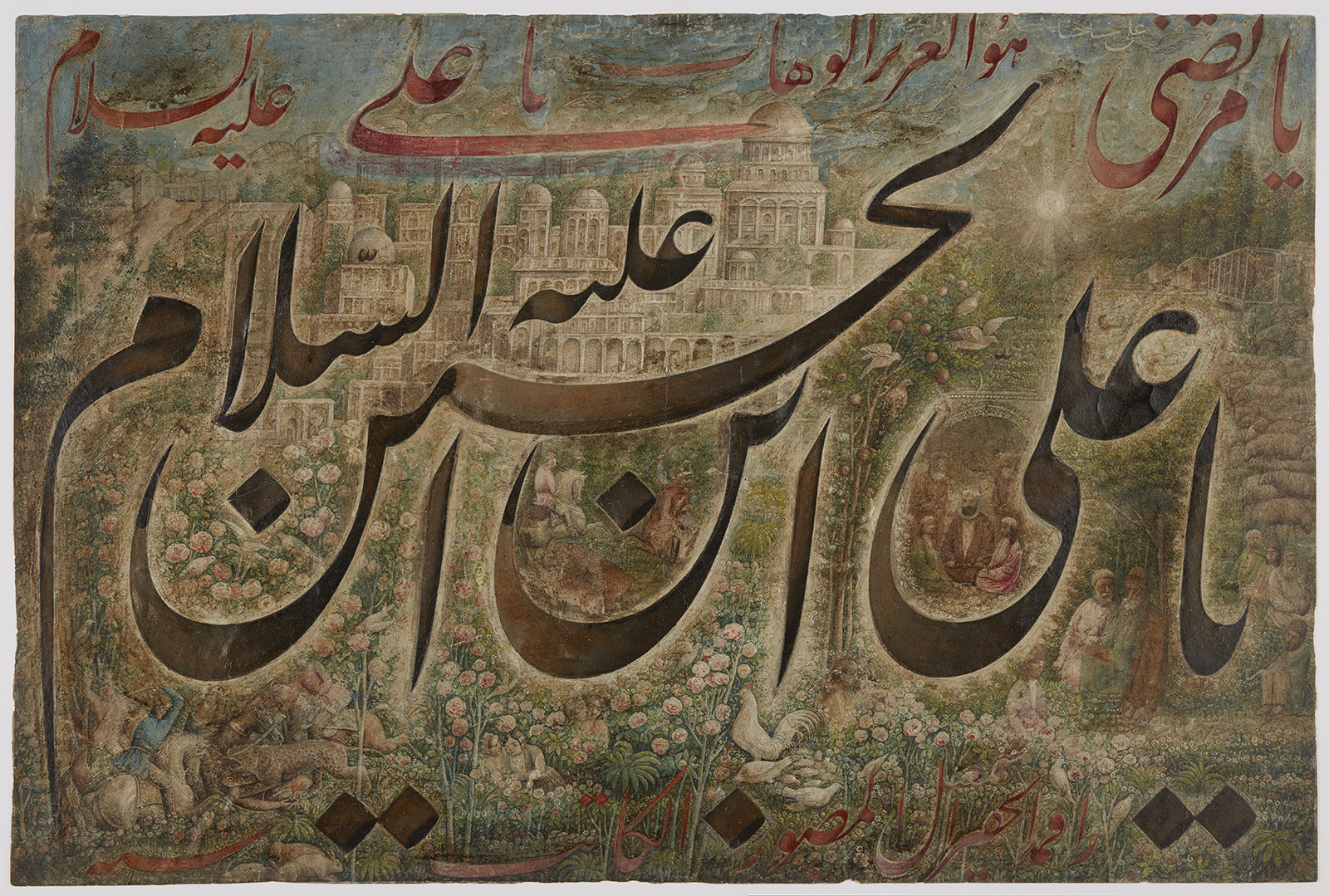
Przykład pisma obrazowego z napisem w stylu nastaligh zawierającym inwokację do imama Ali ibn Husajna wkomponowanym w obraz wykonany przez Esmaʿila Dżalajira (zm. ok. 1870). Muzeum Agi Khana

Turkmeńskie pochodzenie Kadżarów było zbyt oczywiste by na wzór Safawidów przypisywać sobie pochodzenie od szyickich imamów i pretendować do roli przedstawiciela ukrytego imama. Tą rolę zaczęli natomiast pełnić modżtahedzi, stopniowo przejmujący prerogatywy dawniej uważane za przysługujące jedynie ukrytemu imamowi. Objawiało się to choćby w stosowaniu procedury takfiru, czyli uznania za niewiernego, czy wezwania do dżihadu w trakcie pierwszej wojny z Rosją. Z praktycznego punktu widzenia jeszcze większe znaczenie miało przypisanie sobie prawa do dysponowania częścią podatków religijnych (chums) należnych imamowi. Ulemowie byli związani z bazarowymi kupcami i rzemieślnikami (bazari), którzy płacili większą część podatków religijnych, zaś zdolność do współdziałania tych dwóch grup w celu przeciwstawienia się szachowi pokazały takie wydarzenia jak protest tytoniowy i rewolucja konstytucyjna.
Na przełomie XVIII i XIX wieku w Iranie rozwijał się szejchizm, suficki ruch, którego wyznawcy wierzyli, iż na świecie zawsze istnieje brama (bab), tj. człowiek zdolny komunikować się z ukrytym imamem i interpretować jego wolę. W 1844 szejchita Sejjed Ali Mohammad ogłosił się babem, później zaś również imamem i prorokiem nowej religii. Ali Mohammada represjonowano, natomiast kiedy jego zwolennicy wszczęli zbrojne powstanie skazano go na śmierć. Z babizmu wyewoluowała nowa światowa religia, bahaizm, której wyznawcy stanowią obecnie najprawdopodobniej największą niemuzułmańską mniejszość Iranu.

## Pahlawi
Reza Szah wprowadzał reformy zmierzające do budowy nowoczesnego państwa i wzmocnienia władzy centralnej. W 1935 roku zmieniono nazwę państwa na Iran. W trakcie trwania II wojny światowej teren Iranu został poddany infiltracji III Rzeszy, co po ataku Niemiec na ZSRR doprowadziło do wkroczenia na teren kraju Armii Czerwonej od północnego zachodu, a od zachodu i południa wojska brytyjskie dokonały uderzenia na Iran. Skutkiem radziecko-brytyjskiej interwencji było osadzenie na tronie proalianckiego Mohammada Rezy Pahlawiego. ZSRR zabezpieczył sobie dostawy sprzętu i broni przez terytorium Iranu. W podpisanym w styczniu 1942 roku traktacie trójstronnym Iran otrzymał gwarancję swojej suwerenności i integralności terytorialnej oraz zapewnienie wycofania wojsk radzieckich i brytyjskich w terminie 6 miesięcy od zakończenia wojny. We wrześniu 1943 Iran wypowiedział wojnę III Rzeszy. W tym czasie wzrosły wpływy lewicy. Powstanie lewicowej partii o nazwie Partia Mas (Partia Tude) ogłoszono w 1941, a jej pierwszym przywódcą został Solejman Eskandari. W ciągu kilku lat formacja zyskała szerokie poparcie społeczne.
Po zakończeniu działań wojennych w 1945 roku Brytyjczycy wycofali się z Iranu, natomiast wojska radzieckie opóźniały swój powrót do kraju, co zapoczątkowało tzw. kryzys irański. Józef Stalin starał się o uzyskanie dla ZSRR koncesji na wydobywanie ropy naftowej w 5 północnych prowincjach Iranu. Jednocześnie Sowieci usiłowali zapewnić sobie bazę polityczną w Iranie, współpracując z lewicową Partią Tude (która jednak było niechętne polityce ZSRR wobec Iranu) oraz współtworząc nową Demokratyczną Partię Azerbejdżanu (niechętną Tude). W grudniu 1945 roku przy poparciu ZSRR i działaczy lewicowych ogłoszono utworzenie separatystycznej Autonomicznej Republiki Azerbejdżanu na czele z Seyidem Cəfərem Pişəvərim. 22 stycznia 1946 miejscowi separatyści ogłosili natomiast powstanie niezależnej Republiki Kurdyjskiej. 26 marca 1946 wojska radzieckie opuściły Iran, a popierana przez Sowietów republika oraz autonomia zostały rozbite przez wojsko Iranu.
W latach 1949–1951 powstał masowy ruch na rzecz nacjonalizacji złóż ropy naftowej. Na początku lat 50. powstał reformatorski rząd Mohammada Mosaddegha. Premier przeprowadził w 1951 roku nacjonalizację przemysłu naftowego. W 1953 doszło do zainspirowanego przez Brytyjczyków zamachu stanu, który obalił rząd Mossadegha. Po obaleniu liberalnego rządu renegocjowano umowy naftowe z Brytyjczykami. Nowym premierem został Fazlollah Zahedi, wybrany w praktyce przez CIA i MI6. Pahlawi utrzymywał dobre stosunki z większością krajów zachodnich i często był przedstawiany jako wzór „nowoczesnego przywódcy” na Bliskim Wschodzie, co zapewniło Iranowi liczne pożyczki ze strony Stanów Zjednoczonych. Przeprowadził ograniczoną reformę rolną i nadał kobietom prawa wyborcze. Liberalizacji życia społecznego towarzyszyły brutalne prześladowania opozycji. W 1957 został utworzona została tajna policja szacha – SAWAK. Kierując SAWAK, szach bezwzględnie zwalczał organizacje opozycyjne. Na początku lat 60. premierem został Ali Amini. Według części źródeł prezydent USA, John F. Kennedy wpłynął na szacha aby ten desygnował polityka na to stanowisko. Amini przyśpieszył proces liberalizacji życia społecznego rozpoczęty przez Pahlawiego. Liberalne propozycje Aminiego zostały gwałtownie oprotestowane przez duchowieństwo szyickie. Reakcją na protesty były aresztowania. W czerwcu 1963 roku, po tym gdy doszło do zatrzymania jednego z opozycyjnych duchownych, Ruhollaha Chomejniego, w kraju wybuchły zamieszki siłą stłumione przez rząd. Szach ustąpił protestującym ortodoksom i zdymisjonował Alama ze stanowiska. Następcą postępowego Alama na stanowisku premiera został Hasan Ali Mansur, który wycofał się ze świeckich reform i aby przypodobać się radykałom, zwolnił z więzienia Ruhollaha Chomejniego. Gdy ten kontynuował działalność opozycyjną, rząd zmusił go do wyjazdu z kraju. Z inicjatywy Pahlawiego nowy premier zreformował fasadowy system partyjny. Również ten premier okazał się skrajnie niepopularny i wkrótce zginął w zamachu.
W 1973 roku Iran przeprowadził zbrojną interwencję przeciwko rebeliantom antyrządowym w omańskim Zufarze.
Z upływem lat rządy szacha coraz częściej były krytykowane za korupcję i brutalne praktyki założonej przez niego w 1957 tajnej policji politycznej SAWAK (takie jak np. wrzucanie ludzi do worków, w których kotłowały się oszalałe z głodu dzikie kocury albo jadowite węże). Przysporzyło mu to wielu przeciwników, zarówno w fundamentalistycznych środowiskach islamskich, jak i w świeckich. W latach 60. i 70. nasiliła się działalność zbrojnej opozycji islamskiej i lewicowej. Licznie powstawały antyrządowe organizacje zbrojne, z których jedną z najsilniejszych była grupa Ludowych Mudżahedinów. Po serii zamieszek w 1978 roku król chcąc uniknąć upadku swojej władzy wykonał wyraźne gesty pod adresem opozycji islamskiej, zamykając bary i kasyna, uwolnił również więźniów politycznych i doprowadził do aresztowania najbardziej skompromitowanych urzędników. Działania te nie wystarczyły, by doprowadzić do zakończenia antyrządowych protestów. Po kolejnych manifestacjach i ich stłumieniu przez policję (czarny piątek w Teheranie 8 września 1978) chaos w państwie coraz bardziej się potęgował, aż końcu doprowadził do wybuchu irańskiej rewolucji islamskiej i obalenia szacha w 1979.

## Islamska Republika Iranu
W styczniu 1979 roku szach pod naciskiem opozycji opuścił Iran. Lider opozycji islamskiej Ruhollah Chomejni przebywający na emigracji we Francji utworzył Irańską Radę Rewolucyjną, a po powrocie do kraju Tymczasowy Rząd Rewolucyjny. Nowy rząd przeprowadził nacjonalizację mienia należącego do rodziny cesarskiej, a z przyczyn ideologicznych zerwał stosunki dyplomatyczne z Izraelem i Republiką Południowej Afryki. W kwietniu tego samego roku proklamowano utworzenie Islamskiej Republiki Iranu. Iran stał się republiką opartą na zasadach islamu i prawie szariatu. Wyłoniono nowy parlament oraz (po raz pierwszy historii Iranu) prezydenta. W 1980 roku po zajęciu ambasady amerykańskiej w Teheranie przez rewolucjonistów doszło do zerwania relacji na linii USA-Iran. W tym samym roku rozwiązano Irańską Rady Rewolucyjną i powołano Radę Strażników Rewolucji Islamskiej. Po sukcesie rewolucji nasiliły się tendencje separatystyczne w Kurdystanie, Azerbejdżanie Irańskim oraz Beludżystanie. Wkrótce także doszło do sporów w łonie samych rewolucjonistów. Do 1982 roku trwały ciężkie walki partyzanckie z Ludowymi Mudżahedinami którzy dążyli do zbrojnego obalenia sprawujących władzę islamistów.
Iran chcąc rozszerzyć rewolucję islamską na sąsiedni Irak rozpoczął proces podburzania tamtejszych szyitów przeciwko rządowi partii Baas. W 1980 roku iracki przywódca Saddam Husajn przypuścił atak zbrojny na Iran. Podejmując tę decyzję, zamierzał na trwałe rozwiązać na korzyść Iraku długotrwały spór graniczny oraz zawładnąć bogatymi złożami ropy w rejonie Szatt al-Arab przyłączyć do Iraku Chuzestan, czyniąc tym samym swój kraj nie tylko potęgą regionalną, ale i państwem przewodzącym całemu światu arabskiemu. Zamierzał również położyć kres rewolucji islamskiej i ingerencji Iranu w sprawy wewnętrzne Iraku. Saddam Husajn spodziewał się błyskawicznego zwycięstwa, jednak zamiast tego wojna przeciągnęła się do 1988 i zakończyła brakiem rozstrzygnięcia. W 1990 roku po inwazji Iraku na Kuwejt, podpisano z Irakiem układ pokojowy (przywracający w zasadzie stan sprzed wojny).
Po śmierci ajatollaha Chomejniego w 1989 roku rzeczywistym przywódcą kraju został Ali Chamenei. Po rozpadzie ZSRR Iran starał się przywrócić dawną pozycję mocarstwa regionalnego, stać się rozjemcą w potencjalnych konfliktach między nowo powstałymi państwami, prowadzić politykę poszanowania granic i regionalnej współpracy. Iran przyczynił się w tym czasie do ożywienia działalności Organizacji Współpracy Gospodarczej, łączącej azjatyckie muzułmańskie państwa niearabskie. W polityce wobec krajów powstałych po rozpadzie ZSRR w okresie sprawowania obowiązków ministra spraw zagranicznych przez Alego Akbara Welajatiego nie kierowano się względami religijnymi, lecz pragmatycznymi. Iran utrzymywał dobre relacje z chrześcijańską Armenią przeciwko szyickiemu Azerbejdżanowi, wobec faktu, że kraj ten zbliżył się do Stanów Zjednoczonych i Turcji. Iran brał udział w próbach rozwiązania konfliktów i ustabilizowaniu sytuacji w Górskim Karabachu i w Tadżykistanie.
Głównymi wyzwaniami, przed jakimi staje współczesny Iran, jest rozwiązanie problemów gospodarczych, walka z bezrobociem, zaś w polityce zagranicznej rozwiązanie problemu energii atomowej, nad którą prowadzone przez Iran badania budzą najwięcej kontrowersji. Według rządów niektórych państw, w szczególności USA i Izraela, Iran zmierza do budowy broni nuklearnej. Międzynarodowa Agencja Energii Atomowej od kilku już lat nie może wyegzekwować od Iranu kompletu wymaganych dokumentów ani dostępu do wszystkich ośrodków badawczych, jednakże monitorując główny ośrodek wzbogacania uranu nie stwierdziła nieprawidłowości. Według szacunków Iran posiada już wystarczającą ilość materiałów rozszczepialnych, by stworzyć jeden ładunek atomowy. Władze Iranu zaprzeczają tym doniesieniom i twierdzą, że chodzi o pokojowe wykorzystanie energii jądrowej, jednakże niedopełnienie obowiązków wynikających z układu o nierozprzestrzenianiu broni jądrowej sprowadziło na Iran embargo nałożone przez Radę Bezpieczeństwa ONZ. Co pewien czas w mediach pojawiają się doniesienia o planowanym ataku na Iran.
Rząd Iranu udzielił wsparcia rebelii szyickiej w Jemenie. Na terytorium Jemenu działali oficerowie wywiadu, sił Ghods (jerozolimskich), części składowej Korpusu Strażników Rewolucji Islamskiej. W marcu 2012 amerykański wywiad potwierdził, iż bojówki były dozbrajane oraz sponsorowane przez brygadę l-Kuds. Siły specjalne za pomocą przemytników szmuglowały karabiny AK-47, granatniki przeciwpancerne i inne rodzaje broni dla szyickich rebeliantów. Kilka transportów zostało przechwyconych przez jemeńskie służby. Proceder wspierania szyitów Jemenie miał umocnić strefę wpływu Iranu na Półwyspie Arabskim. Iran za każdym razem zaprzeczał wszelkim oskarżeniom.
W wojnie domowej w Syrii, Iran poparł stronę rządu. Opozycja twierdziła, iż syryjskiej armii pomagała elitarna brygada pancerna Korpusu Strażników Rewolucji Islamskiej. Dezerterzy z armii twierdzili, że z wojskiem rządu współpracowały tysiące irańskich żołnierzy. Irańskie brygady stacjonowały w Syrii od 2007. Ponadto w czasie powstania w ręce rebeliantów wpadło kilku irańskich oficerów. W 2013 w Syrii walczyło 50 tys. żołnierzy i doradców z Korpusu Strażników Rewolucji Islamskiej. Oficjalnie szkolili syryjskie siły zbrojne, jednak to Irańczycy stanowili filar sił rządowych, zmagających się z rebeliantami. Siły Asada utrzymywali swoje pozycje dzięki irańskim snajperom. W samolotach Syryjskich Arabskich Sił Powietrznych (SASP) coraz częściej zasiadali irańscy piloci, którzy skuteczniej bombardowali cele. W takiej sytuacji można mówić o jawnej irańskiej interwencji zewnętrznej w Syrii. Od jej początku do kwietnia 2013 poległo tysiąc Irańczyków.
14 lipca 2015 Iran zawarł międzynarodowe porozumienie z sześcioma mocarstwami: USA, Rosją, Wielką Brytanią, Francją, Chinami, Niemcami oraz z Unią Europejską dotyczące jego programu nuklearnego.